# معركة أنقرة
معركة أنقرة (بالتركية العثمانية: أنقره محاربەسی)(بالتركية: Ankara Muharebesi)، وقعت بين الدولة العثمانية والدولة التيمورية إما في يوم الجمعة 19 من ذي الحجة سنة 804هـ الموافق 20 يوليو/تموز 1402م، أو في يوم الجمعة 27 من ذي الحجة 804هـ الموافق 28 يوليو/تموز 1402م على أرجح الأقوال مع اختلاف في المصادر. وذكر تقي الدين المقريزي وابن إياس الحنفي أن القتال صار يوم الأحد 5 من المحرم 805هـ وهو يوافق الجمعة 4 أغسطس/آب 1402م.  تشمل المصادر الأخرى عدة تواريخ قريبة، منها يوم الثلاثاء 19 ذو القعدة الموافق 20 يونيو/حزيران أو الجمعة 13 ذو الحجة الموافق 14 يوليو/تموز أو الخميس 19 ذو الحجة الموافق 20 يوليو/تموز أو الخميس 26 ذو الحجة الموافق 27 يوليو/تموز أو السبت 28 ذو الحجة الموافق 29 يوليو/تموز من نفس العام، بل ظهرت روايات تُشير إلى أن السنة الهجرية كانت 805هـ بدلاً من 804هـ وذلك يوم الثلاثاء 1 محرم 805هـ الموافق 1 أغسطس/آب 1402م أو السبت 5 محرم 805هـ الموافق 5 أغسطس/آب 1402م، ويتّضح من بين هذه الروايات المتعددة أن هناك إجماعًا على السنة الميلادية 1402م، كما يتّضح أن الغالبية العظمى من المراجع تتفق على أن المعركة وقعت في شهر ذي الحجة من سنة 804هـ، وهو الشهر الذي وافق شهر يوليو/تموز 1402م. أما بخصوص تحديد اليوم، فإن النقطة المرجعية الوحيدة تفيد بأن المعركة وقعت في يوم جمعة، وذكر ذلك كل من المؤرخين: عاشق باشا زاده، لطفي باشا، عروچ باي، خوجة سعد الدين، وعلي جلبي.
هي أكبر معارك القرون الوسطى من حيث حجم الجيشين والنتائج. جرت أحداث المعركة في سهل چوبوك (بالتركية العثمانية: چبوق اوەسى)(بالتركية: Çubuk Ovası) إلى الشمال الشرقي من أنقرة بين قوات القائد المغولي الأمير تيمورلنك بن طرقاي (9 أبريل/نيسان 1336م - 19 فبراير/شباط 1405م)، الفاتح المغولي التركي المتجبر الذي أسس الإمبراطورية التيمورية على الغزو والنهب وسفك الدماء، والسلطان بايزيد الأول (يلدرم الصاعقة) (ق. 1360م - مارس/آذار 1403م) سلطان الدولة العثمانية. انتصر تيمورلنك وأسر السلطان بايزيد الذي توفي بعد فترة قصيرة في الأَسْرِ، فدخلت من بعده الدولة العثمانية فترة عاصفة من 20 يوليو/تموز 1402م مدة أحد عشر عامًا من الحرب الأهلية والافتقار إلى النظام، تُعرف باسم "عهد الفترة العثماني" التي كادت أن تقضي على استمرار الدولة العثمانية، حيث استقلّ بعض أبناء السلطان بايزيد الأول ببعض أراضي الدولة العثمانية وانفصلوا بها وسط تجاذبات سياسية ومكائد من تيمورلنك ومن البيزنطيين، وتوقفت الفتوحات العثمانية، إلى أن أعاد السلطان محمد الأول ابن السلطان بايزيد الأول توحيد الدولة العثمانية مرة أخرى في 5 يوليو/تموز 1413م لتستمر مسيرة الدولة العثمانية.
أراد تيمورلنك تسوية قضية الأناضول التي كانت تمثل خطرًا كبيرًا عليه، قبل أن يتوجه إلى الشرق بسبب وفاة الإمبراطور الصيني هناك. تلقى تيمورلنك تعزيزات عسكرية من قواته الموجودة في آسيا الوسطى، وأرسل مبعوثاً من تبريز في 13 مارس/آذار 1402م إلى السلطان بايزيد ببعض المطالب التي يصعب قبولها، من أجل وضع مسؤولية الحرب على السلطان بايزيد حين يرفض تلك المطالب. كان من بين طلبات تيمورلنك: عودة قلعة كِماخ إلى مُطّهَرْتَن حاكم إرزنجان السابق، وإرجاع أراضي أمراء الأناضول التي كان السلطان بايزيد قد فتحها وضمها للدولة العثمانية إلى أولئك الأمراء، وكانت تلك الفتوحات قد تمت مبكرا في أعوام 1390م/1391م، وقبول القبعة المخروطية والحزام الذي أرسله إليه مع أحد الأمراء كعلامة على خضوع السلطان بايزيد وإعلان تبعيته إلى تيمورلنك، وتسليم قره يوسف حاكم قره قويونلو وعائلته إلى تيمورلنك. لم يقبل السلطان بايزيد أيًا من هذه الطلبات وأرسل سفراءه في وقت لاحق إلى تيمورلنك بخطاب مُهين، لا يتوافق مع الممارسات الدبلوماسية. وللتعبير عن ازدرائه للفاتح التتري، وضع السلطان بايزيد اسمه في الرسالة بأحرف ذهبية، ووضع أسفل منه اسم تيمورلنك بأحرف صغيرة سوداء، وقال أنه يعرف أن هذا القول يدفع تيمورلنك إلى مهاجمه بلاده؛ مما أثار تيمورلنك بشدة. وفقًا لبعض السجلات الأخرى، فإن الهدايا التي أرسلها السلطان بايزيد يلدريم أزعجت تيمورلنك أيضًا، لأن مقدار كل هدية من الهدايا كان ينبغي أن يكون عشر قطع كما هو العُرف، ولكن بما أن العدد المقبول عند الأتراك هو تسعة، فإن السلطان بايزيد أرسل تسع هدايا بدلا من عشر. بعد أن قرأ تيمورلنك الخطاب تحدث مع السفراء محذراً: «النصيحة التي أُقدمها لبايزيد لا جدوى منها وإن على بايزيد، الذي لم يفِ بمطالبه، أن ينتظرني بصبر وأن يكون مستعدًا لانتقامي منه»، ولم يتخل تيمورلنك عن مطالبه السابقة التي أرسلها إلى السلطان بايزيد. علم تيمورلنك لاحقاً أن السلطان بايزيد قد تحرك بجيشه، فقرر تيمورلنك القتال وجمع كل جيوشه واتخذ إجراءاته لغزو الأناضول.
تعددت الخيانات وتبدلت الولاءات في الجيش العثماني أثناء المعركة لصالح تيمورلنك، وتحول التتار السود من صف العثمانيين إلى جانب تيمورلنك وكانوا يشكلون ثلثي الجيش العثماني، وغادرت قوات عثمانية ساحة المعركة لإنقاذ ما تبقى من الجيش. فقد غادر كلا من الصدر الأعظم علي پاشا الچاندارلي وأغا الإنكشارية «حسن آغا» الجيش العثماني في وسط المعركة مع قواتهما بدون صدور أوامر لهما بعدما رأوا الغلبة ظاهرة للجيش المغولي وتعداده. وغادر ساحة المعركة أيضاً أبناء السلطان بايزيد: سليمان چلبي ومحمد چلبي وعيسى چلبي مع قواتهم.
هذه الهزيمة وضعت حياة الدولة العثمانية في خطر وأدت إلى تفككها مؤقتًا، واستولت قوات تيمورلنك على مناطق واسعة من الدولة العثمانية التي كانت تمتد من شواطئ نهر الدانوب إلى أرضروم وحلب، واستولت قوات تيمورلنك على كامل خزينة الدولة العثمانية في العاصمة العثمانية بورصة ودمرت الأرشيفات والسجلات والوثائق العثمانية التي كانت تُحفظ فيها حتى ذلك الحين.
بعد وفاة السلطان بايزيد في آق شهير بأربعة أيام، تُوفي محمد سلطان ميرزا حفيد تيمورلنك الأعزّ، الذي كان أحد قادة معركة أنقرة وقام بنهب وإحراق العاصمة بورصة. حزن تيمورلنك بمرارة على وفاة حفيده ومن هذه اللحظة نسي كل شيء عن العثمانيين وغادر آسيا الصغرى، وخلال عامين توفي تيمورلنك بسبب الحُمَّى أثناء رحلته لغزو الصين ودُفن في سمرقند في تابوت من خشب الأبنوس.
قال المؤرخ العثماني مصطفى الجنَّابي إن تيمورلنك أطلق سراح السلطان بايزيد قبل ثلاثة أيام من وفاته.
تُعَدُّ معركة أنقرة واحدة من أكبر الحروب التي وقعت بين دولتين مسلمتين في التاريخ التركي. انهارت الوحدة التركية التي تأسست بعد صراعات طويلة في الأناضول، وتعطلت حركة الفتوحات الإسلامية ولاسيما محاولات فتح القسطنطينية الذي تأخر قرابة نصف قرن بعد هذه المعركة، وعادت الإمارات الأناضولية بعد المعركة إلى تفرقها مرة أخرى بعد وَحدتها، ونهبت الجيوش التيمورية المدن وتعطل النظام الذي وضعه العثمانيون.
وعلى هذا فإنه ليس صحيحا أن ننظر إلى هزيمة أنقرة ونعد من خلالها تقييمات خاطئة عن شخصية السلطان بايزيد التي كانت شخصية مستثناة في التاريخ العثماني، ولعل السبب في خسارة الدولة العثمانية في تلك المعركة لم يكن عدم خبرة السلطان بايزيد، بل إن السبب هو خيانة أمراء الأناضول الذين كانوا في جيشه، وانحيازهم إلى جانب تيمورلنك، وذلك لأن هؤلاء الأمراء كانوا يحرصون على السلطة منذ انهيار الدولة السلجوقية وحتى ذلك اليوم.
وبهذا الاعتبار إذا ما أردنا أن نعقد مقارنة بين تيمورلنك والسلطان بايزيد، نجد أن السلطان بايزيد كان يتفوق عليه بكثير لأن دولة تيمورلنك بالرغم من أنها انتصرت في معركة أنقرة إلا أنها انهارت بعدها بعشر سنوات فقط، وذلك لأن تيمورلنك لم يكن صاحب حضارة تفوق الدولة العثمانية، فلم تتمكن دولته من البقاء بعده وتشتت بعد رحيله، أما الدولة العثمانية التي تركها السلطان بايزيد فقد تمكنت من النهوض من جديد في غضون عشر سنوات، وأصبحت دولة الفتوحات من جديد بما يتفق مع روح الجهاد.
بحسب المؤرخ هربرت آدامز غيبونز، فإن معركة أنقرة لم تؤثر في مصير الأمم كما حدث في معارك قوصوه أو نيقوپوليس، إذ لم تغير مسار التاريخ بشكل كبير.

## قادة المعركة

### تيمورلنك

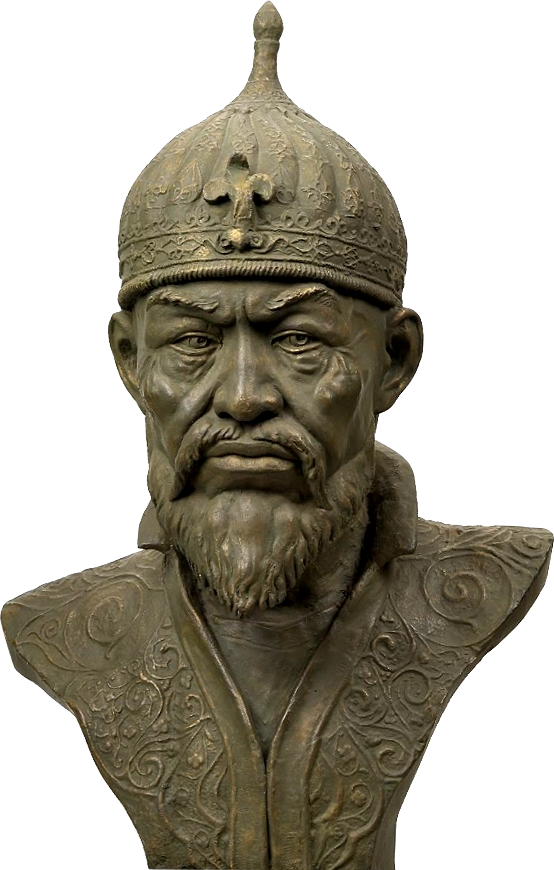
تمثال حديث لوجه تيمورلنك، بعد استخراج رفاته عام 1941م وإعادة بناء ملامح وجهه من جمجمته بواسطة علوم الطب الشرعي بإشراف عالم الأنثروبولوجيا السوفيتي ميخائيل ميخائيلوڤيتش جيراسيموف، وتم التأكيد من عظامه على أن طوله كان يبلغ 172 سم وأنه كان يمشي بعَرَجٍ واضحٍ بسبب إصابة في الورك.
عارض العديد من أمراء تيمورلنك قتال العثمانيين، ولكن في هذا الوقت تقريبًا وُلد له حفيد في سمرقند، كما شوهد مُذنبٌ يتحرك من الغرب إلى الشرق في السماء، ففسَّرها له المُنجمون على أنها علامة على انتصاره في الغرب، فعزم تيمورلنك على محاربة العثمانيين.

تيمورلنك بن طرقاي برلاس (9 أبريل 1336م - 17-19 فبراير 1405م)، وكلمة تيمور في لغة جغتاي وفي اللغة المنغولية تعني: معدن "الحديد"، و"لنك" عني: "الأعرج"، أي تيمور الأعرج. وُلِد في بلاد ما وراء النهر على بعد حوالي 50 ميلاً إلى الجنوب من سمرقند، وينحدر من قبيلة برلاس المغولية وهي نفس القبيلة التي ينتسب إليها جنكيزخان. لم يكن ملِكا أو سليلا لبيت مالِك وكان عند مولده رجلا قليل الشأن يملك بعض الماشية بآسيا الوسطى يعيش على الإرعاء. بدأ حياته باسم تيمور، ولم يُعرف بتيمورلنك أي تيمور الأعرج إلا بعد أن ابتُلي بالعرج نتيجة لجرح أثناء غارة له في سيستان عام 1365م وقد فقد في تلك الغارة أيضاً أصبعين من يده اليمنى.
كان تيمورلنك مسلماً. وقد دفع علم الأنساب المزيف الموجود على شاهد قبره والذي يتتبع نسبه إلى الصحابي سيدنا علي بن أبي طالب، فضلاً عن وجود الشيعة في جيشه، بعض المؤرخين والعلماء إلى وصفه بالتشيع. ومع ذلك، كان مستشاره الديني الرسمي هو العالم الحنفي عبد الجبار الخوارزمي (1361م-1402م) الذي كُتب عنه في ترجمته «انْتَهَت إِلَيْهِ الرياسة فِي أَصْحَاب تيمور بِحَيْثُ كَانَ عَظِيم دولته وَكَانَ مَعَه بِالشَّام وَغَيرهَا فَكَانَ يباحث الْعلمَاء ولديه فصاحة بِالْعَرَبِيَّةِ والعجمية والتركية وثروة وخرمة، كل ذَلِك مَعَ تبرمه من صحبته، بل رُبمَا نفع الْمُسلمين عِنْده وَلَكِن فِي الْأَغْلَب لَا تسعه مُخَالفَته». كما شيد تيمورلنك أحد أرقى المباني التي أنشأها على قبر الشيخ أحمد يسوي، وهو عالم صوفي تركي مؤثر كان ينشر الإسلام السني بين البدو.
لم ينسب تيمورلنك لنفسه لقب "خان" قط، بل أطلق على نفسه لقب "أمير" وتصرف باسم حاكم جغتاي في بلاد ما وراء النهر. كان تيمورلنك عبقريًا عسكريًا ولكنه كان يفتقر أحيانًا إلى الحس السياسي.
أسس الإمبراطورية التيمورية في أفغانستان الحديثة وإيران وآسيا الوسطى وما حولها، وكان أول حاكم من السلالة التيمورية، وكانت عاصمته سمرقند، وقبره موجود إلى اليوم في هذه المدينة. امتدت امبراطوريته من الهند إلى الأناضول. ترأس الإمبراطورية المغولية التيمورية عام 1370م، فوحَّدَ جميع القبائل التركية والمغولية المتناثرة في بلاد ما وراء النهر، ثم توجه بجيشه صوب إيران وغزاها واستولى عليها عام 1378م، ثم استولى لاحقًا على أذربيجان والعراق، وهزم خانية القبيلة الذهبية مرتين، في 1391م ثم 1395م. استولى تيمورلنك على شمال الهند التي انضوت تحت سيطرته بحملة الهند عام 1399م، ثم اتجه إلى الغرب واحتل بغداد. شرع تيمورلنك في الحملة الغربية الثالثة، المسماة «حرب السنوات السبع»، بسبب اضطراب الصحة العقلية لابنه ميران شاه، الذي كان قد وَلَّاهُ حُكم أذربيجان، وبسبب التمرد الحاصل هناك بعد إفلات زمام الحكم من ابنه واضطراب البلاد بسببه.
في خلال ثلاثين عامًا، أصبح تيمورلنك سيدًا لأكبر جزء من العالم الإسلامي. ضمت فتوحاته بلاد فارس وأرمينيا والأودية العليا لنهري دجلة والفرات والسهول بين بحر الخزر والبحر الأسود، وروسيا من نهر الفولغا إلى نهر الدون والدنيبر، وبلاد ما بين النهرين، وسواحل المحيط الهندي والخليج الفارسي، وغرب وشمال الهند.
كان تيمورلنك على خلاف مع العثمانيين الذين ادّعوا أنهم أصحاب الأناضول والأسبق إليها، وقام بحملته الأولى على الأناضول في عام 1400م وجاء إلى سيواس ودخل المدينة وخربها وقتل كافة الأسرى العثمانيين وعددا غير قليل من الشعب، لكنه لم يكن قد شاهد في حياته صمود قلعة إلى هذه الدرجة من الشدة، وأدرك عدم إمكانية إسقاط القلاع الأناضولية الواحدة تلو الأخرى على هذا المنوال، فكان عليه أن يظفر بالجيش العثماني ويبيده، فانسحب من الأناضول مؤقتا، بينما حضر السلطان بايزيد إلى قيصرية ليصده، ظانَّا أن تيمورلنك سيتوغل في الأناضول. ثم دخل تيمورلنك إلى الأناضول مجددا عام 1402م ووصل إلى أنقرة حيث وقعت المعركة مع العثمانيين.

### بايزيد الأول

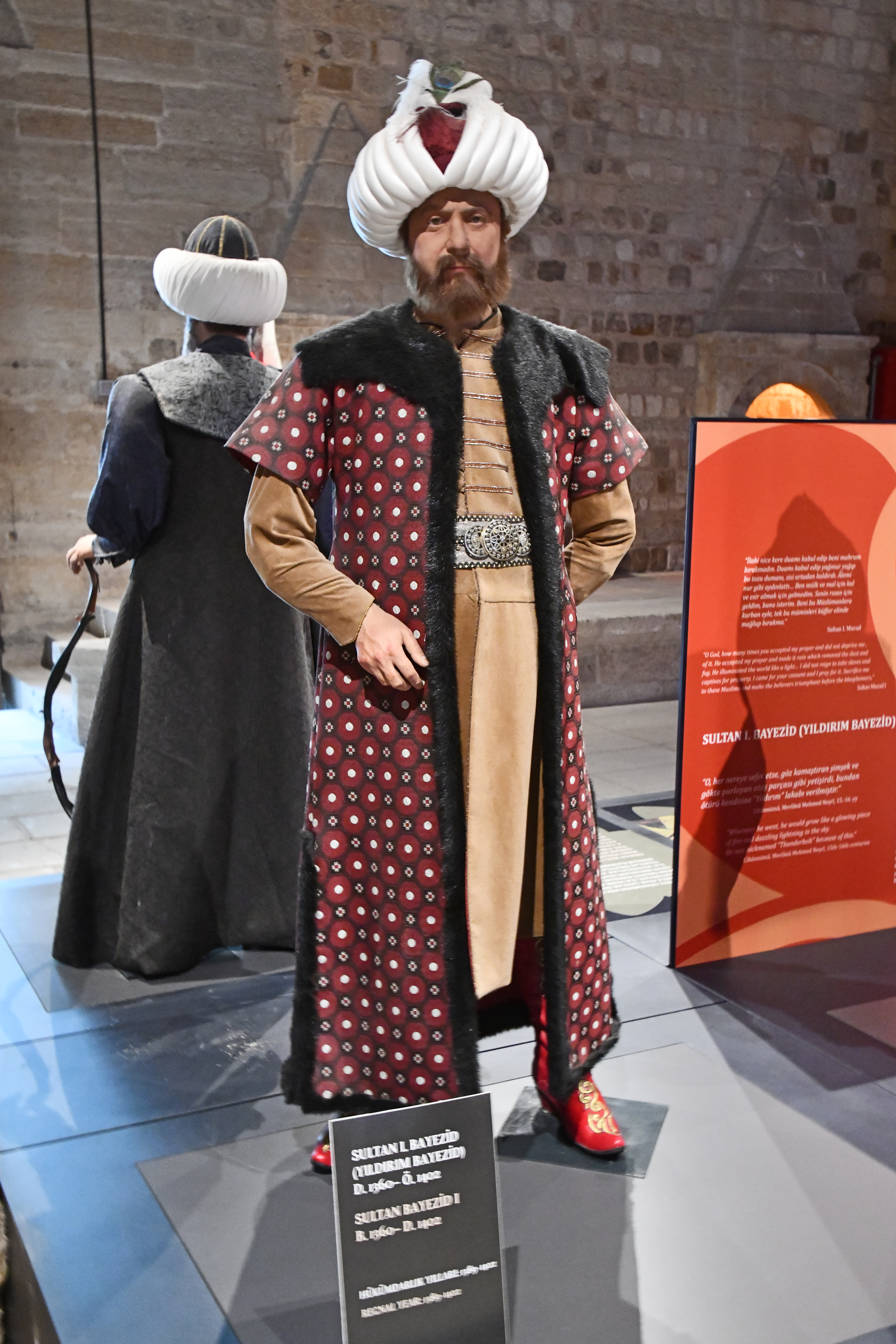
تمثال للسلطان بايزيد الأول، "متحف السلاطين العثمانيين"، تركيا.
اتجه السلطان بايزيد الأول نحو تنحية السلالات الحاكمة المحلية وإقامة هيكل مركزي مُحكم.

بايزيد الأول (1361م - 1403م)، ولقبه "يلدرم بايزيد"  ومعناه "بايزيد الصاعقة" نظرا لسرعته وشدة بطشه بالأعداء، انتصر مع والده السلطان مراد الأول نصراً حاسماً على الصليبيين في معركة كوسوڤو في 15 يونيو 1389م، وكان بايزيد يومها قائد ميمنة الجيش العثماني. وبعد النصر، تفقَّدّ والده السلطان مراد الأول أرض المعركة، فطلب نبيل صربي أن يلتقي بالسلطان ليُشهر إسلامه أمامه، فلمّا قابل السلطان غدر به وطعنهُ بخنجره المسموم فقتله. فتولّى بايزيد الأول الحُكم من فوره وقاد السلطنة العثمانية.
أخضع السلطان "بايزيد الصاعقة" إمارات الأناضول المتمردة وأخمد التمردات وردَّ الانتهاكات التي صارت على أراضي الدولة العثمانية من أمثال القاضي برهان الدين أحمد بن شمس الدين، صاحب سيواس، وأمراء بني صاروخان والقرمانيين وبني منتشا وبني حميد. وتلقى السلطان مساعدات من بعض القوى النصرانية التي تدين بالتبعية للدولة للعثمانيين أمثال ديسپوت صربيا أسطفان لازاريڤيتش والإمبراطور البيزنطي يوحنا السابع باليولوجوس، والإمبراطور البيزنطي مانويل الثاني ، بالإضافة إلى سليمان پاشا الثاني الجندرلي حاكم قسطموني (حكم: 1385م-1392م) الذي شارك في حملة الأناضول في شتاء 1389م - 1990م إلى جانب السلطان يلدريم بايزيد.
وفي فتح فيلادلفيا، آخر مستعمرة يونانية مسيحية بيزنطية مستقلة في غرب الأناضول، أجبر السلطان بايزيد ولي العهد البيزنطي مانويل الثاني على الاشتراك في الحملة العسكرية العثمانية لفتح فيلادلفيا، وكان وقتها مانويل مقيما ببلاط السلطان في بورصة كرهينة فخرية، فأشركه السلطان مع كتيبة كاملة من الإمبراطورية البيزنطية، وذلك لأن العثمانيون كانوا قد ساعدوا الإمبراطور البيزنطي يوحنا الخامس باليولوجوس والد مانويل على استعادة عرشه أثناء الحرب الأهلية البيزنطية الكارثية بين عامي 1376م و1379م، وكان مانويل الثاني قد وعد في عام 1378م / 779 هـ بتسليم مدينة فيلادلفيا للعثمانيين مقابل الحصول على تلك المساعدة، فتحقق له استعادة عرش بيزنطة بمساعدة الدولة العثمانية. ولكن فيلادلفيا تجاهلت هذا الاتفاق ورفضت التسليم، فاستدعى السلطان بايزيد إمبراطوري بيزنطة، يوحنا السابع باليولوج ومانويل الثاني في عام 1390م / 792 هـ، وأمرهما بمرافقة القوة العثمانية لمحاصرة فيلادلفيا. وخضع الإمبراطورين للإهانة، واستسلمت فيلادلفيا عندما رأت الراية الإمبراطورية البيزنطية مرفوعة بين ذيول خيول الباشوات العثمانيين فوق معسكر قوات الحصار.
ثم في عام 1391م حاصر السلطان بايزيد الصاعقة القسطنطينية مرة أخرى، ثم هزم التحالف الصليبي الجرّار الذي شكله فرسان أوروپا الغربية في معركة نيقوپوليس عام 1396م، ثم انتصر في معركة "آق تشاي"  ضد القرمانيين في خريف عام 1397م بعد أن تكرر غدرهم باحتلال أراضي العثمانيين الشرقية أثناء انشغالهم بمحاربة الصليبيين في الغرب، ثم انتزع ملاطية من يد المماليك عام 1399م.
نال السلطان بايزيد بصورة رسمية وكذلك بتصديق من الخليفة العباسي في القاهرة لقب "سلطان إقليم الروم" وأعلن نفسه إمبراطورا على روما وأضاف هذا اللقب إلى سلطنته حيث أن إمبراطور روما الشرقية كان يتبعه.

## سنوات ما قبل المعركة
قبل تصادم العثمانيين مع المغول في معركة أنقرة، كانت التحديات أمام الدولتين مختلفة ومتباينة، حيث حرص السلطان بايزيد على توحيد الأناضول واستقرار البلاد تحت إدارة حُكم قوي موحد مستقر ومقارعة الصليبيين، بينما انشغل المغول بتوحيد القبائل المتناثرة لغزو الدول المجاورة وكسب الغنائم ولم يكن هدف تيمورلنك الرئيسي هو إقامة دولة.

### العثمانيون

الحدود التقريبية للدولة العثمانية في عهد السلطان بايزيد الأول.

بعد مقتل السلطان مُراد الأول والد السلطان يلدرم بايزيد الأول غدرا بنهاية معركة قوصوه الأولى في 15 يونيو 1389 / 20 جمادى الآخرة 791 هـ ضد الصليبيين عقب انتصاره عليهم انتصارا ساحقا، تولى ابنه بايزيد الحكم فورا وبدأ بضم الإمارات الأناضولية إلى أراضيه في غضون عام واحد ليضمن بذلك وحدة الأناضول أولا، ثم ضرب بعدها حصاراً على القسطنطينية عاصمة الإمبراطورية البيزنطية في عام 1391م. وفي عام 1396م، هزم الجيش الصليبي بقيادة ملك المجر سيغسموند والمؤلف من فرسان أوروبا الغربية في معركة نيقوبوليس هزيمة ساحقة. وفي العام التالي، ونتيجةً لمعركة آق تشاي  التي انتصر فيها السلطان بايزيد على إمارة "قره مان" في خريف عام 1397م، ضم قونية  ونيغدا  وآق سراي  وقره مان  وديڤيلي  في شمال جبال طوروس، التي كانت في أيدي القرمانيين، إلى أملاك الدولة العثمانية. وفي عام 1398م، ضم السلطان بايزيد كلا من سيواس وتوقاد وقيصرية وأماسية أيضًا للحكم العثماني بأن فتحها بعد مقتل القاضي برهان الدين حاكم إمارة بنو آرتين وصاحب سيواس وضواحيها على يد قبائل آق قويونلو.
بعد وفاة السلطان المملوكي الظاهر سيف الدين برقوق عام 1399م، استولى بايزيد الأول على ملاطية وبغداد من المماليك مستغلاًّ صعود الطفل الناصر زين الدين فرج بن برقوق الذي كان عمره 13 عاما إلى الحكم بعد وفاة والده السلطان برقوق.
كما فتح العثمانيون بقيادة السلطان بايزيد قلاع كاخته  وديڤريغي  وبيسني  ودرنده ، التي كانت في يد إمارة بنو ذو القدر. وبعد هذه الفتوحات وصلت حدود الدولة العثمانية إلى نهر الفرات.
ثم اتجه السلطان بايزيد الأول نحو تنحية السلالات الحاكمة المحلية وإقامة هيكل مركزي مُحكم.

### المغول

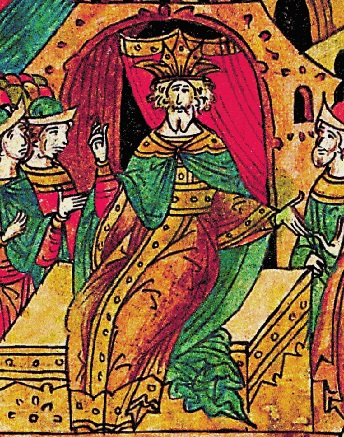
توقتمش خان، جالس على عرش القبيلة الذهبية.
هزم تيمورلنك القبيلة الذهبية في معركة نهر كوندورشا 1391م، ، ضمن سلسلة من الحروب بينهما استمرت تسعة أعوام ما بين 1386م إلى 1395م.

وفي نفس الفترة، كانت هناك دولة مغولية تركية أخرى في بلاد ما وراء النهر برئاسة تيمورلنك تتوسع في المنطقة.
أصبح تيمورلنك على رأس الدولة في عام 1370م، فقام بتوحيد القبائل التركية والمغولية المتناثرة في المناطق المحيطة بها. وفي عام 1378م، استولى على إيران، ثم تبعها بالاستيلاء على أذربيجان والعراق.
وفي عام 1391م، هزم القبيلة الذهبية بقيادة توقتمش خان، في معركة نهر كوندورشا، ضمن سلسلة من الحروب بينهما استمرت تسعة أعوام ما بين عام 1386م إلى عام 1395م. وفي معركة نهر تيريك عام 1395م، هَزَمَ مرةً أخرى جيش القبيلة الذهبية وأنهى حكمهم على روسيا.
ثم اتجه تيمورلنك شرقًا واستولى على شمال الهند بأكمله في نهاية حملته الهندية عام 1399م، وبعد هذه الحملة اتجه غربًا مرةً أخرى واستولى على بغداد للمرة الثانية عام 1401م، بعد أن تنكرت لسلطته، فقتل 20.000 من مواطنيها بما في ذلك المسلمون، ثم تركها مُخلفا وراءه الجيش وقوافل الحصار والمنهوبات ليلحقوا به على مهل، فهرب قرة يوسف حاكم قبيلة قره قويونلو إلى الأناضول مع أحمد جلائر سلطان الدولة الجلائرية (اسمه في بعض المراجع: أحمد جلال يار) ولجئا إلى السلطان العثماني بايزيد الأول. وكان والد قره يوسف هو قَرَه محمد توريميش حاكم قره قويونلو الأسبق وصِهر السلطان أحمد جلائر.
ونتيجةً لضغوط تيمورلنك، أعلنت الدولة المملوكية في مصر أنها خاضعة لتيمورلنك بالاسم فقط.
وبسبب فشل ابنه ميران شاه، الذي عيّنه حاكمًا على أذربيجان، في الحفاظ على النظام وكثرة الشكاوى منه واندلاع الاضطرابات في هذه المنطقة، بدأ تيمورلنك في سبتمبر 1399م، بعد حملته الهندية، حملته الثالثة في الغرب والمعروفة أيضًا باسم "حرب السنوات السبع"، حيث استولى على جورجيا وأرمينيا وأذربيجان.
أمضى تيمورلنك شتاء عام 1399م-1400م في قره باغ الواقعة شرق أرمينيا وجنوب غرب أذربيجان، وعندما وصل إلى باسينلر لجأ إليه أمراء الأناضول القدامى وطالبوه باستعادة أراضيهم التي استولى عليها السلطان بايزيد، ومن هؤلاء الأمراء:
- يعقوب بك الثاني بن سليمان شاه بن محمد [مص 10] والمعروف أيضا باسم يعقوب چلبى الذي كان يحكم إمارة كرمايان من 1387م إلى 1390م حين ضمتها الدولة العثمانية. عاد يعقوب بك لحكم إمارة كرمايان لاحقا بعد معركة أنقرة من 1402م إلى 1411م، ثم من 1414م إلى مرضه ووفاته 1429م وأوصى بضم الإمارة نهائيا إلى الدولة العثمانية فاستلمها السلطان مراد الثاني.[10]
- إلياس بك بن محمد بن إبراهيم [مص 11] الذي أراد استرداد مُلك أبيه عندما فقد إمارة بنو منتشا عام 1390م بعدما ضمها العثمانيون، وقد تحقق لإلياس بك بعد معركة أنقرة حكم إمارة بنو منتشا من 1403م إلى وفاته 1421م، ثم استردتها الدولة العثمانية من ولديه ليث وأحمد نهائيا عام 1424م.[50]
- عيسى بك بن محمد [مص 12] الذي حكم إمارة بنو آيدين من 1360م إلى 1390م حين ضمتها الدولة العثمانية، وقد عاد حُكم الإمارة إلى ابنه عمر بن عيسى عام 1402م بعد معركة أنقرة لمدة عام واحد، ثم استردتها الدولة العثمانية نهائيا من الحاكم الذي خَلَفَهُ، جُنيد ابن إبراهيم، عام 1426م.
- خِضر شاه بك [مص 13] الذي حكم إمارة بنو صاروخان من 1388م إلى 1391م حين ضمها العثمانيون، ثم حكمها بعد معركة أنقرة من 1402م حتى مقتله عام 1406م وضم الإمارة نهائيا إلى الدولة العثمانية.

كان تيمورلنك الذي هيمن على إيران يهدف إلى إقامة سيادته الخاصة في الأناضول باعتباره وريث الدولة السلجوقية والدولة الإلخانية، ولم يكن هدف تيمورلنك الرئيسي هو إقامة دولة جديدة ودائمة، بل كان هدفه الأساسي هو كسب الغنائم والشهرة والرد على الإهانات والتحديات التي كانت تُوجَّه ضده، كما كان يهدف إلى إخضاع الدولة العثمانية لسيطرته.

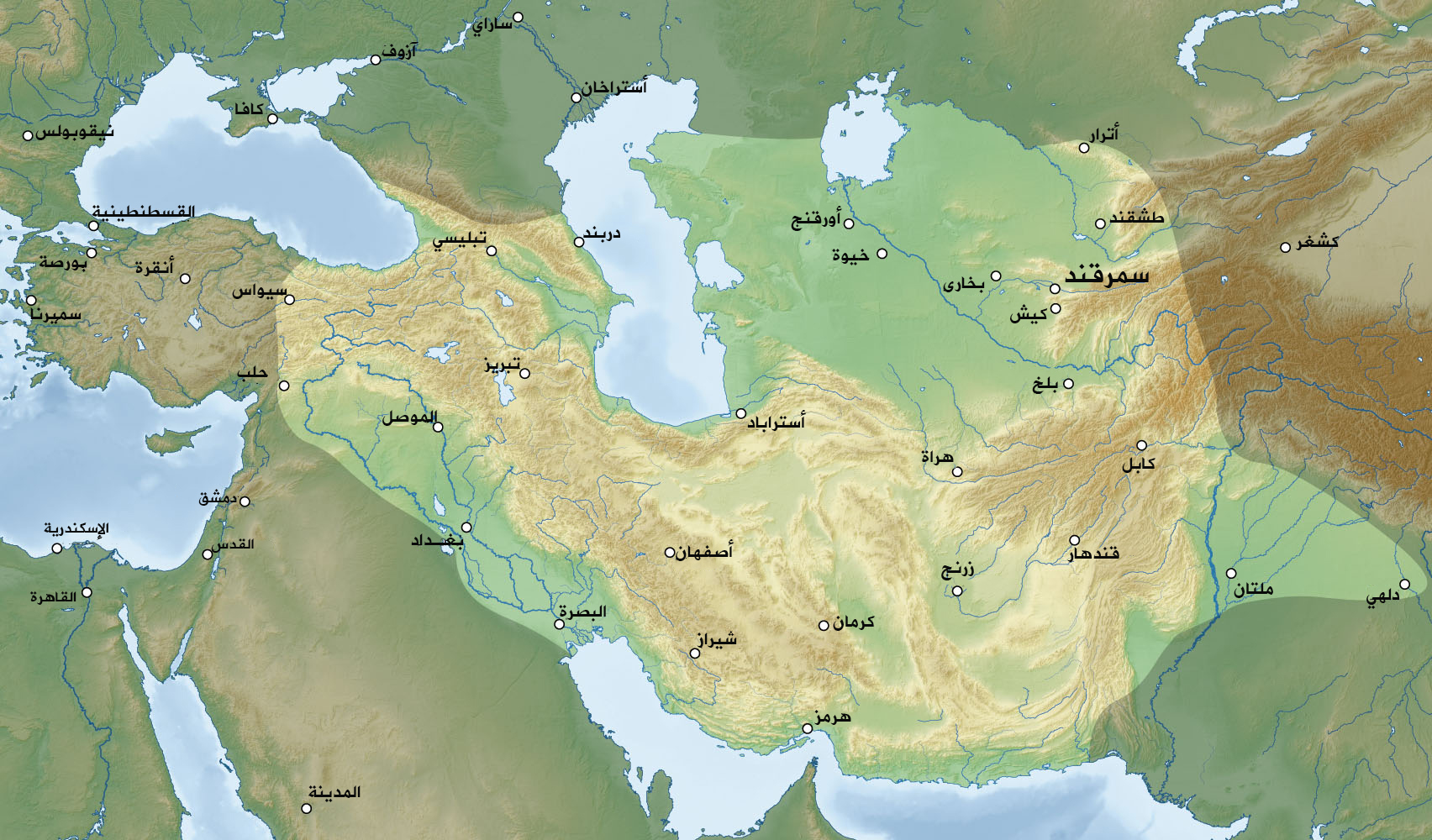
إمبراطورية تيمورلنك وحملاته العسكرية.

وقبل معركة أنقرة، هزم تيمورلنك القبيلة الذهبية في الشمال والدولة المملوكية المصرية في الجنوب، وبذلك أصبحت الدولة العثمانية وحيدةً بعد هزيمة الدول التي كان من الممكن أن تتعاون معها.

## مقدمات المعركة
رحل تيمورلنك عن بغداد بعد أن دمرها وأمعن فيها السلب والنهب، وسار حتى نزل «قره باغ» فجعلها دكاً خراباً ثم قضى بها شتاء 1399م-1400م، ومن بعدها انتقل إلى پاسنلر ، حيث لجأ إليه أمراء الأناضول وطالبوه بمعاونتهم على استعادة الأراضي التي استولى عليها السلطان بايزيد الأول وضمها إلى الدولة العثمانية.
استمال تيمورلنك كلا من «قره يولوق عثمان بك»  حاكم قبيلة «آق قويونلو» (قبيلة ذوي الأغنام البيضاء) التركمانية، و«مُطّهَرْتَن» حاكم إمارة إرزنجان، بوعودٍ سياسية من أجل تمردهم والوقوف إلى جانبه لإضعاف الدولة العثمانية. وفي المقابل، لجأ إلى السلطان بايزيد الأول كلا من «قره يوسف بن محمد براني» حاكم قبيلة قره قويونلو (قبيلة ذوي الأغنام السوداء) التركمانية، وحليف السلطان بايزيد ونسيبه «غياث الدين أحمد بن أويس جلائر» سلطان الجلائريين، هرباً من توغل تيمورلنك.

### انحيازآق قويونلووإرزنجانلتيمورلنك

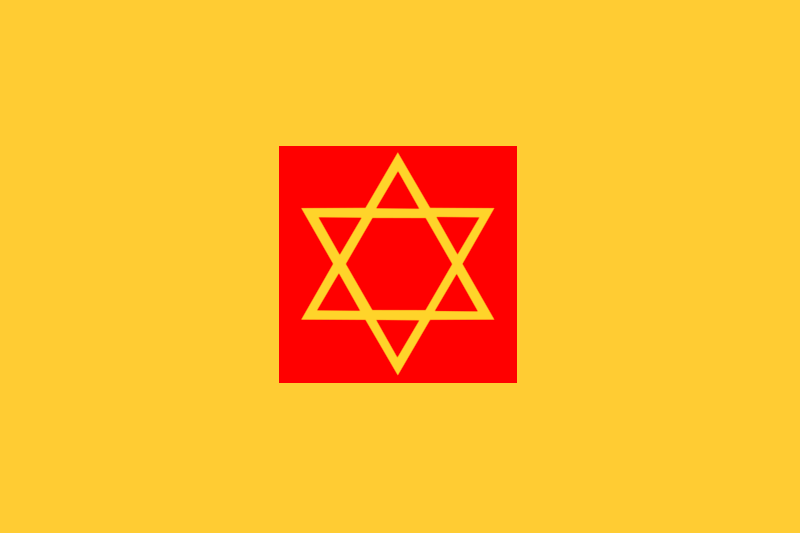
بيرق إمارة "بنو آرتين".
ضمّ السلطان بايزيد الأول أراضي إمارة بنو آرتين إلى الدولة العثمانية بعد وفاة سلطانها القاضي أحمد برهان الدين.

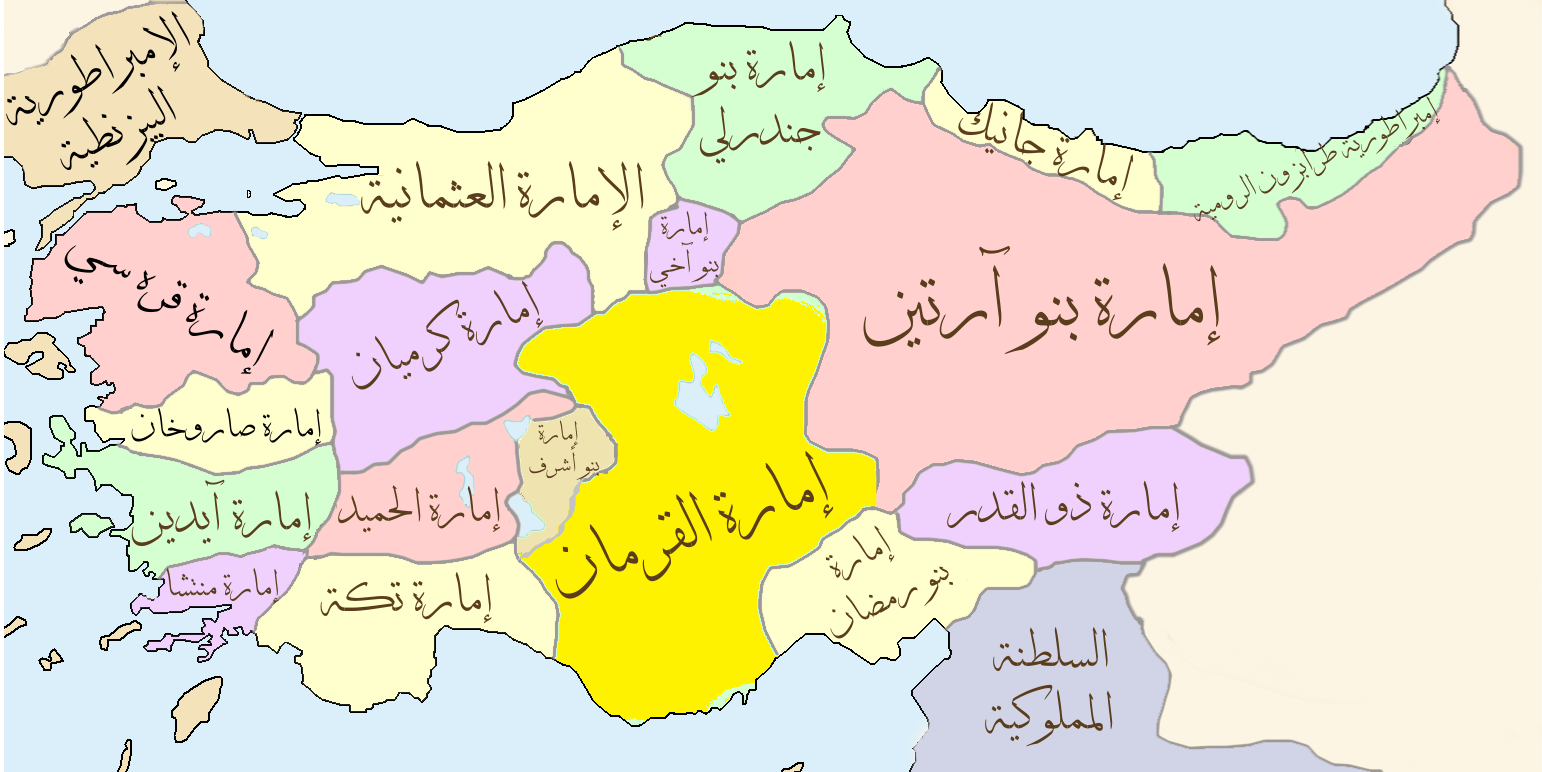
خريطة تبيّن موقع إمارة بنو آرتين بشرق الأناضول.

خضعت إرزنجان والمناطق المحيطة بها إلى سلطة إمارة بنو آرتين  وأصبحت إحدى ممتلكات الإمارة وضمن حدودها، وكانت تحت حكم «آخي عَينا باي»  ثم پير حُسَيْن  على التوالي. توفي الحاكم المُعَيَّن على المدينة پير حسين عام 1379م، فسيطر مُطّهَرْتَن  من بعده على إرزنجان وضواحيها واستقل عن إمارة بنو آرتين وسكّ النقود باسمه وألقى الخُطَب.
على الرغم من أن أصول مُطّهَرْتَن مجهولة إلا أنه من المرجح أن أصوله تعود إلى أتراك الأوغوز ولعله كان أحد أقرباء حكام بنو آرتين. وكان أتراك الأويغور يعملون كمسئولين حكوميين (بيروقراط) في الإمارات المنغولية. يُعرف مُطّهَّرْتَن أيضا باسم «تراطا» أو «طاهيرتِن».
أعلن مُطّهَّرْتَن سنة 1380م-1381م استقلال إرزنجان عن إمارة بني آرتين خلال فترة خلو عرش بنو آرتين. وجد مُطّهَرْتَن نفسه في وضع حرج بعد أن أُعلن القاضي برهان الدين  حاكما على إمارة بنو آرتين فأصبح محاطاً بالعديد من الأعداء، وبالإضافة إلى القاضي برهان الدين، كان تتربص به أيضا إمبراطورية طرابزون ومملكة جورجيا وسلطنة آق قويونلو، فاعتمد سياسة المكائد لحماية استقلاليته.
واجه مُطّهَرْتَن صاحب إرزنجان خطرا جديدا في عام 1387م، إذ أسس تيمورلنك المغولي، الذي احتل غرب إيران، معسكره في قره باغ وبدأ في التحضير لحملة عسكرية إلى شرق الأناضول. عندما وصلت الأخبار تفيد بأن تيمورلنك قد وصل إلى أرضروم، أرسل مُطّهَّرْتَن عائلته إلى صديقه القاضي مالك أحمد بك في شبين قره‌ حصار. أرسل تيمورلنك رسولا إلى إرزنجان وطلب من مُطّهَّرْتَن طاعته فأجابه على الفور بأنه سيطيعه. استولى تيمورلنك على أخلاط  وهبط على جانبي بحيرة ڤان.
استمال تيمورلنك كلا من «قره يولوق عثمان بك» (؟ - 1435م) حاكم قبيلة «آق قويونلو» (قبيلة ذوي الأغنام البيضاء) التركمانية ، و«مُطّهَرْتَن» حاكم إمارة إرزنجان (حُكم: 1379م-وفاة 1403م) الذي كان يواجه الصعوبات بإمارته الصغيرة التي استقل بها عن إمارة بني آرتين، فانحازا له بعد أن قطع على نفسه وعوداً سياسية لهما.
أرسل «مُطّهَرْتَن» هدايا قيمة إلى تيمورلنك مع مبعوثيه خلال حملة تيمورلنك الغربية،  فطلب السلطان بايزيد الأول من «مُطّهَرْتَن» أن يَخْضَعَ له مرة أخرى وأن يدفع له ضرائبه ويُعيد تبعيته للدولة العثمانية كما كان من قبل. وكان السلطان بايزيد الأول قد ضم أراضي إمارة بنو آرتين إلى الدولة العثمانية بعد وفاة سلطانها القاضي أحمد برهان الدين (1345م-1398م).
كان مُطّهَرْتَن يدفع ضرائب إرزنجان للعثمانيين، فلما تحول إلى دفعها لتيمورلنك تحت حكمه في ذلك الوقت، تسبب ذلك في حدوث مزيد من الشقاق بين الحاكمين: مُطّهَرْتَن والسلطان بايزيد.

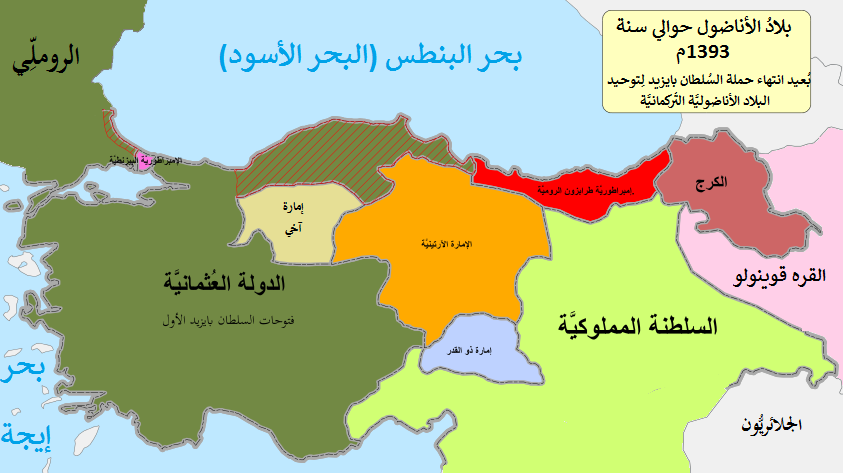
خريطة تبين أراضي دولة قره قويونلو والجلائريين عام 1393م، اللتان قد انحازتا إلى السلطان بايزيد الأول عند اجتياح تيمورلنك لأراضيهما. أما بنو آرتين (على الخريطة) وآق قويونلو فلم تصطدما بتيمورلنك بل انحازتا إليه بعد أن قطع على نفسه وعوداً سياسية لهما.

### لجوءقره قويونلووالجلائريينإلى بايزيد

بيرق سلطنة الجلائريين. لجأ «غياث الدين أحمد بن أويس جلائر» سلطان الجلائريين إلى السلطان بايزيد الأول، هرباً من توغل تيمورلنك وسطوته.

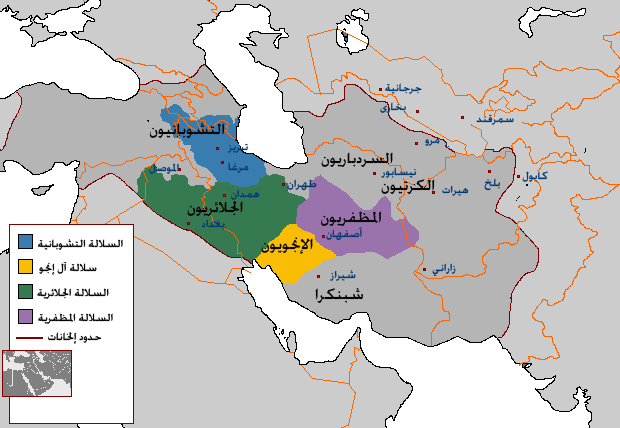
خريطة تبيّن موقع سلطنة الجلائريين مبين باللون الأخضر، ومن حولها الإمارات المحيطة بالألوان الأخرى.

وفي المقابل، لجأ إلى السلطان بايزيد الأول كلا من «قره يوسف بن محمد براني» (1356م- 1420م) حاكم قبيلة قره قويونلو  وحليفه السلطان «غياث الدين أحمد بن أويس جلائر» (؟ - 1410م) سلطان الدولة الجلائرية، هرباً من سطوة تيمورلنك الذي أنهى حكمهما، وتوغله غرباً.

### مراسلات تيمورلنك وبايزيد
كتب تيمورلنك إلى السلطان بايزيد الأول أن يُخرج السلطان أحمد بن أويس جلائر وقره يوسف من حمايته وإلا قَصَدَهُ بجيشه، فَرَدَّ السلطان بايزيد جوابه بلفظ خشن للغاية وأرسل إليه رسالة مهينة.
جاء السفير العثماني إلى تيمورلنك ومعه السفراء الذين أرسلهم تيمورلنك إلى السلطان بايزيد ومعهم رسالة ثقيلة. غضب تيمورلنك بشدة وقال للسفير: "لم يكن من المناسب والصحيح أن لا يوافق بايزيد على طلباتنا الصغيرة، وأن يتصرف بقسوة وغضب ويصبح معاديًا لنا، ولا نريد أن نشهر سيوفنا عليه مرة أخرى لأنه يحارب الكفار ويحافظ على الحدود الإسلامية؛ أردنا اتفاق سلام وانتظرناه في كل مرة، لكن تبين أن العكس هو الصحيح. لقد طلبنا منه ثلاثة أشياء، إحداها كانت قلعة كماخ، وقد أخذناها بسهولة، أما الاثنان الآخران فلا يستحقان العودة.
حذر تيمورلنك السلطان بايزيدَ بأنه لم يهاجمه فقط بسبب انشغال السلطان بايزيد بقتال الصليبيين، وأنه يجب على بايزيد أن يعرف حدوده وألاَّ يُجبر نفسه على الحرب. بعث السلطان بايزيد الأول برسالة إلى تيمورلنك؛ ذكر له فيها «أنه (أي السلطان) كان دائما يريد قتال تيمورلنك وأنه إذا لم يأته تيمورلنك فسوف يذهب إليه (السلطان) بنفسه». كان تيمورلنك ماكر خدَّاع وغير مخلص في حديثه عن السلم والمصالحة.

### محاولات الصلح

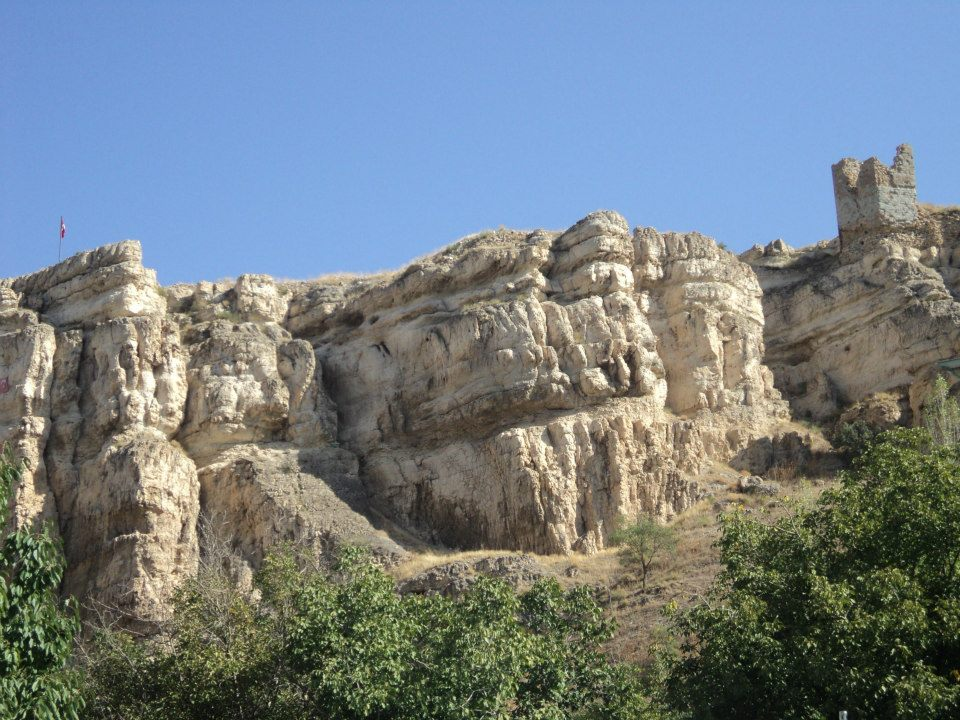
قلعة كِماخ لحاكمها القديم مُطّهَرْتَن صاحبإرزنجان. كانت محور صراع بين تيمورلنك والسلطان بايزيد.
(صورة حديثة، ديسمبر 2016م).

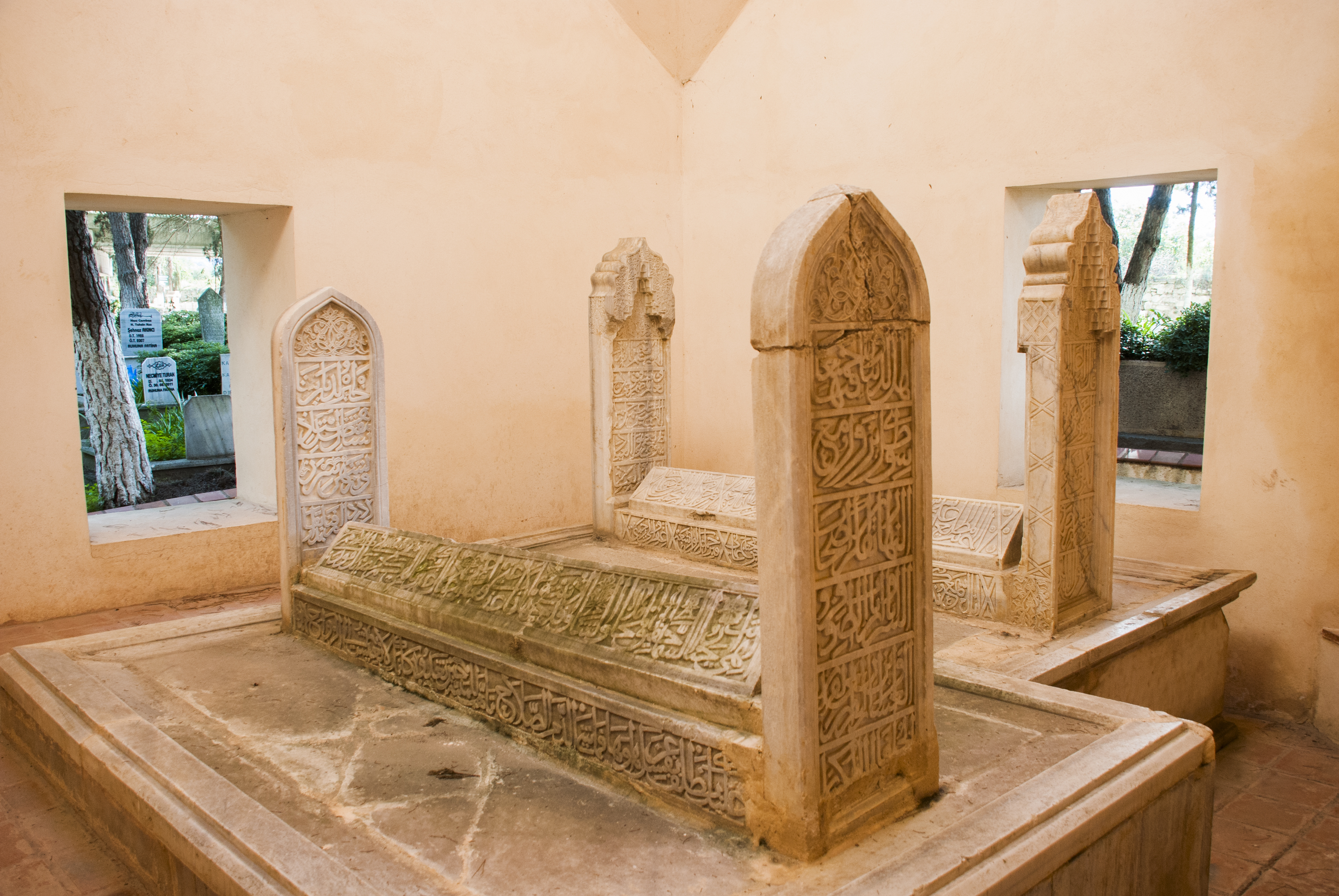
في الصورة: قبر الصدر الأعظم چاندارلي على پاشا (إلى اليسار)، مديرية إزنيق، محافظة بورصة، تركيا.
حاول الصدر الأعظم چاندارلي علي پاشا إقناع السلطان بايزيد بعقد الصلح مع تيمورلنك. ولهذا السبب، أرسل السلطان بايزيد مبعوثًا إلى تيمورلنك مرةً أخرى مُصرِّحًا بأنَّه لا يوجد سبب للاضطرابات التي كانت بينهما، وأنَّه مثل جميع أسلافه في حالة حربٍ مع الكُفَّار، وعرض عليه عقد معاهدة.

وعلى إثر هذه التطورات، حاول مسؤولو الدولة العثمانية وكبار الشخصيات، ولا سيما الصدر الأعظم چاندارلي علي پاشا  إقناع السلطان يلدرم بايزيد بعقد الصلح والسلام مع تيمورلنك. ولهذا السبب، أرسل السلطان بايزيد مبعوثًا إلى تيمورلنك مرةً أخرى وعرض عليه الاتفاق مُصرِّحًا بأنَّه لا يوجد سبب للاضطرابات والقلاقل بينهما، وأنَّه (أي السلطان بايزيد) مثل جميع أسلافه في حالة حربٍ مع الكُفَّار، وعرض عليه عقد معاهدة.
أمَّا تيمورلنك فقد رد عرض السلطان بايزيد بأن طلب منه أن يُسلِّم قلعة كِماخ إلى مُطّهَرْتَن الحاكم الأسبق لها، وأن يُطلق سراح أسرة مُطّهَرْتَن، وأن يُودِع أحد أمرائه كرهينةً فخرية عند تيمورلنك، وأن يَخضَعَ له بقبول القبعة المخروطية والحزام الذي سيرسله إليه ليلبسهما، وأن يُعيد أراضي الإمارات الأناضولية التي ضمها العثمانيون إلى بكواتها السابقين، وأن يُسلِّم أسرة قره يوسف؛ وذكر أنه إذا قَبِلَ ذلك فسيكون بينهما علاقة أبوية وسيُساعده على الكفار. وأوضح تيمورلنك أن جيشه سوف يقضي هذا الشتاء كما هو في قره باغ، ولكنه سيأتي في الربيع إلى حدود الأناضول لينتظر رد السلطان بايزيد. وأعاد إرسال مبعوثي السلطان بايزيد مع مبعوثيه الخاصين، وأصر تيمورلنك على تسليم قره يوسف إليه حيًّا أو ميتًا.
أكَّدَ السلطان بايزيد على مبعوثي تيمورلنك أن قره يوسف قد رحل بالفعل من عنده، وأنه (أي قره يوسف) حتى ولو عاد ولجأ إليه مرة أخرى، فلن يقوم بتسليمه أبداً إلى تيمورلنك.
رأى تيمورلنك أنه لا يمكنه الانتصار على السلطان بايزيد بالقوات التي كانت لديه، فخطط لتعزيز قواته بمدد من آسيا الوسطى، ثم الانتقال إلى الأناضول بعد قضاء الشتاء في قره باغ.

### تطور المراسلات إلى عداء

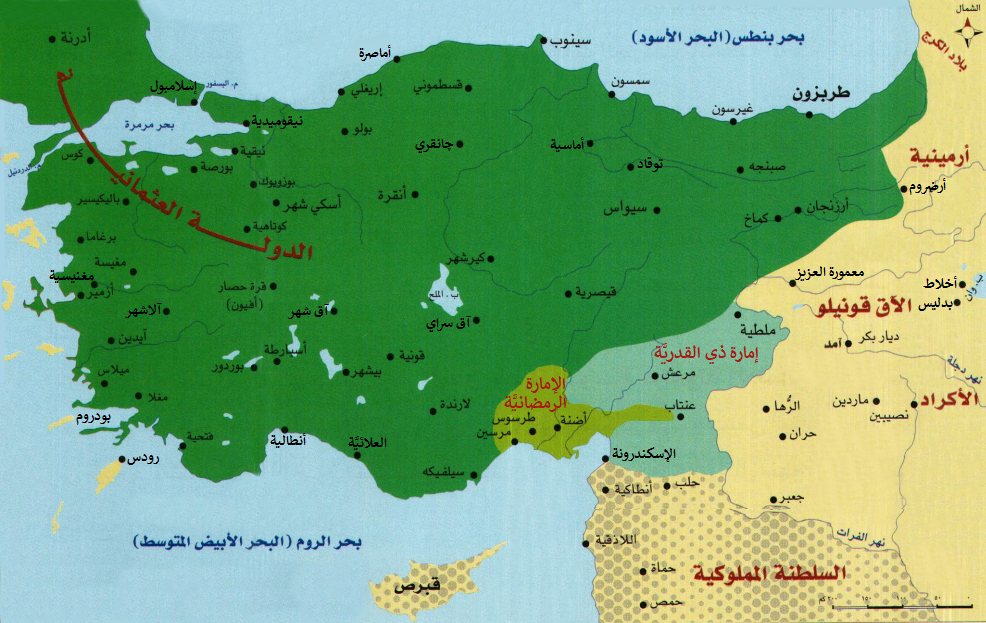
خريطة الأناضول، ويظهر عليها مواقع الأحداث المذكورة في كماخ وإرزينجان وسيواس وأنقرة، ومواقع أخرى.

بعد هذه المشادة، رأى تيمورلنك أن السلطان بايزيد لن يتفاوض معه، فتوجه بجيشه غرباً إلى سيواس الواقعة بالأناضول شرقيّ أنقرة بحوالي 350 كيلومتر (انظر الخارطة). كان السلطان بايزيد قد كلف ابنه سليمان چلبي في عام 1399م بقيادة الفتوحات نحو الشرق وأردف معه عدد من أفضل قادته، وكانت سيواس قاعدة العمليات. عندما وصل تيمورلنك إلى سيواس، أرسل سليمان چلبي نداءً إلى أبيه السلطان بايزيد الذي كان في ثيساليا باليونان، وحاول سليمان چلبي بجهود محمومة تجهيز دفاعات سيواس التي كانت جدرانها القوية قد بناها بشكل ممتاز السلطان السلجوقي علاء الدين كايقباد قبل مائة وستين سنة، ثم خرج بجرأة لمواجهة التتار، ولكن عندما أدرك أن عشرين ألفاً من فرسانه لا يمكنهم الصمود أمام تيمورلنك، انسحب إلى الشمال الغربي تاركاً المدينة لمصيرها. استغرق تيمورلنك ثمانية عشر يوماً من الهجمات المتواصلة لإضعاف دفاعات سيواس. هدم تيمورلنك جدران القلعة ودفع تحتها أكوام مغطاة بالقار وأشعل النار فيها. وبعد سقوط عدة أبراج، وافقت الحامية العسكرية بالقلعة على الاستسلام بناءً على وعد تيمورلنك بأن تُحفظ أرواحهم وتُصان المدينة بالكامل. أوفى تيمورلنك بهذا الوعد جزئياً، إذ سُمح لهم بدفع فدية من أجل حريتهم. ومع ذلك، نهب المدينة وحرقها وباع سكانها المسيحيون كعبيد، وقُتل 4000 من الفرسان الأرمن الذين كانوا أشجع المدافعين وأكثرهم عنادًا.
في سيواس، التقى تيمورلنك بوفده العائد من عند السلطان بايزيد ومعه وفد السلطان يحمل الردّ. أقام تيمورلنك بحضور الوفد العثماني عرضا لقواته استمر طوال النهار، مرّت فيه الفِرَق العسكرية بكامل أسلحتها وألوانها التي تميزها براياتهم وثياب الجند وسروج الخيل الملونة. وبعد هذا الاستعراض الذي استمرَّ من الفجر حتَّى الظهيرة، أظهر تيمورلنك روعة جيشه بإرسال المبعوثين بين صفوف جنوده، ثم أخبر المبعوثين بأنَّه ينوي عقد الصلح مع السلطان بايزيد رغم كل ما كان مستاءً منه، واشترط أن تُحضَرَ إليه عائلة مطهرتن وأحد أبناء السلطان بايزيد كرهينة، ولكنَ وصلته الأخبار بأنَّ بايزيد قادم بجيشٍ كبير، فبدأ الاستعدادات للحرب.
بعد إحراق وتدمير سيواس في أغسطس/آب 1400م، جاءت الأخبار إلى تيمورلنك بأن السلطان بايزيد قد رفع الحصار عن القسطنطينية وأنه يتقدم بجيشه ليتصدى له في سيواس على مسيرة 15 يوما. فتوجه تيمورلنك جنوبا واستولى على ملاطية وكاخته والأماكن المجاورة لها ثم عنتاب، ثم خرج بعد ذلك من الأناضول وانتقل جنوبا إلى سوريا فغزا حلب ودمشق،  ثم ماردين وبغداد للمرة الثالثة (انظر الخارطة)، ثم ذهب إلى تبريز وقضى الشتاء في قره باغ.

### سبب انسحاب تيمورلنك من الأناضول
كان مجيء تيمورلنك لسيواس ليس بغرض الغزو، وإنما لإظهار القوة أمام السلطان بايزيد لكي يرتدع ويُذعن، ولكنه فوجئ بشدة صمود القلاع العثمانية في سيواس وعلم أن الأمر ليس سهلا، ولذلك لم يواصل تيمورلنك مسيرته لغزو الأناضول نحو الغرب حيث توجد الدولة العثمانية، بل انسحب إلى نهر الفرات، وقضى الثمانية عشر شهرًا التالية في الحملات الشهيرة التي انتهت بتدمير دمشق وبغداد.
وعلى الناحية المقابلة، ظنّ السلطان بايزيد أن تيمورلنك الذي استولى على سيواس شرق أنقرة سوف يتوغل في وسط وغرب الأناضول، فانتقل غرباً إلى قيصرية بوسط الأناضول ليقطع عليه الطريق (انظر الخارطة) وظل هناك منتظراً قدوم تيمورلنك بجيشه ليلاقيه، ولكن تيمورلنك بعد أن استولى على سيواس، انتقل جنوباَ إلى الجانب السوري ولم يستمر غرباً في الأناضول كما تقدم.

### تخلى تيمورلنك عن تحفظاته الدينية

شعار جمهورية جنوة.
أشار سفير جمهورية جنوة المسيحية على تيمورلنك بضرورة تدمير السلطان بايزيد.

تمثال حديث لتيمورلنك خان القبيلة الذهبية، يعود لعام 1993م، في طشقند، أوزبكستان. يوجد على قاعدة التمثال اسم الحاكم "الأمير تيمورلنك" وشعاره "القوة في العدالة"، مكتوبًا بأربع لغات هي: الأوزبكية، والروسية، والإنجليزية، والعربية.

كان تيمورلنك مسلماً ولكنه كان يتقيد بتعاليم قانون الياسا، شريعة جنكيز خان لا الدينية، بدلا عن الشريعة الإسلامية. هناك من المؤرخين من يقول أنه كان شيعياً، إلا أن الحقيقة أنه كان مسلماً ذرائعياً، فكان تارة شيعيا عندما كان يرى مصلحة له في إرضاء جنده الخراساني وكانوا من الشيعة، وكان تارة سنياً فيما عدا ذلك. كان ولاء تيمورلنك الظاهري للإسلام يثير الدهشة، خاصة وأنه كان رجلًا قاسيًا للغاية ومجردًا من أي مبادئ، فكان قبل كل معركة يسجد كما يفعل المسلمون تماما، وبعد النصر يدعو الله شكرا على تحقيق النصر. وكان يزور المساجد القريبة منه أثناء حملاته العسكرية، ويبرر حملاته العسكرية بالقول بانها ضد الكفار والمسيحيين والمسلمين الذين لا يتبعون تعاليم الإسلام الصحيحة؛ إلا أن ذلك كان نوعاً من الخداع والنفاق. إن تيمورلنك حتى وإن كان في حياته الشخصية مسلًما متدينًا، إلا أن الأفعال التي قام بها ليست عملا يتناسب مع مشاعر وإيمان المسلم أبدا؛ لأن قتله الناس بوحشية في سيواس مثلا وما قام به من أعمال مشابهة لا يمكن عفوها بأي عذر من الأعذار.
كان تيمورلنك معجباً بالسلطان بايزيد كبطل فاتح باسم الإسلام ضد الكفار، وتردد في شن حرب ضد أمَّة من نفس دينه. ولكن إعجابه تلاشى بعد غزواته الوحشية في الشام والعراق، وكان حرق دمشق وسبي نسائها واستعباد رجالها وصبيانها دليلاً على عدم مبالاته الدينية،  كما أن استعداده للتعامل مع أوروپا المسيحية دليلٌ آخر على تغير تحفظاته الدينية.
كان هناك أيضاً تبادل للهدايا والسفارات بين تيمورلنك وجمهورية جنوة المسيحية. أشار سفير جمهورية جنوة على تيمورلنك بضرورة تدمير السلطان بايزيد. عندما ذهبت السفارة التترية إلى پيرا  في القسطنطينية واسمها الحالي باي أوغلو  في تركيا الحديثة وهي إحدى ضواحي حي غلطة، تم رفع علم تيمورلنك تكريماً له من برج غلطة الذي بناه الجنويون في عام 1348م. حتى ملك قشتالة البعيد كان لديه سفيران في معسكر تيمورلنك، وكانا يتمتعان بامتياز مشاهدة معركة أنقرة من الجانب التتري.

### عودة مراسلات تيمورلنك وبايزيد

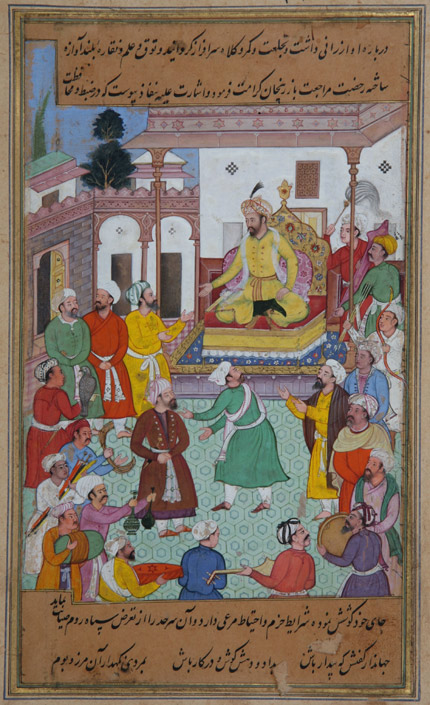
تيمورلنك يكرِّم مطهرتن، حاكم إرزينجان، في أرمينيا. رسم من الهند المغولية 1595م-1600م

أثناء حملته العسكرية في سوريا، أرسل تيمورلنك إلى السلطان بايزيد يُحصى له نجاحاته الحربية خلال الحملة السورية ويطلب منه أن يُطيعه. أما السلطان بايزيد فكان يتحدَّث عن نَسَبِهِ وتفوقه ويُعلن أنه مستعد للعدو الذي سيواجهه. وردًا على هذا الجواب، قال تيمورلنك للسلطان بايزيد أنَّ الوحدة بينهما ستزيد من قوَّة الإسلام أمام الأعداء، وأراد أن يأخذ بايزيد تحت نفوذه، فطلب منه أن يُرسل إليه أحد أبنائه (أبناء السلطان بايزيد) كرهينة فخرية عند تيمورلنك تضمن ولاء السلطان بايزيد له.
ولكن من جهةٍ أخرى، عندما علم السلطان بايزيد بأن تيمورلنك قد دخل سوريا وقضى شتاء 1400م-1401م حول دمشق، تقدم بالقوات التي جمعها من الروملي والأناضول واستعاد إرزينجان وكِماخ  من مُطّهَرْتَن ليعاقبه على انحيازه لتيمورلنك وليسترد تلك المناطق للدولة العثمانية، كما احتجز عائلة مُطّهَرْتَن كرهائن وأرسلهم إلى العاصمة العثمانية بورصة.
أعاد السلطان بايزيد إرزينجان وكِماخ إلى مطهرتن بشرط أن يعترف بسيادته، إلا أنه لم يُعد قلعة كِماخ، ووضع حامية عسكرية عليها. تسببت هذه المعاملة تجاه مطهرتن، الذي كان من رعايا تيمورلنك، في انفصال كامل بين السلطان بايزيد وتيمورلنك، فأرسل تيمورلنك إلى بايزيد يطالبه بالآتي:
- تسليم قلعة كِماخ ومحيطها إلى تيمورلنك.
- رهن أحد أبناء السلطان بايزيد عند تيمورلنك لضمان العهد.
- إعلان السلطان بايزيد خضوعه لتيمورلنك.
- إعادة أراضي إمارات الأناضول لأمرائها السابقين قبل الفتح العثماني لها.
- وتسليم قره يوسف حاكم قره قويونلو وعائلته إلى تيمورلنك.

رفض بايزيد هذه الطلبات بشدة، فتوجه تيمورلنك إلى قلعة كِماخ واستولى عليها مرة أخرى عام 1402م.

### مجلس حرب تيمورلنك
بعد قضاء فصل الشتاء في قره باغ، عقد تيمورلنك مجلسه في مارس/آذار 1402م وطلب رأي أمرائه. عارض العديد من أمرائه وحتى أولاده وأحفاده نشوب حربٍ بين دولتين إسلامية وتركية، وأنه لا يليق بهم الحملة على الدولة العثمانية السُّنِّيَّة الحنفية التي تنطق بالتركية والتي تحمل راية جهاد الدين الإسلامي.
ولكن في هذا الوقت تقريبًا وُلد في سمرقند حفيد لتيمورلنك من ابنه شاه رخ، وشوهد مذنبٌ يتحرك من الغرب إلى الشرق في السماء، ففسَّر مُنجمو تيمورلنك ذلك على أنه علامة على انتصار تيمورلنك في الغرب، فزادت هذه الأسباب مجتمعة من عزم تيمورلنك على قتال العثمانيين، فأرسل يطلب من السلطان بايزيد مرةً أخرى أن يُسلِّم له أسرة قره يوسف ويُبرم الصلح بينهما، وأن يُعيد إليه قلعة كِماخ، ووعده بأن يساعده في حروبه مع الصليبيين إذا ما تمَّ له ذلك.
انتظر تيمورلنك في منطقة قلعة أڤنيق  شهرين ثم انتقل إلى أرضروم حيث انضمت إليه القوات العائدة من العراق. استدعى تيمورلنك حفيده محمد سلطان ميرزا من سمرقند ليقود حصار واقتحام قلعة كِماخ عام 1402م، التي كان قد طلب من السلطان بايزيد تسليمها له. وبعد حصار دام حوالي عشرة أيام، استعاد تيمورلنك قلعة كِماخ فقتل أهلها وسباهم وخربها،  وسلمها إلى مطهرتن الحاكم الأسبق لها. وبعد أن تم له الاستيلاء عليها، قرَّر تيمورلنك التحرُّك ضد العثمانيين.

### بايزيد يتحدى تيمورلنك برسالة مهينة
بعد استيلاء تيمورلنك على قلعة كِماخ، وصل مبعوثو السلطان بايزيد بهدايا ورسالة، ولكن كمية الهدايا وأسلوب الرسالة أغضبا تيمورلنك، فقد استخدم السلطان بايزيد، الذي كانت الإمارات الأناضولية تحت سيطرته وكان واثقًا من نفسه، أسلوبًا مُهينًا ومتحديًا في رسالته إلى تيمورلنك، وهو ما لم يكن متوافقًا مع الأعراف الدبلوماسية. فقد وصف تيمورلنك "بالكلب المسعور" واستخدم عبارات "لتكن زوجاتك طالق ثلاثًا " إذا لم تحضر إلى ساحة المعركة بعد استلامك الرسالة، و"لتكن زوجاتي طالق ثلاثًا" إذا لم أحضر أمامك. كما أرسل بايزيد تسع هدايا بدلاً من عشرة كما جرت العادة الدبلوماسية وقتئذ، وكتب اسمه بحروف مُذهَّبَة وكبيرة ثم جعل اسم تيمورلنك مكتوبا تحت اسمه بخط صغير وحبر أسود. بل وقص لحية مندوب تيمورلنك على الفور. بعد قراءة الرسالة قال تيمورلنك: "إنَّ ابن عثمان مجنونٌ أحمق" وقال للمبعوثين بأنَّ "نصيحته لم تُجدِ نفعًا مع بايزيد" وقال لهم: "لقد استوليتُ على قلعة كِماخ دون الحاجة إلى العثمانيين، وبما أنَّ عائلة قره يوسف وقلعة كِماخ لم تُسَلَّم لي، فيجب أن تكونوا مستعدين لانتقامي بالصبر والشجاعة من الآن فصاعدًا".

## حشد وتحرك الجيوش

### تحركات الجيش العثماني لمواجهة تيمورلنك
تجهز السلطان بايزيد للخروج بالجيش لمواجهة تيمورلنك، فبدأ بعقد اتفاق عدم اعتداء مع الامبراطور البيزنطي مانويل الثاني باليولوجوس، تلاه برفع الحصار العثماني الذي كان السلطان قد ضربه على القسطنطينية مستمراً منذ عام 1394م، لكي يتفرغ لمقارعة تيمورلنك.
بعد اتخاذ قرار المعركة، أرسل السلطان بايزيد مراسيمه إلى الأناضول والروملي لجمع الجيش. بالإضافة إلى ذلك، أمر بتجنيد جنود جدد في قوته الحالية لمحاربة جيش تيمورلنك. في أوائل ربيع عام 1402م، توقفت الأنشطة العسكرية العثمانية في البلقان، وبدأ إرسال كل جندي يمكن جمعه من المسيحيين والمسلمين إلى الأناضول على عجل. تجمَّع الجيش العثماني للمعركة في غرب الأناضول بمناطق بورصة وإزنيق وإزميت ليستكمل كافة استعداداته. حشد السلطان بايزيد الأول جيوشه من المسلمين الترك والنصارى الصرب وطوائف التتر في مدينة بورصة العثمانية، فلما تكامل جيشه سار نحو تيمورلنك لمحاربته.

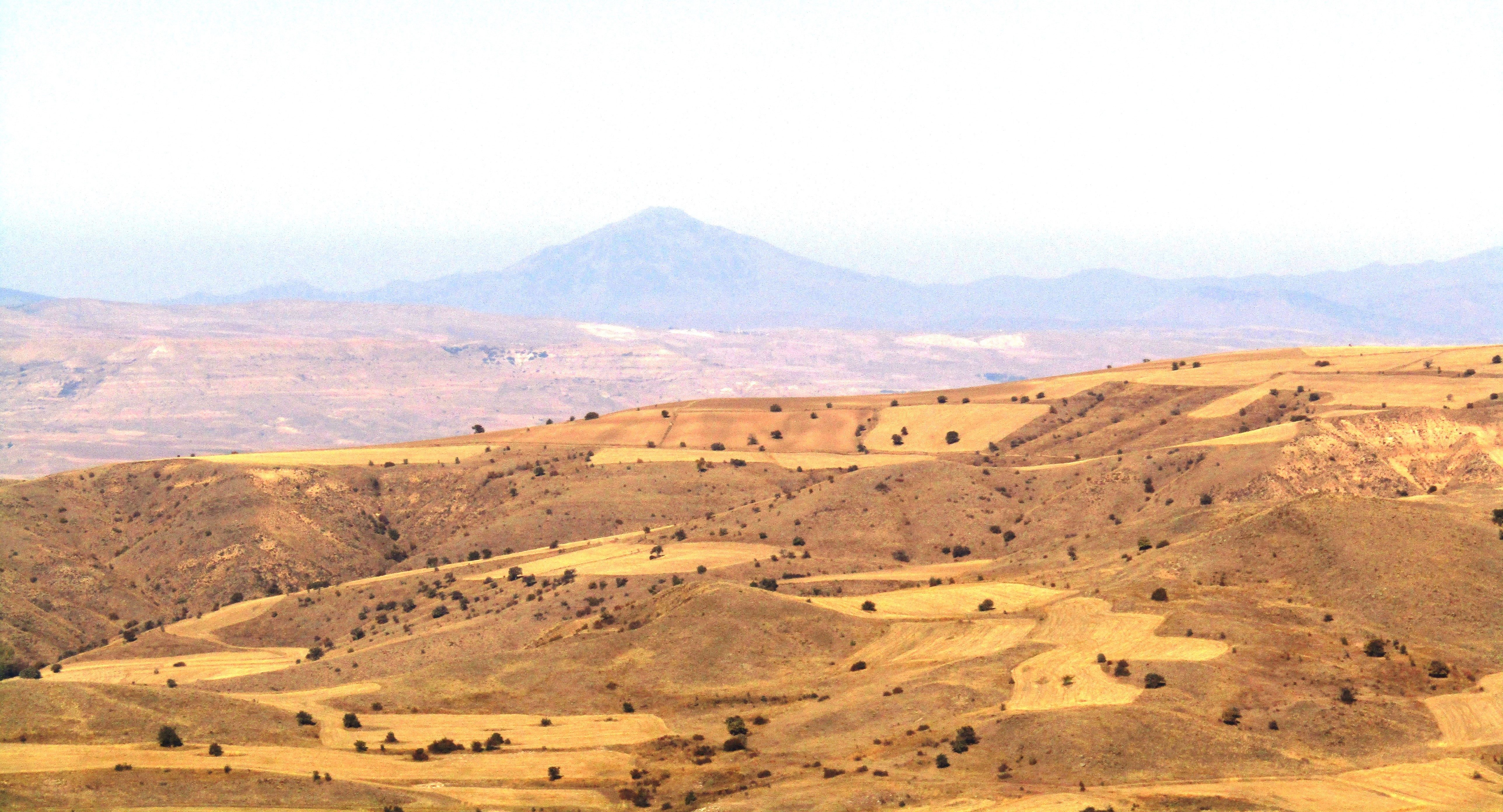
صورة حديثة لجبل يلدز، بمنطقة سيواس حيث سيطرت قوات الجيش العثماني على جميع الطرق التي تمر عبر الجبل وعلى توقاد وأماسية وعلى جميع الطرق التي تمر عبر جبل أق طاغ، لمنع جيش تيمورلنك من التقدم غربا قادما من سيواس.

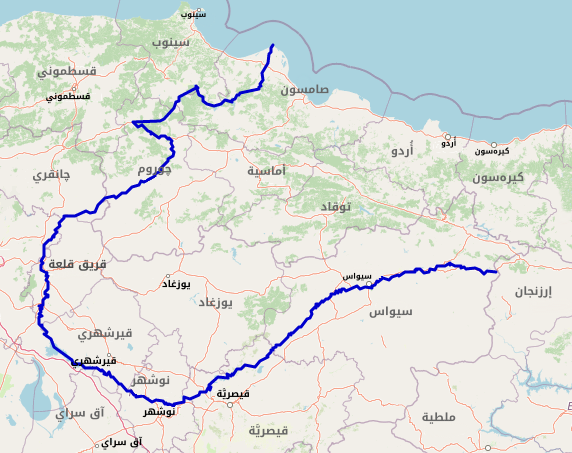
نهر قزل أرماق مبين باللون الأزرق، وأنقرة لا تظهر على الخارطة وإنما موقعها غرب النهر. يمكن مراجعة مواقع سيواس وتوقاد وقيصرية وقرشهر بالنسبة للنهر لفهم تحركات الجيوش وعبور النهر.
عبر العثمانيون نهر قزل أرماق يقصدون سيواس من أجل القتال في منطقة جبلية.
قرر تيمورلنك المسير في وادي نهر قزل أرماق جنوباً ليصل إلى قيصرية أولاً ثم منها إلى قرشهر، وجمع جنود تيمورلنك كل الحبوب بوادي النهر وفروعه ودمروا المحاصيل.

كان الجيش العثماني يضم وحدات من الحرس النظامي للقصر السلطاني: "قاپي قولو" (حرس باب القصر) ، ويشمل فيلق مشاة الانكشارية وفرسان سپاهيّة القاپي قولو، بالإضافة إلى وحدات غير نظامية من سلاح الفرسان الثقيل السپاهيّة، والمشاة غير النظاميين، ووحدات المتطوعين من مناطق البلقان، بالإضافة إلى القوات العثمانية نفسها والإنكشارية والصرب الموثوق بهم بقيادة الحاكم الصربي أسطفان لازاريڤيتش، كما كان جيش السلطان بايزيد يضم جنودًا من ولايات الأناضول الصغيرة التي كان قد ضمها إلى الدولة العثمانية قبل عشر سنوات، وبعض وحدات من فرسان التتار الذين كانوا في آسيا الصغرى منذ العهد المغولي.
بدأت القوات بالتحرك نحو أنقرة في منتصف شهر يونيو 1402م بطابورين عسكريين. انتبه السلطان بايزيد إلى ضرورة تنفيذ جميع العمليات سريعا على الفور حتى لا يفاجئهم تيمورلنك بهجوم سريع على أي قلعة بجيشه الذي يتكون غالبيته من الجنود الفرسان. وقرب نهاية يونيو 1402م، أنشأ الجيش العثماني معسكرات لجميع قواته حول أنقرة.
أفادت معلومات استخباراتية جديدة بأن جيش تيمورلنك لا يزال موجوداً حول سيواس وأنه سيتحرك عبر توقاد إلى الغرب، وعليه، قرر السلطان بايزيد استخدام أنقرة كقاعدة مركزية له وترك ثقل جيشه هناك، ثم تحرك شرقًا بجيشه متبعًا الطريق الأوسط ليلتقي بتيمورلنك عند سيواس. لم يقبل السلطان بايزيد نصيحة الصدر الأعظم چاندارلي علي پاشا ومسؤولي الدولة بالانتظار في أنقرة وخوض المعركة في هذا الموقع. عَبَرَ الجيش العثماني، ومعظمه من المشاة، نهر قزل أرماق  وانتقل إلى مناطق قاضي شهري  وأرتوڤا وأق طاغ مدني  من أجل القتال في منطقة جبلية. وسيطرت قوات الجيش العثماني على توقاد وأماسية شمال غرب سيواس (انظر الخارطة أدناه)، وعلى جميع الطرق التي تمر عبر جبل آق طاغ  وجبل يلدز طاغ ، ووضعتها في موقع دفاعي ضد تيمورلنك.

### استراتيجيات الطرفين
كانت الخطة العسكرية للسلطان بايزيد الأول هي مقابلة تيمورلنك في مكان بعيد خارج الأراضي العثمانية، ومواجهته في ضواحي سيواس حتى لا يتمكن من اختراق ممتلكات العثمانيين وتخريبها، خاصة وأن موسم الحصاد قد حل ونضجت الثمار. بينما كانت خطة تيمورلنك على العكس من ذلك، تقتضي بأن تقوم قواته المهاجمة بالتوغل مسافات طويلة داخل الممتلكات العثمانية بهدف إحداث المزيد من الارتباك للسلطان العثماني.

### تحركات جيش تيمورلنك داخل الأناضول

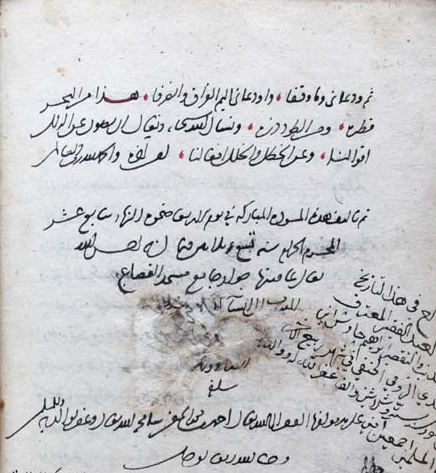
أرجوزة شهاب الدين بن عربشاه "عجائب المقدور في نوائب تيمور"، مؤرخة في سنة 839 هـ وتحمل توقيعه.

أثناء قضاء تيمورلنك الشتاء في قره باغ، أرسل رسلًا إلى البلدان الواقعة تحت إمرته يأمر فيها "الجنود من جميع البلدان بالانضمام إلى جيشه في الربيع"، كما أرسل الجواسيس لجمع معلومات عن الأرض والطرق والممرات والإعاشة وعن الجيش العثماني. ووفقا للمعلومات التي وصلته، كانت الطرق المؤدية من سيواس إلى الغرب، والطريق الشمالي عبر توقاد والطريق الأوسط المار في اتجاه ألاجا اليوم؛ إما غابات كثيفة أو طرقا جبلية أو وديان ضيقة وعميقة، ولم تكن تلك البيئات مناسبة لإمدادات الجيش والبهائم من الطعام والشراب.
ولذلك كان من غير الممكن الهجوم على السلطان بايزيد مباشرة بسبب الصعوبات التي قد يواجهها جيش تيمورلنك الكبير أثناء المرور عبر تلك التضاريس الصعبة بينه وبين المنطقة التي أفادت تقارير جواسيسه بوجود الجيش العثماني فيها. بالإضافة إلى ذلك، كان تيمورلنك على علم بأن السلطان بايزيد يسيطر على هذه الطرق.
ولذلك قرر تيمورلنك عدم المسير في تلك الطرق، واختار بدلا عنها المسير في وادي نهرقزل أرماق في الجنوب ليصل إلى قيصرية أولاً ثم منها إلى قرشهر. ومن خلال البقاء بالقرب من مجاري الأنهار، تمكن جيشه من العيش على الموارد المحلية. كانت فترة الحصاد، فقام جنود تيمورلنك بجمع كل الحبوب في وادي نهر قزل أرماق وفروعه. خلال هذه العملية، تصرف جيش تيمورلنك بحذر، وتقدم من منطقة تلو الأخرى لمسافات قصيرة وظنَّ تيمورلنك أنَّ بايزيد سيُهاجمه عند دخوله الأراضي العثمانية. عملت قوات تيمورلنك أثناء مسيرها على تدمير البلاد وإتلاف المزروعات التي كانت تمر بها بحجة جمع الأعلاف اللازمة لخيولها.
قطع جيش تيمورلنك مسافة 150 كيلومترًا تقريبًا من سيواس إلى قيصرية في 6 أيام بمسيرات قصيرة على ظهور الخيل ثم تجمَّع الجيش في قيصرية وأقام بها 4 أيام، جمع فيها المحصول الجديد هناك واستخدمه لجيشه. وبعد جمع المعلومات عن العمليات وأوضاع الجيش العثماني، تحرك نحو قرشهر. وفي هذا الاتجاه، وبسبب الظروف الجغرافية، تقلَّصت المسافة بينه وبين جيش العثمانيين، وقاد تيمورلنك طلائع القوات ووحدات استطلاع مختلفة إلى الأمام بقيادة أبي بكر حفيد تيمورلنك ونور الدين.

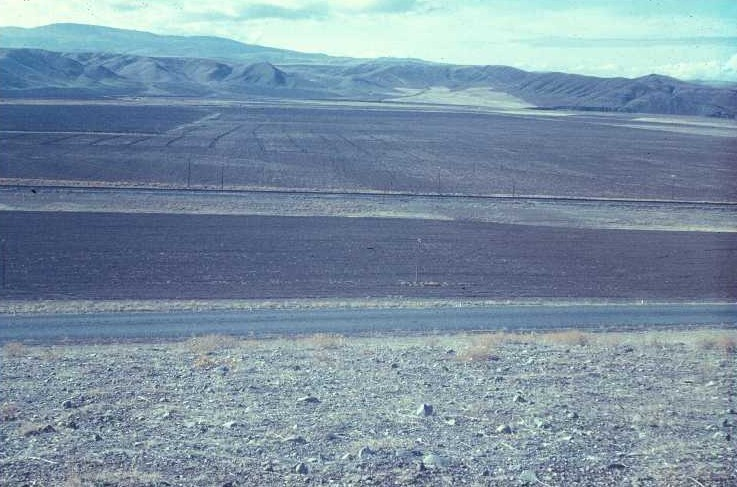
وادي نهر ديليس. في اليوم الخامس لتحرك تيمورلنك بجيشه، استطاعت وحدة استطلاعه تحديد موضع معظم الجيش العثماني الذي كان على طول نهر ديليس. وقع اشتباك قصير مع القوات في الخط الأمامي للجيش العثماني وتم أخذ جنديين عثمانيين رهائن.

في اليوم الرابع وصل جيش تيمورلنك إلى قرشهر قادما من قيصرية وحدث أول تماس مع الجيش العثماني. أرسل تيمورلنك وحدة استطلاع بقيادة شاه مَلٍك لتحديد مواقع جيوش العثمانيين. وفي اليوم التالي، حددت هذه الوحدة أن معظم الجيش العثماني كان على طول نهر ديليجه ، حول مدينة يركوي  الحالية بوسط الأناضول. وقعت مناوشات قصيرة مع قوات الخط الأمامي للجيش العثماني وأخذوا جنديين عثمانيين رهينة.
اتخذ تيمورلنك بعض الاحتياطات بعد هذه المرحلة:
- أولاً، وضع جيشه في موقع تمهيدي مُجهز في منطقة مناسبة شمال قرشهر.
- ثم قام ببناء التحصينات.
- وحفر الخنادق.
- وشارك المعلومات الاستخباراتية التي تلقاها عن العثمانيين مع أمراءه.

وفي اليوم التالي، تلقى شاه ملك معلومات تفيد بأن الجيش العثماني يتقدم نحو قرشهر، فأرسل تيمورلنك طلائع قواته إلى الجيش العثماني حتى لا تتم الإغارة عليه في منطقة غير صالحة للمعركة. ثم جمع قادته ومسؤولي الدولة وتحرك دون انتظار وصول جيش العثمانيين قائلاً: "أمامنا خياران، الأول هو التوقف والانتظار في هذه المنطقة فنريح خيلنا وننتظر قدوم العثمانيين ونخوض المعركة هنا، والثاني هو التقدم فوراً وبسط الضغط في كل الاتجاهات متوغلين في بلادهم فنخربها وننهبها، وفي هذه الحالة سوف نحملهم على ملاحقتنا وأن يتبعوننا من خلفنا، وإن جيشهم معظمه مشاة والسير سيتعبهم وينهكهم".

### الوحدات القتالية في جيش السلطان بايزيد
- أمام المقدمة: 10 أفيال.
- القلب: كان السلطان بايزيد يقود في ساحة المعركة القوات المركزية للجيش العثماني المؤلفة من قوات العَزَب والفرسان السپاهيّة أمام قوات الانكشارية التي يبلغ قوامها 10,000 جندي، وكان على جانبه وخلفه الصدر الأعظم چاندارلي علي پاشا وأبناء السلطان بايزيد: مصطفى چلبي وعيسى چلبي وموسى چلبي.[19]
- الميمنة: كان فيها 10,000 فارس من قوات الأناضول بقيادة قره تيمورتاش پاشا [مص 41] وعلى يمينهم الرماة. وكان في الجناح الأيمن أيضًا 20,000 جندي يرتدون دروعًا سوداء بقيادة ديسپوت صربيا أسطفان لازاريڤيتش، صهر السلطان بايزيد.[9] كما كان على الميمنة أيضًا بعض القوات الألبانية.[22][19][67]
- الميسرة: تألف الجناح الأيسر من جنود الروملي تحت قيادة سليمان چلبي أكبر أبناء السلطان بايزيد،[9] كما تواجد حاكم سنجق آيدين وصاروخان وكاريسي.[مص 42] وخلفهم وحدة عسكرية من التتار السود وكان معظم الجنود من إمارات تابعة لسيادة تيمورلنك في وقت ما.[9][19] وخلفهم حاكم سنجق أماسية.
- وفي مؤخرة الجيش، كلَّفَ السلطان بايزيد ابنه محمد چلبي (وهو الذي سيصبح لاحقا السلطان محمد الأول) بمهمة قيادة قوات احتياط الحرس الخلفي، وكان السلطان يقدر موثوقيته وحكمته ويعتبره ثاني أفضل ما يملكه بعد سليمان چلبي من بين أبنائه.[19]
- وبمبادرة من الصدر الأعظم چاندارلي علي پاشا، جُمعت وحدة "جراخور" عسكرية [مص 43] من الأناضول والروملي للمشاركة في المعركة. و"الجراخور" هم الجنود المؤقتين المتطوعين غير المسلمين الذين يعملون في الأعمال الخلفية مثل إصلاح القلاع وبناء الطرق والجسور.

كان الجناح الأيمن للجيش العثماني متمركزًا باتجاه جبل ميرا ، والجناح الأيسر باتجاه السهل. وكانت القوات المركزية بقيادة السلطان بايزيد متمركزة على تلة جنوب قرية ملك شاه. بالإضافة إلى ذلك، ترك بايزيد قوات تعزيزية في تلة چاتال تبه  التي تبعد حوالي 4 كيلومترات، لمنع أي محاولة حصار. كان من المخطط أن يتم الهجوم من قبل الجنود المتمركزين في منطقتي بويريك  وجبال ميرا.
التتار السود
كانت فرقة «التتار السود»  إحدى المكونات القتالية في الجيش العثماني، وهم مجموعة عرقية من أصول تتارية كانت تعيش بين جبال ألتاي بوسط آسيا والبحر الأسود، وهم شعب تركي ظهر في الأناضول عن طريق الاختلاط بين الأويغور والقرغيز والتتار وبعض المغول.
أطلق الصينيون اسم «طاطا» (تتار) على كل المجتمعات الناطقة باللغة المنغولية، وقسَّموا هذه القبائل المنغولية إلى ثلاث مجموعات:
1. «التتار البيض» [مص 48] وهم الذين كانوا يعيشون بالقرب من سور الصين العظيم وكانوا أكثر أنواع التتار تحضرا.
2. «التتار السود» وهم الذين كانوا يعيشون حياة البداوة والتنقل والترحال
3. «التتار البَرِّيُّون» [مص 49] وهم الذين كانوا يعيشون على الصيد في البرّية.[68]

ارتحلت قبائل «التتار السود» المنغولية واستقرت في الأناضول بين القرنين الثالث عشر والخامس عشر الميلاديين، بغرض الغزو والفتوحات، ومعهم أتراك آسيا الوسطى الذين جاءوا معهم.
وضع السلطان بايزيد فرقة «التتار السود» على الجناح الأيسر للجيش العثماني الذي كان يقوده ابنه الأكبر سليمان چلبي، ولكن التتار السود كانوا قد أضمروا الخيانة من قبل بدء المعركة لأنهم من نفس عرق تيمورلنك التتري الذي تواصل مع أمراءهم قبل المعركة واستمالهم إليه. لاحقاً، انقلب «التتار السود» مع بدء القتال في المعركة وانحازوا إلى صفوف تيمورلنك وهاجموا ميسرة الجيش العثماني من الخلف أثناء اشتباكهم مع جيش تيمورلنك من جهة الأمام.
شّكَّل التتار السود ما يقارب ربع قوات الجيش العثماني أو ثلثيه، وبخيانتهم، اتجهت المعركة إلى نتيجتها المحتومة. تذكر بعض المصادر أن تعداد المغول والتتر كان ثلثي الجيش العثماني وكانوا هم صلب عسكر السلطان بايزيد، وبخيانتهم في وسط المعركة انقلبت الكفة إلى النتيجة المحتومة.

### الوحدات القتالية في جيش تيمورلنك

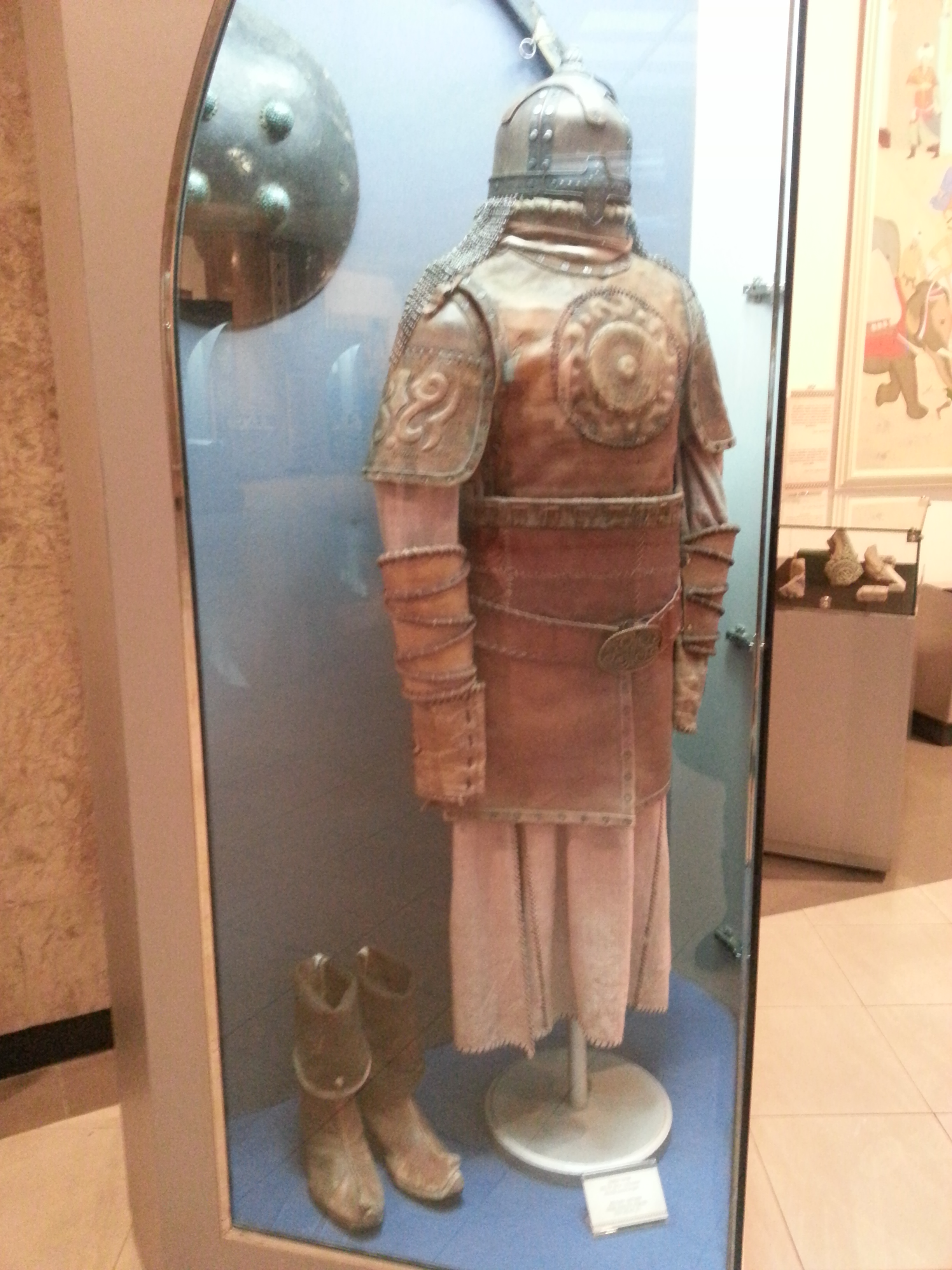
ملابس محارب مغولي من القرن 14 - 15. متحف تاريخ تيمورلنك، سمرقند.

استطاع تيمورلنك بالاعتماد على خبرة أسلافه الثرية أن يُنشئ جيشًا قويًّا ومقتدراً، مما أتاح له تحقيق انتصارات باهرة في ساحات القتال على خصومه، جيشاً متعدد الأعراق والمذاهب نواته من الأتراك المحاربين البدو الرُّحَّل. انقسم جيش تيمورلنك إلى سلاح الفرسان وسلاح المشاة، وقد تعاظم دورهما بشكل كبير في مطلع القرنين الرابع عشر والخامس عشر الميلاديين. ومع ذلك، كان الجزء الأكبر من الجيش يتألف من وحدات الفرسان الرحَّل، التي كان عمودها الفقري يتألف من وحدات النخبة من الفرسان المدججين بالسلاح، بالإضافة إلى مفارز من الحرس الشخصي لتيمورلنك. كان المشاة يلعبون دورًا مساعدًا في كثير من الأحيان، ولكنهم كانوا أساسيين في حصار الحصون. كان سلاح المشاة في الغالب خفيف التسليح ويتألف أساسًا من الرُّماة، ولكن كانت هناك أيضًا قوات ثقيلة التسليح من المشاة.
بالإضافة إلى الفروع الرئيسية للجيش كسلاح الفرسان الثقيل والخفيف وسلاح المشاة، كان جيش تيمورلنك يضم مفارز من العمال والمهندسين ووحدات هندسية عسكرية مسؤولة عن تركيب الجسور على الممرات المائية لتمكين الجيوش من عبورها، كما كان يوجد غيرهم من المتخصصين، بالإضافة إلى وحدات مشاة خاصة متخصصة في العمليات القتالية في الظروف الجبلية تم تجنيدهم من سكان القرى الجبلية. كان تنظيم جيش تيمورلنك يتوافق بشكل عام مع التنظيم العَشْريّ لجنكيز خان بتقسيم رجاله إلى مجموعات من عشرة رجال ومائة رجل وألف رجل وعشرة آلاف رجل لكل مجموعة قائد خاص بها، ولكن تيمورلنك أضاف بعض التغييرات، فكانت هناك وحدات يتراوح عددها من 50 إلى 300 رجل، كما كان عدد الوحدات الأكبر حجماً متغيراً أيضاً.
كان القوس هو السلاح الرئيسي لسلاح الفرسان الخفيف، مثل سلاح المشاة. استخدمت الفرسان الخفيفة أيضاً السيوف أو الفؤوس. كان الفرسان المسلحون تسليحًا ثقيلًا يرتدون الدروع ذات السلاسل التي غالبًا ما تكون معززة بصفائح معدنية، وكانوا محميّين بخوذات ويقاتلون بالسيوف بالإضافة إلى الأقواس والسهام التي كانت منتشرة على نطاق واسع. أما المشاة العاديون فكانوا مسلحين بالأقواس، بينما كانت المشاة الثقيلة تقاتل بالسيوف والفؤوس والصولجانات وكانوا محميين بالدروع والخوذات والدروع.
كان بجيش تيمورلنك حوالي 30 فيلا من الهند بالصفوف الامامية واستخدم الفريقان سلاح النار الإغريقية، غير أن تلك الفيلة أو النار الإغريقية لم تلعب دورا حاسما في المعركة.
- أمام المقدمة: 32 فيلاً.[9][17]
- القلب: محمد سلطان ميرزا حفيد تيمورلنك المحبب، مع عدد كبير من القادة المحنكين.
- الميمنة: ميران شاه ابن تيمورلنك يعاونه أبوبكر ميرزا ومطهرتن حاكم إرزنجان.
- الميسرة: شاه رخ بن تيمورلنك مع ابنه خليل سلطان.
- المؤخرة: قوات الاحتياط بإمرة تيمورلنك مباشرة.

## الطريق إلى المعركة
سار السلطان بايزيد الأول بعساكره قاصداً أن يلقى تيمورلنك خارج سيواس، تاركا معسكره الحصين بالقرب من أنقرة، يريد أن يَرُدَّ تيمورلنك عن عبور أراضي دولته، ولم يُرِدِ السلطان بايزيد الأول أن يترك تيمورلنك يعيث فساداً في أراضي دولته بالسلب والنهب والحرق في مدنه، كما أنه كان يخشى من ثورة الأقاليم المسيحية في البلقان إن هو أطال الغياب عنها.
أرسل تيمورلنك جواسيسه إلى التتار الذين كانوا في جيش السلطان بايزيد الأول، قبل وصوله، يقول لهم: نحن جنس واحد، وهؤلاء تركمان ندفعهم من بيننا، وتكون لكم أرض الروم عوضا لكم. فانخدع التتار السود ووعدوه بأن يكونوا معه عند التقاء الجيشين، وكانوا يعرفون كيف يُكافئ تيمورلنك قادتَهُ بسخاء، ومن المحتمل أيضا أنهم لم يستسيغوا فكرة محاربة بني جنسهم المغول، أو أنهم شعروا بأن تيمورلنك سينتصر.
سلك تيمورلنك طريقا غير الطريق الذي سلكه السلطان بايزيد الأول واختار الطريق الأطول ومشى في أرض غير مسلوكة ودخل البلاد العثمانية ونزل بمعسكر السلطان بايزيد الأول بالقرب من أنقرة وضرب الحصار حولها. فلم يشعر السلطان بايزيد الأول إلا وقد نُهبت بلاده، فقامت قيامته وكر راجعاً إلى أنقرة باتجاه الغرب، فبلغ منه ومن عسكره التعب مبلغاً أوهن قواهم، وكلّ خيولهم، وأنهكهم عطشاً.

### التغيرات التكتيكية في الجيشين

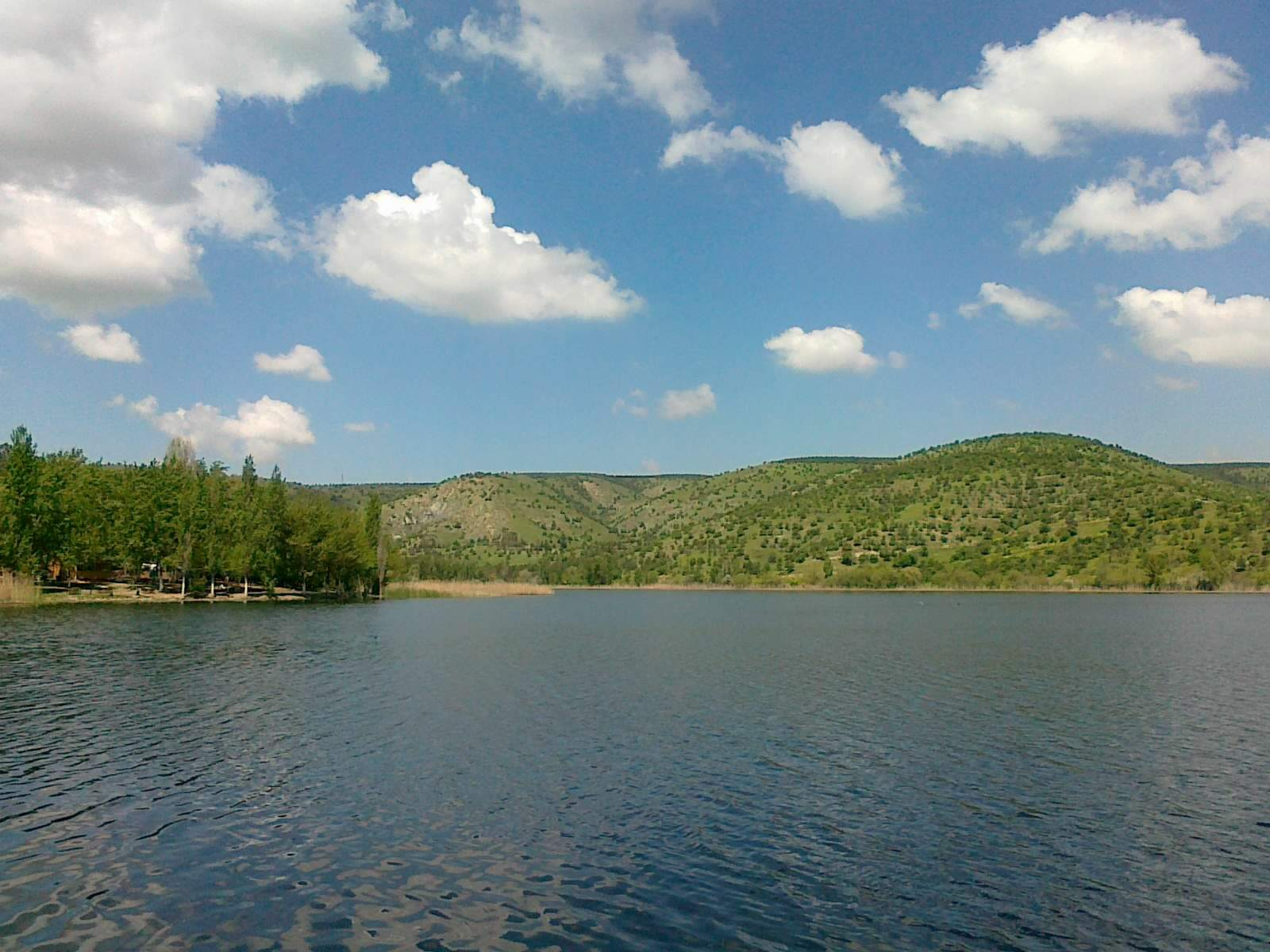
في الصورة: بحيرة إيمير بالقرب من أنقرة. بعدما وصل تيمورلنك إلى أنقرة، وزع قواته للراحة والإعاشة في مواقع جنوب شرق أنقرة، وجزء آخر حول بحيرة إيمير وبحيرة موغان، وجزء ثالث على طول مجرى نهر أنقرة. لم يتوقع تيمورلنك وصول السلطان بايزيد بهذه بسرعة أبداً، وهو الذي لقبه "يلدرم بايزيد" أي "بايزيد الصاعقة" لما عُرف عنه بسرعة تحركاته العسكرية.

وصل تيمورلنك إلى ضواحي أنقرة في اليوم الثالث بعد خروجه من قرشهر وسيطر على المعسكر الرئيسي للسلطان بايزيد الذي كان مُقفرا إلا من الأتباع الذين يحرسونه، واستقر جيشه بهذا المعسكر في خيام العثمانيين ونشر قواته حول قلعة أنقرة التي أغلقت أبوابها واستعدت للدفاع، ثم بدأ الهجوم عليها وألقى فيها النيران. أمر تيمورلنك ببناء سد على النهر الذي كان يخترق المدينة وحوَّلّ مساره بحيث يتدفق خلف معسكره ولا يعد هناك ماء صالح لاستعمال جيش السلطان بايزيد عند وصوله إلا ماء أحد الينابيع، فأمر تيمورلنك بتدميره وتلويث ماءه.
وفي نفس الوقت، فّسَّرّ السلطان بايزيد عدم هجوم تيمورلنك على المواقع الدفاعية في سيواس وتحركه عبر قيصرية إلى قرشهر، بأن تيمورلنك يريد مهاجمة السلطان بايزيد قبل أن يكون مستعدا، أو أنه يريد أن يستولي على أنقرة سريعًا ويُجبر السلطان على القتال من الخلف بجبهة عكسية، بحيث يكون تيمورلنك في أنقرة والسلطان بايزيد قادما من الشرق.
ولكن عندما بلغ ذلك السلطان بايزيد، بأن تيمورلنك ظهر بجيشه وراءه في الغرب عند أنقرة وحاصرها، أسرع قافلا باتجاه الغرب عائدا من توقاد إلى أنقرة بجيشه يريد خوض المعركة حول قلعة أنقرة، وأبلغ قائد القلعة بذلك وأمره بالدفاع عنها دفاعًا مطلقًا. عبر السلطان بجيشه نهر قزل أرماق مرة ثانية، من الضفة اليمنى إلى اليسرى، ذاهباً إلى أنقرة.
فكان التقاء الجيشين وتيمورلنك في الغرب بينما السلطان بايزيد قادم من الشرق.
بينما كان تيمورلنك يعتزم الاستيلاء على قلعة أنقرة قبل عودة السلطان بايزيد إليها، إذ تلقَّى أخبارًا تؤكد اقتراب جيش السلطان بايزيد على مسافة 16 كيلومترًا فقط، فقد قطع الجيش العثماني مسافة الوصول إلى أنقرة في غضون ثمانية أيام، مستفيدًا من فترات راحة قصيرة، وسالكاً طرقا صعبة وأقصر عبر أق طاغ مدني  ويوزغات  ووادي دليجه  وكاليجيك ، وبذلك، وصلت القوات العثمانية وقد جهدها التعب وتلفت الخيول للغاية في صيف شهر يوليو/تموز تحت الشمس الحارقة.
لم يكن تيمورلنك يتوقع وصول السلطان بايزيد بسرعة في هذا التوقيت المبكر، وعندما فوجئ بوصول قوات السلطان بايزيد، وجد نفسه في مواجهة العثمانيين دون اتخاذ احتياطات كافية، حيث كان قد وزع قواته في مواقع جنوب شرق أنقرة، وجزء آخر حول بحيرتي إيمير  وموغان ، وجزء ثالث على طول مجرى نهر أنقرة  للراحة والمعيشة. لم يكن هذا توزيعاً استراتيجيًا مناسباً للقتال. ونتيجة لذلك، رفع تيمورلنك الحصار عن أنقرة وتخلى عن محاولة احتلالها، وقبل أن ينتهي من أسوارها، مضى لإخلاء برج كان قد اقتحمه جنوده.
تقدم تيمورلنك شمالًا بجيشه وعَبَرَ نهر چوبوك  وأقام معسكره في سهل الضفة المقابلة للنهر مما أتاح له تأمين احتياجات جيشه من المياه وتزويده بها. بعد ذلك أمر بتسميم الينابيع القريبة في المنطقة، بما في ذلك مجاري مياه أنهار قزلجا كوي ، إينجه سو ، وبينت ، التابعة لنهر چوبوك ليترك العثمانيين بدون ماء. كما دمر الينابيع، والآبار، والصهاريج، والحقول، والطواحين، والمخازن، والمزارع، لمنع السلطان بايزيد من استخدامها. ثم وضع جيشه في تشكيلات قتالية وبنى لهم تحصينات، وقام بتحصين معسكره، وأبقى نيرانه مشتعلة، وتجول فرسانه في السهل طوال الليل، لكن العثمانيين لم يظهروا حتى الصباح.

تمثال حديث لوجه شاه رخ ابن تيمورلنك، بعد إعادة بناء وجهه بواسطة علوم الطب الشرعي.
كان شاه رخ في الجناح الأيسر لجيش تيمورلنك في معركة أنقرة. مَلَكَ البلاد بعد ابن أخيه خليل بن ميران شاه بن تيمورلنك، وكان ملكاً عادلاً ديِّنَاً خّيِّرّاً، فقيهاً متواضعاً، مُحبباً لرعيته، غير محجوب عنهم، لم يسلك طريقة والده تيمورلنك.

تمركز تيمورلنك في قلب تشكيل جيشه في سهل چوبوك؛ وكان ابنه ميران شاه في الجناح الأيمن وإلى جانبه سلاح الفرسان المدرعة بالكامل تحت قيادة محمد سلطان ميرزا حفيد تيمورلنك، وپير محمد ميرزا حفيد تيمورلنك، والشيخ نور الدين، وعلي سلطان، وعلي كاڤتشين، ومبشر، ومطهرتن. وفي الجناح الأيسر كان ابنه الآخر شاه رخ، وخليل سلطان حفيد تيمورلنك، وشاه زاده رستم، وسلطان حسين حفيد تيمورلنك من ناحية أمه طغاي شاه ابنة تيمورلنك، وسليمان شاه، وشاه ملك، والأمير بوروندوك ، وسڤينجاك بهادر ، ودولت تيمور، وموسى، والأمير بيستاري. وكان في مقدمة الجيش 32 فيلًا حربياً مدرعاً تم جلبهم من الهند، بقيادة إيسن بوغا. كانت الفيلة مرتبطة ببعضها البعض بالسلاسل وتوجد عليها أبراج يُطلق منها السهام والنيران.
أما السلطان بايزيد، فلكي يواجه أي هجوم من الجوانب أو من الخلف، اختار منطقة للمعركة تكون فيها قوات فرسان العدو في مقدمة القوات العثمانية أو في منطقة يمكن الاستيلاء عليها بسرعة من خلال متابعة حركة العدو، لذلك انتشر الجيش بحيث تكون مقدمته مواجهة للجزء الجنوبي من قرية ملك شاه. ترك السلطان بايزيد منطقة الأراضي الرطبة المحيطة بمنطقة راڤلي  (تغير اسم هذه المنطقة بتركيا مؤخرا إلى أيكورت Akyurt عام 1961م) وانتقل إلى محيط قرية ملك شاه  المناسبة للمعركة، وذلك من أجل إبعاد العدو بين قلعة أنقرة ومعسكره. واختار للإنكشارية موقعاً مرتفعًا ومناسبًا للتحصين والدفاع.
استمرت الاشتباكات بين القوات المتقدمة والاستطلاع أثناء الليل، وفي صباح يوم 28 يوليو/تموز، تمركز تيمورلنك مع جيشه على بعد حوالي 12 كيلومترًا من العثمانيين.

## المعركة

مُخطط معركة أنقرة يُوضح تموضع الجيشين العُثماني والمغولي قبل اندلاع القتال بينهما، وأبرز المعالم الطبيعيَّة والمُستوطنات البشريَّة في المنطقة.

التقى الجيشان في سهل چوبوك شمال شرقي مدينة أنقرة، ولم يُرد السلطان بايزيد أن ينتظر حتى يأخذ الجيش راحته ويحصل على الماء، فأسند قيادة الجناح الأيمن إلى صهره ديسپوت صربيا أسطفان لازاريڤيتش وفرسانه المدرعين، وأسند الجناح الأيسر إلى ابنه سليمان چلبي على رأس قوات من مقدونيا وآسيا الصغرى. أما السلطان بايزيد فتولى بنفسه قيادة قواته من الانكشارية وفرسان السپاهيّة المدرعة، ووضع بعض الفرسان في الاحتياط.

### مناوشات سبقت المعركة
في ليلة المعركة، لم تقع اشتباكات بين القوات الرئيسية للجيشين، باستثناء مناوشات في المواقع الأمامية بين وحدات الاستطلاع حتى الصباح.
وفي صباح 28 يوليو/تموز 1402م اتخذ الجيشان مواقع المعركة في سهل چوبوك. نظَّم السلطان بايزيد جيشه، وبعد أن رُفعت الرايات العثمانية، ألقى السلطان بايزيد خطابًا أشاد فيه بولاء جيشه وإنجازاته. في الوقت ذاته، نَظَمَ تيمورلنك جيشه أيضًا وصلَّى ركعتين كعادته قبل كل معركة.
أمر السلطان بايزيد ببدء المعركة، فانطلقت أصوات النفير والبوق والنقارة ودقت طبول الجيشين معلنة بداية القتال الذي استمر محتدماً حتى الغسق.

### بداية القتال على الجناح الأيسر العثماني
بدأ القتال بهجوم جيش تيمورلنك على الجناح الأيسر للجيش العثماني بإطلاق السهام، وقاد الهجوم الأول أبوبكر ميرزا بقواته من الجناح الأيمن لجيش تيمورلنك مدعومًا بجيهان شاه ميرزا وقره يولوق عثمان بك. ردَّ فرسان الروملي العثمانية على هذا الهجوم وصدُّوا جيش تيمورلنك وأجبروهم على التراجع.

### دور مُطّهَرْتَن في تحويل التتار السود إلى تيمورلنك
استمرت المعركة على الجانب الأيسر العثماني لفترة من الوقت، ثم قام التتار السود الذين كانوا بنفس الجناح، وهم مازالوا في صفوف الجيش العثماني، بتغيير ولائهم وبدأوا في مهاجمة جنود الروملي العثمانيين في الخطوط الأمامية بالسهام من الخلف.
شارك مُطّهَرْتَن حاكم إمارة إرزنجان في المعركة ضمن الجناح الأيمن من الطابور المركزي المغولي بقياده تيمورلنك ولعب دورًا حاسمًا في تمكين انتقال التتار السود إلى جانب تيمورلنك قادمين من ميسرة السلطان بايزيد، مما أدى إلى تفرق جنود الروملي العثمانيين.

### خروجسليمان چلبيبن بايزيد من المعركة
عندما رأى السلطان بايزيد أنه لا يستطيع منع التتار من التوجه إلى تيمورلنك، أمر الجناح الأيسر بالتقدم للهجوم. سقط خمسة عشر ألف رجل في محاولة لاختراق الخطوط التترية. كانت المذبحة كبيرة جدًا لدرجة أن سليمان چلبي لم يتمكن من تجميع قواته. وعندما انكسرت قواته وانسحبوا، كانت الحركة الهجومية للعثمانيين قد انتهت.
علم أسطفان لازاريڤيتش بحرج موقف سليمان چلبي بن بايزيد، فأرسل إليه مفرزة من فرسانه لتأمين انسحابه إلى مدينة بورصة بباقي عسكره تاركا ميدان المعركة.
بعد خروج سليمان چلبي ابن السلطان بايزيد من المعركة، طارده الشيخ نور الدين بقواته من جيش تيمورلنك ولكنه فشل في اللحاق به، وعاد إلى ساحة المعركة حيث نجح في تدمير قوات سپاهيّة الروملي في الجناح الأيسر العثماني.

### هجوم محمد چلبي على الجناح الأيسر
شن محمد چلبي بقواته الاحتياطية هجوما على جناح تيمورلنك الأيسر وسبب فيه اضطرابًا، ولكنه لم يتمكن من تحسين الوضع. ومع تحول ميزان القوى لصالح التيموريين، اضطر الجناح الأيسر العثماني الذي وقع بين نارين إلى التراجع، بخاصة بعد أن انخفض عدد قواته إلى النصف نتيجة خروج التتار السود.

### انقلاب المغول والتركمان والقره قويونلو والتتار
غيَّر المغول، والتركمان، والقره قويونلو، والتتار السود ولاءهم إلى تيمورلنك، وهم مازالوا في الجناح الأيسر للجيش العثماني، وبدأوا في مهاجمة مؤخرة هذا الجناح. نجح العثمانيون في إيقاف هجمات وضغط قوات تيمورلنك على الجناح الأيسر بحلول الظهيرة أمام تلة بهادر.
وفي هذه المرحلة من المعركة، اكتسب التيموريون اليد العليا من خلال التوغل خلف الجناح الأيسر العثماني أثناء تراجعه، قبل أن يوقف العثمانيون تقدم جيش تيمورلنك.

### الهجوم العثماني المضاد وتراجع تيمورلنك جنوباً
بحلول الظهيرة، شنّ العثمانيون هجومًا عامًا من المركز دفع جيش تيمورلنك إلى التراجع.
بعد هجوم فاشل قام به السلطان حسين ضد العثمانيين، شنّ محمد سلطان ميرزا وقوات الاحتياط هجومًا آخر، فردّ الجناح الأيمن العثماني على هذه الهجمات، وبالتالي اضطر تيمورلنك لاحقًا إلى تعزيز جناحه الأيسر المتضرر بقوات سمرقند المدرعة.
تمكن رماة جيش الأناضول العثماني من صد هجمات تيمورلنك على الجناح الأيمن، ثم انضم الجنود الصرب للدفاع معهم. شنّ العثمانيون بعد ذلك هجومًا مضادًا أجبر تيمورلنك على التراجع جنوبًا.

### هجوم تيمورلنك بالفيلة والفرسان المدرعة

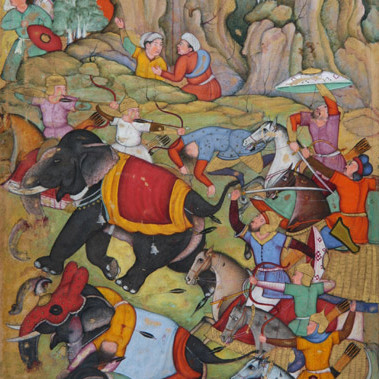
قاد تيمورلنك هجوماً مضاداً بالفيلة المدرعة والفرسان ليعزز جيشه المتراجع.
صورة للفيلة التي استخدمها تيمورلنك في معركة احتلال دلهي، عاصمة الدولة التغلقية عام 1397م.

عزز تيمورلنك جيشه المتراجع وقاد هجوماً مضاداً بوحدات فيلة الحرب المدرعة والفرسان المدرعة القادمة من بلاد ما وراء النهر، ودفعهم للهجوم المضاد.
بعد الظهيرة، أمر تيمورلنك أمراء كرمايان وبنو صاروخان وبنو آيدين وبنو منتشا بنشر راياتهم الخاصة عاليا، مما جذب فرسان السپاهيّة من جنود ولاية الأناضول الذين كانوا في الجناح الأيمن العثماني إلى صفوف تيمورلنك. وبالتالي، تفكك الجناح الأيمن العثماني واضطر إلى التراجع، فانكشف مركز الجيش العثماني.
أُعجب تيمورلنك بشجاعة الصرب الذين كانوا يقاتلون في الجناح الأيمن العثماني.

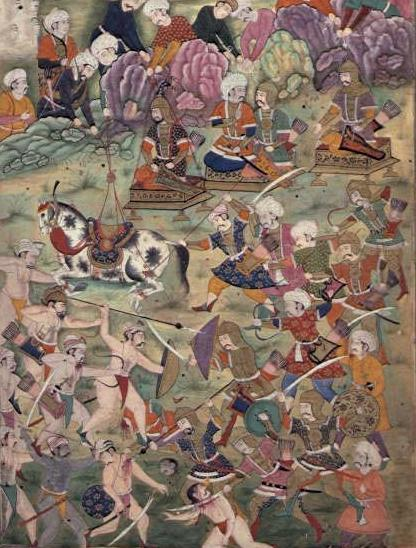
مُنمنمة مغوليَّة هنديَّة تُصوِّر المعركة الحاسمة بين المغول والعُثمانيين على تُخُوم مدينة أنقرة بِقلب الأناضول.

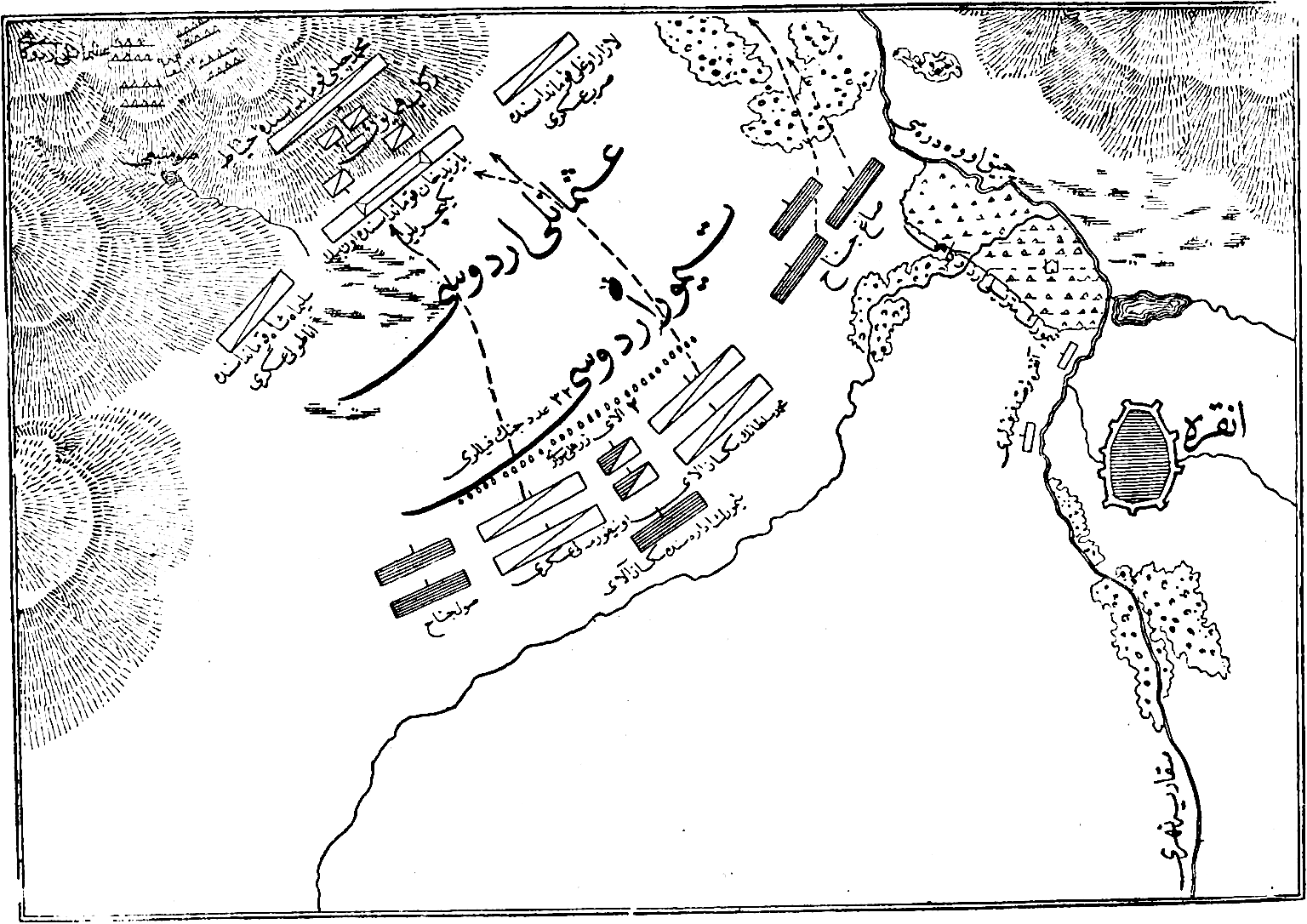
تصوير خرائطي باللغة التركية العثمانية لمعركة أنقرة يبين تيمورلنك في الغرب بينما السلطان بايزيد قادم من الشرق.
عثمانلى اردوسى: الجبش العثماني.
تيمور اردوسى: جيش تيمورلنك.

### تزامن هجوم تيمورلنك الشامل مع خروج قادة عثمانيين
أصدر تيمورلنك أمرًا بهجوم شامل لجيشه في فترة ما بعد الظهيرة، وتوافق هذا الوقت مع مغادرة الصدر الأعظم چاندارلي علي پاشا، ومراد پاشا، وقائد الانكشارية حسن آغا ساحة المعركة، كما غادر سليمان چلبي أكبر أبناء السلطان بايزيد من قبل.

### خيانة جنود الأناضول وفقدان الجناح الأيمن
في وقت لاحق، قام جنود الدولة التابعون لبكوات الأناضول  بتغيير مواقفهم أيضًا وأظهروا خيانتهم بانحيازهم إلى جانب تيمورلنك، وبذلك فقد الجيش العثماني قوات الميمنة أيضا. ثبتت الإنكشارية والقوات الصربية ولكن كان الثبات محدودا بسبب تفوق جيش تيمورلنك والتعب الظاهر على العثمانيين.
لجأ إلى تيمورلنك جميع أمراء الإمارات التركمانية التي فتحها السلطان بايزيد من قبل، مع وحداتهم العسكرية من بني آيدين وبني منتشا وبنو صاروخان والكرمايانيين، بسبب وجود أبناء حكامهم الأصليين في معسكر المغول، ولكنهم لم يكتفوا بترك المعركة، بل استمروا في القتال لمصلحة تيمورلنك وهاجموا الجناح الأيسر للجيش العثماني من الخلف في الوقت الذي كانت قوات تيمورلنك تهاجمه من الأمام.

### انسحاب أبناء السلطان بايزيد
بقيت القوات المركزية وحدها في أرض المعركة بقيادة السلطان بايزيد واستطاعت الدفاع بنجاح ضد العدو.
تفرقت قوات مصطفى چلبي ابن السلطان بايزيد واختفى هو نفسه. كذلك، غادر عيسى چلبي ابن السلطان بايزيد ساحة المعركة.

### مغادرةمحمد چلبيبن بايزيد
بعد الظهيرة، انسحب محمد چلبي ابن السلطان بايزيد مع قواته إلى مركز سنجق أماسية. كان محمد چلبي بن السلطان بايزيد والذي سيصبح بعد سنوات السلطان محمد الأول، قد تولى قيادة قوات الحرس الخلفي في المعركة، وبسبب هذه المهمة، كان من بين أول من نجا من هزيمة معركة أنقرة بعدد قليل من الضحايا. إذ أنه لمّا رأى تداعي الجيش العثماني تحت وطئة الخيانات، خرج بقواته من ساحة المعركة ليجنبهم المهلكة، ولم يصل جيش تيمورلنك إليه.

### توحيد القوات العثمانيين
تعرض الجيش العثماني لموجة من الخيانات والانسحابات من ساحة القتال أثرت بشدة على قواته، وفي وسط هذا الفوضى كان السلطان يلدرم بايزيد الصاعقة في قلب الجيش.
لم يُعر السلطان بايزيد التفاتة إلى طلب كل من الصدر الأعظم چاندارلي علي پاشا وابنه سليمان چلبي بالخروج من المعركة بقوات سالمة، واستمر في الحرب، لذا انسحب الاثنان مع قواتهما باتجاه بورصة كما تقدَّم، وكذلك انسحبت القوات الصربية باتجاه أماسية.
بعد أن فقد السلطان بايزيد أغلب الجناحين الأيمن والأيسر للجيش، جمع ما تبقى من قواته في الوسط وأصبحوا فرقة واحدة مقابل جيش تيمورلنك، ولم يبق في القتال إلا قلب الجيش العثماني بقيادة السلطان بايزيد الأول في نحو خمسة آلاف فارس من الانكشارية وفرسان السپاهية.
أصبح السلطان بايزيد يقاتل في موقف دفاعي وتراجع خطوة بخطوة للخروج من أرض المعركة، ولكن التيموريون قطعوا عليه طريق انسحابه. قاتل السلطان بايزيد مع حرسه الشخصي والقادمين من الكتائب الأخرى ببسالة على تلة صغيرة، وصمد أمام العدو لساعات.

### معركة تلّة چاتال
بعد الظهر، انسحب السلطان بايزيد إلى تلّة چاتال  مع بضعة آلاف فقط من القوات المتبقية. أرسل تيمورلنك ابنه شاه رخ لأسر السلطان، وكان برفقته قوات بقيادة ميران شاه ابن تيمورلنك والسلطان حسين والشاه زاده سليمان. حاصرت قوات تيمورلنك، التي بلغ عددها حوالي 70,000 جندي تلّة چاتال، وظل السلطان بايزيد يدافع عن نفسه بقوته المكونة من بضعة آلاف من الجنود على التل. حاولت فرسان تيمورلنك صعود الجبل، ولكن صدهم الجنود العثمانيون الإنكشارية وفرسان السپاهيّة.
استمرت المعركة طوال اليوم حتَّى الغروب، ولم يصمد مع السلطان بايزيد سوى فرقة الإنكشاريَّة البالغ عددها حوالي عشرة آلاف جُندي، إلى جانب الصرب، وذلك على الرغم من التفوق العددي لجيش تيمورلنك.
بعد حلول الظلام بوقت طويل، عادت القوات الرئيسية لجيش تيمورلنك التي كانت تطارد العثمانيين المنسحبين وعلموا أن السلطان العثماني لا يزال يقاتل على التلة. واصل السلطان "بايزيد الصاعقة" القتال باستخدام فأس حربي ثقيل، بعثر به العدو كما يبعثر الذئب الجائع قطيعًا من الأغنام. وكانت كل ضربة من فأسه المنيعة تضرب بطريقة لا تحتاج لضربة ثانية للقضاء على العدو.

### السلطان يخترق الحصار

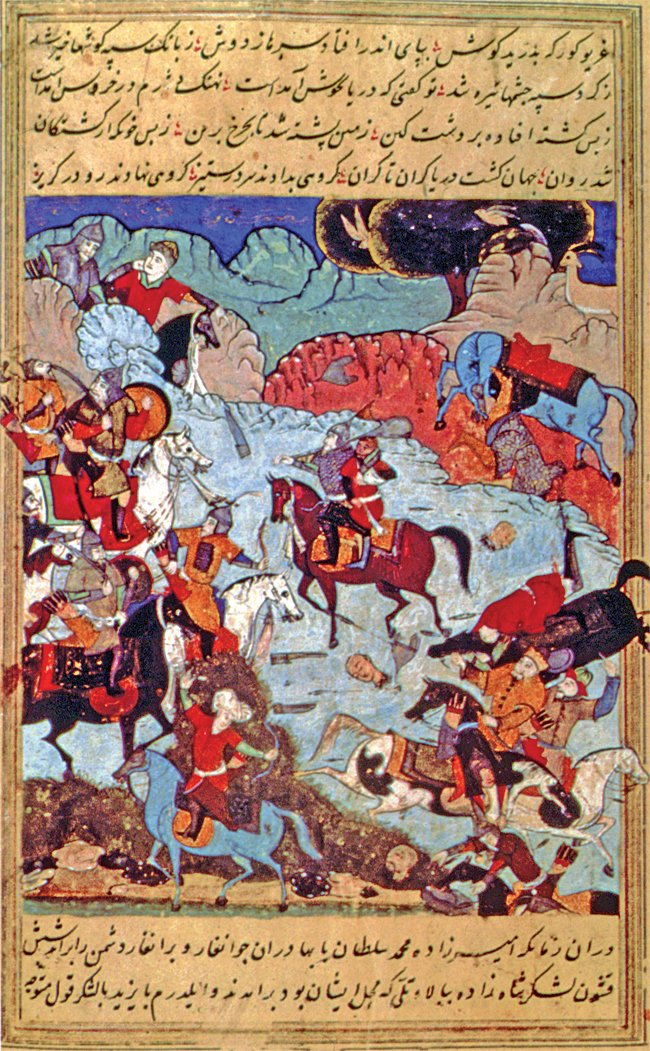
منمنة تصور عملية أسر السلطان بايزيد الأول في معركة أنقرة 1402م.

واصل السلطان بايزيد القتال رغم أن عدد قواته لم يتجاوز 3,000 جندي وفقًا للمصادر العثمانية.
صمد السلطان بايزيد ورجاله حتى أحاطت بهم قوات تيمورلنك. حينها، شنوا هجومًا قويًا مستخدمين السيوف والفؤوس والأطبار، مما أدى إلى مقتل عدد كبير من جنود تيمورلنك، وكانت الخسائر التي أوقعوها تفوق عدد قواتهم. استمر القتال من ضحى يوم الأربعاء حتى العصر. وفي محاولة السلطان بايزيد هذه، مات العديد من جنوده الذين كانوا معه من شدة الحر والعطش.
مع غروب الشمس، وبعد تراجع هجمات العدو، قرر السلطان بايزيد اختراق الحصار والخروج مع ما يقرب من 300 فارس من السپاهيّة، ونجح في كسر طوق القوات التيمورية شمال شرقي التل؛ واخترق دائرة الحصار باتجاه منطقة سيغيرلي حاجي.

### نهاية المعركة وأسر السلطان والقادة
أرسل تيمورلنك السلطان محمود خان، آخر سلاطين خانية جغتاي الغربية المغولية، للحاق بالسلطان بايزيد بعد خروجه من الحصار. ابتعد السلطان بايزيد حتى وصل إلى قرية «محمود أوغلان»  في إقليم چوبوك، على بُعد 16 كيلومترًا تقريبا من ساحة المعركة، وعند وصوله تعثرت فرسه وأُصيبت إصابة قاتلة فسقط، مما أتاح للسلطان محمود فرصة ضربه بالصولجان وأسره قبل أن يتمكن من التحرك. وكان ذلك على نحو ميل من مدينة أنقرة، يوم الأربعاء السابع والعشرين من ذي الحجة سنة أربع وثمانمائة هجرية (27 ذي الحجة 804 هـ) بعد أن قُتل أغلب عسكره بسبب العطش في صيف شهر يوليو/تموز.
أُسر أيضا موسى چلبي، ومصطفى چلبي، وقره تيمورتاش پاشا، وباي الروملي: هوجا فيروز بك.
كانت خسائر تيمورلنك 40,000، وهي خسارة لم يسبق له أن تكبدها، فقد كان أقصى ما تكبده من خسائر في معاركه السابقة لا يزيد على 6000.
بعد المعركة، سلم يعقوب بك، ابن قائد قلعة أنقرة خوجا فيروز، القلعة إلى تيمورلنك.

### تيمورلنك يستضيف بايزيد

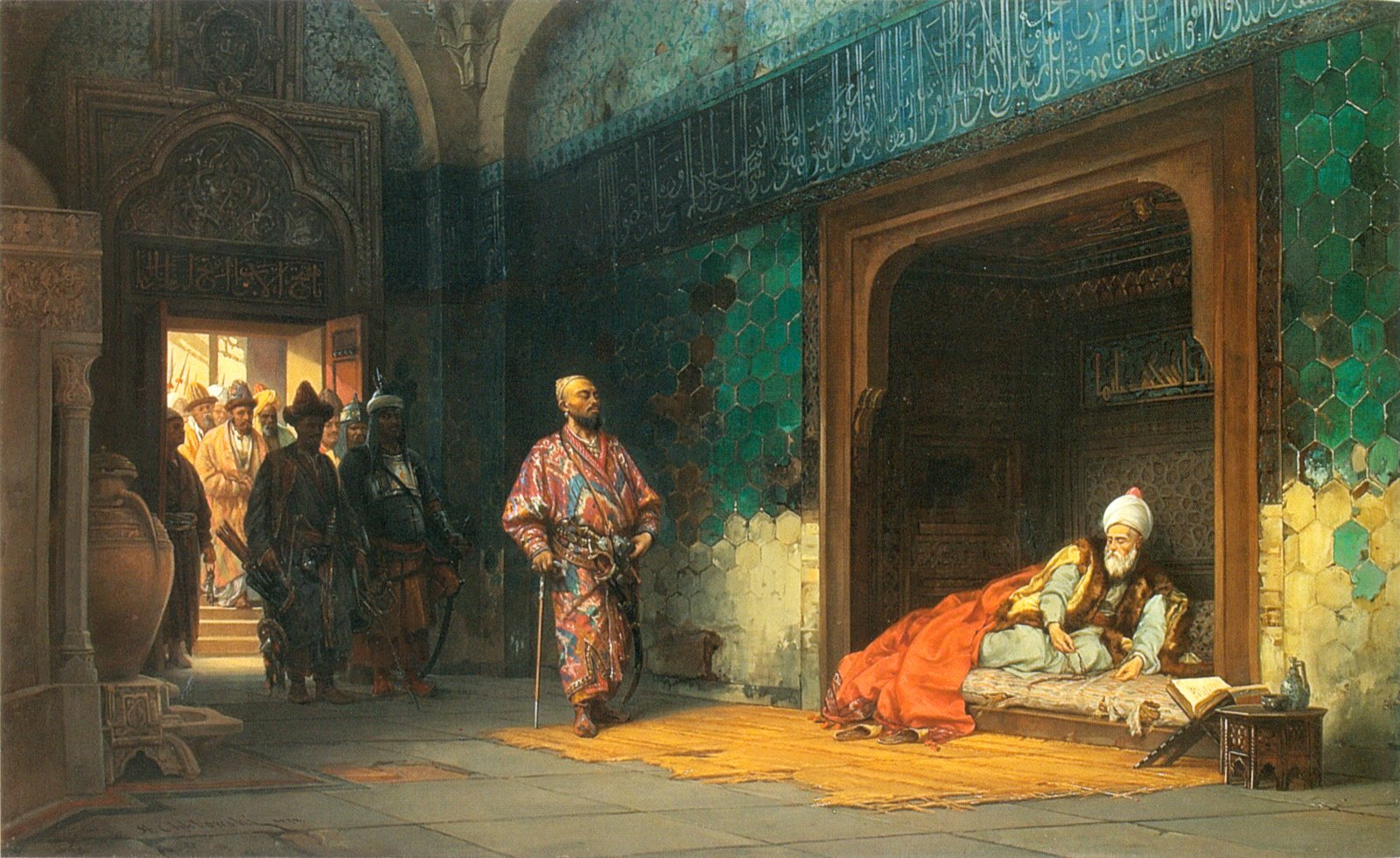
لوحة تصور السلطان بايزيد الأول مُكرماً في الأسر لدى تيمورلنك.(للرسام الپولندي المتخصص في اللوحات الإستشراقية: ستانيسلو تشلبوفسكي، 1878م).

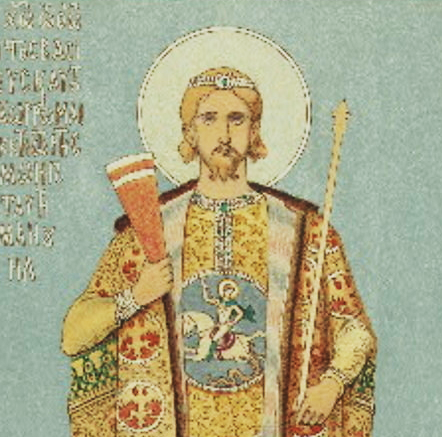
دفع مانويل الثالث إمبراطور طرابزون الجزية إلى تيمورلنك اعترافًا بقوته، بعد تنامي أخبار انتصاره على السلطان بايزيد في معركة أنقرة.

في حوالي منتصف الليل، أُحضر السلطان بايزيد إلى خيمة تيمورلنك، حيث كان يبحث عن الاسترخاء من ضغوط القتال في لعبته المفضلة، الشطرنج، مع ابنه شاه رخ. لم يفقد السلطان بايزيد شيئًا من روحه العليَّة وعزته، ولم يحاول أن يكسب ود تيمورلنك، وكان أكثر سيادة في هذه اللحظة من الذل. تأثر تيمورلنك بشدة بسلوك أسيره لدرجة أنه منحه كل الشرف المستحق لرتبته ومكانته كسلطان. أمر تيمورلنك بفك قيود السلطان واستقباله بكرامة، مشيرًا إلى أن ما حدث كان نتيجة لأخطائه، محاولاً تقديم بعض العزاء له.
أعرب السلطان بايزيد عن استعداده لخدمة تيمورلنك هو وأبناؤه ما داموا على قيد الحياة إذا عفا عنه تيمورلنك. بعد هذا الحديث، ألبس تيمورلنك بايزيد رداء الشرف. لاحقًا، طلب السلطان بايزيد العثور على ولديه موسى چلبي ومصطفى چلبي وإحضارهما إليه. بعد بضعة أيام، تم العثور على موسى چلبي وتم إلباسه رداء الشرف وإرساله إلى والده.
استضاف تيمورلنك السلطان بايزيد في خيمة خاصة، وكان يتحدث معه يوميًا ويعزيه.
وقال شرف الدين علي اليزدي، مؤرخ البلاط التيموري، إن السلطان بايزيد عُومل كما يستحق أن يعامله أي ملك عظيم من حيث تقديم الاحترام والتكريم له. ويقول المؤرخون المعاصرون إن رواية اليزدي التاريخية لما حدث، رغم أنها تضمنت الكثير من المغالطات والمبالغات، يمكن الاعتماد عليها عند الحديث عن معاملة تيمورلنك لبايزيد. وعلى الرغم من وحشية تيمورلنك وسفك الدماء الغزيرة في فتوحاته، فإنه لم يكن ينوي أبدًا إذلال أياً من أعدائه عندما كانوا تحت سيطرته، وكان أقصى ما فعله معهم هو إعادة تنصيبهم عملاء له على ممالكهم شرط أن يكونوا خاضعين لسيطرته بشكل كامل، ويبدو أن الأمر كان كذلك. فقرر أن يفعل ذلك مع السلطان بايزيد لو لم يمت.
عاش السلطان بايزيد في الأسر مدة 7 أشهر و 12 يوما، ثم وافته المنيَّة.

### تيمورلنك يعلن نصره لأوروپا

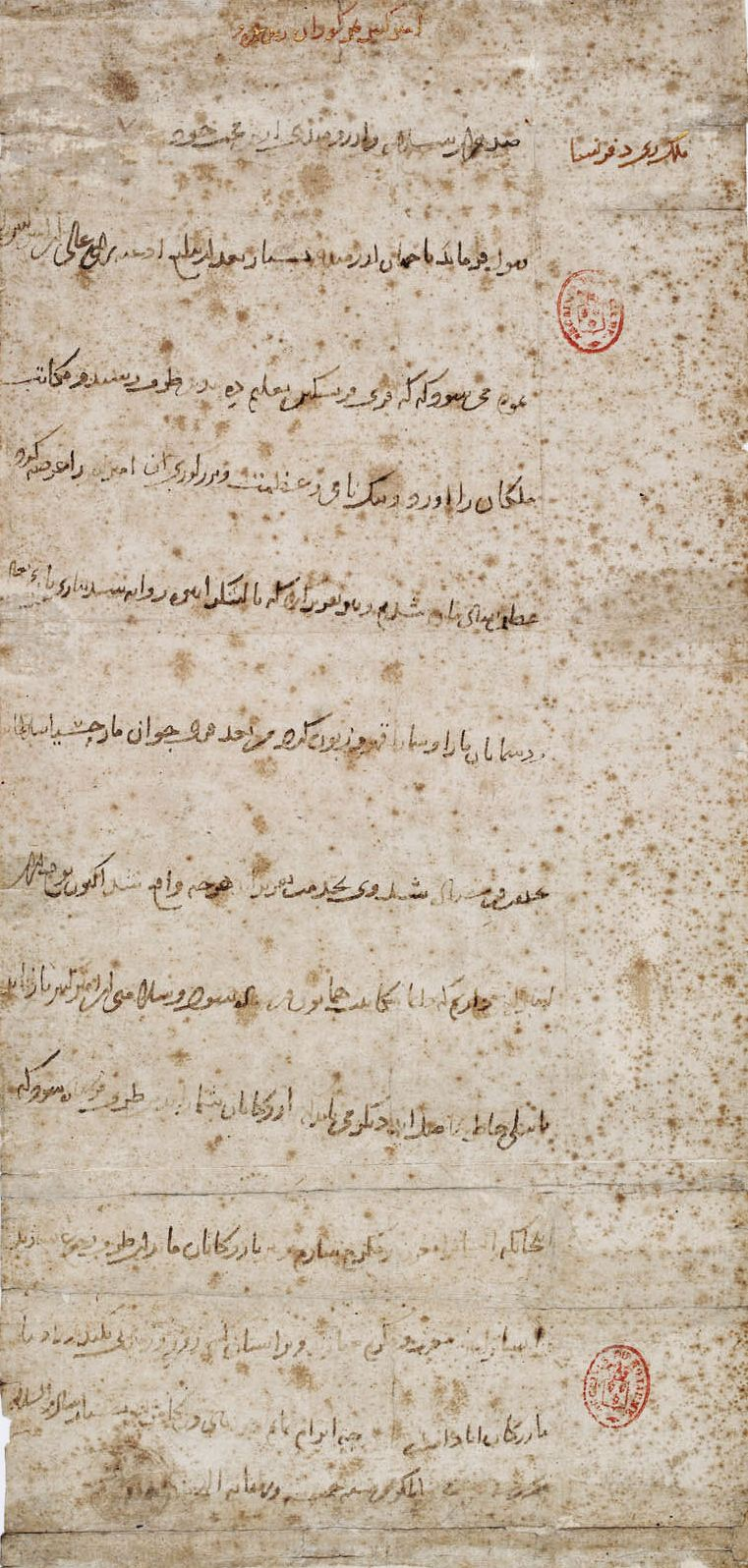
رسالة تيمورلنك إلى شارل السادس ملك فرنسا، باللغة الفارسية، يحثه على إرسال تجار إلى الشرق.

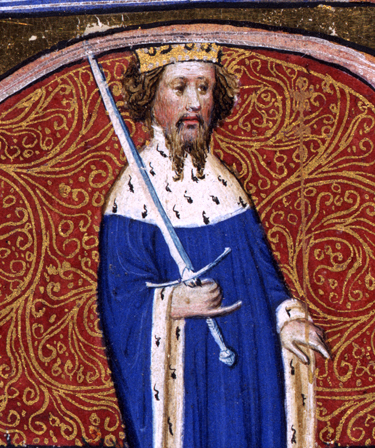
هنري الرابع ملك إنجلترا، كتب بحرارة إلى تيمورلنك معرباً عن أمله في أن يتحول (أي تيمورلنك) إلى المسيحية ويصبح بطلها.

بعد انتهاء معركة أنقرة وأسر السلطان بايزيد، استقبل تيمورلنك تهاني رجال الدولة على انتصاره. ثم أرسل رسائل إلى ملك فرنسا شارل السادس وملك إنجلترا هنري الرابع، يخبرهما بنصره على السلطان العثماني الذي عجزوا هم عن هزيمته.
كتب هنري الرابع ملك إنجلترا إليه بحرارة، معرباً عن أمله في أن يتحول إلى المسيحية ويصبح بطلها.
تحتفظ الأرشيفات الفرنسية بما يلي:
- رسالة مؤرخة في 30 يوليو/تموز 1402م من تيمورلنك إلى شارل السادس ملك فرنسا يقترح عليه فيها إرسال التجار إلى الشرق، وقد كُتبت باللغة الفارسية.
- رسالة في مايو/آيار 1403م، نسخة لاتينية من رسالة من تيمورلنك إلى شارل السادس، ورسالة أخرى من ابنه ميران شاه، إلى الأمراء المسيحيين، يعلنون فيها انتصارهم على السلطان بايزيد.
- توجد نسخة محفوظة من الرد الذي أرسله شارل السادس إلى تيمورلنك، بتاريخ 15 يونيو 1403م.

بالإضافة إلى ذلك، دفع إمبراطور طرابزون مانويل الثالث الجزية لتيمورلنك اعترافًا بقوته.
أرسل الإمبراطور البيزنطي مانويل باليولوجوس إلى تيمورلنك سفارة تعرض الاعتراف بسيادته، وتُعبِّرُ عن استعداده لدفع الجزية التي كان يدفعها للسلطان بايزيد.
أصبح تيمورلنك شخصية شعبية في أوروپا لعدة قرون بعد وفاته، بسبب انتصاره على السلطان العثماني والإذلال الذي "يُقال" إنه أخضع له سجينه، والذي ينفيه الاستقراء التاريخي والمراجع كما تقدم.

## الدمار والانقسام في الأناضول
بعد انتهاء المعركة، نهب الجيش التيموري العديد من المدن العثمانية، وأسروا عائلة السلطان بايزيد المتواجدة في بورصة، وأعاد تيمورلنك الأراضي التي فتحها السلطان بايزيد إلى بكوات إمارات الأناضول وانهارت الوحدة السياسية في الأناضول، ثم قسّم تيمورلنك الأراضي المتبقية بين الأمراء العثمانيين ليضمن تفرقهم.

### مطاردةسليمان چلبيوحرق بورصة

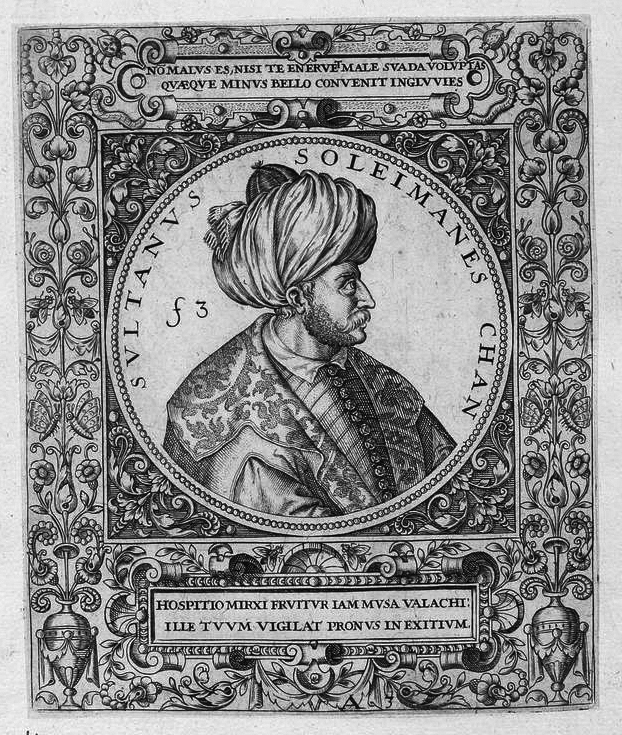
رسم تخيلي لسليمان چلبي ابن السلطان بايزيد الأول. بعد المعركة، حرص تيمورلنك على أسر سليمان چلبي قبل أن يتمكن من إزالة كنوز الدولة المحفوظة في بورصة لنقلها إلى أوروپا.
نجح سليمان في الهروب من بورصة قبل وصول فرسان التتار إلى بوابات المدينة، آخذا معه العديد من أعظم كنوز المدينة.

أرسل تيمورلنك حفيده محمد سلطان ميرزا بعد المعركة مباشرة إلى العاصمة العثمانية بورصة مع جيش قوامه 30,000 جندي لملاحقة سليمان چلبي الذي انسحب إليها، وللاستيلاء على خزانة السلطان بايزيد. حرص تيمورلنك على أسر سليمان چلبي قبل أن يتمكن من إزالة كنوز الدولة المحفوظة في بورصة لنقلها إلى أوروپا. كانت سرعة محمد سلطان كبيرة لدرجة أنه قام بهذه الرحلة الطويلة في خمسة أيام. كان سليمان يهرب بأقصى سرعة نحو بورصة مع الصدر الأعظم، وآغا الإنكشارية، وبكوات الإمارات، والصوباشية وغيرهم من كبار الضباط. ومن الثلاثين ألف فارس الذين رافقوه، لم يصل معه إلا أربعة آلاف تحت أسوار بورصة.
وصل محمد سلطان ميرزا إلى بورصة ولكن سليمان كان قد نجح في الهروب من بورصة قبل وصول فرسان التتار إلى بوابات المدينة، آخذا معه العديد من أعظم كنوز المدينة من الخزائن والأموال والحريم والأولاد،  فأرسل محمد سلطان جنودًا إلى الشمال نحو غيمليك ونيقية، وإلى الغرب نحو ميخاليتش  وكاريسي  للبحث عن سليمان، الذي لم تُعرف تحركاته ولم يصلوا إليه، فنُهبت هذه المدن واستُعبد سكانها.
نهب الجيش التيموري ما تبقى من الكنوز التي تركها سليمان چلبي في بورصة، بما في ذلك البوابات البرونزية المطلية بالذهب والمينا، وقدموها لاحقًا إلى زوجة تيمورلنك، "سراي المُلك هانم" ، وحملوا الأبواب الفضية وكمية كبيرة من الأواني الفخارية الذهبية والفضية والأقمشة الغنية والأشياء الثمينة التي لم يتمكن سليمان من حملها في هروبه السريع. وبعد انتهاء أعمال النهب، قام محمد سلطان ميرزا بإحراق المدينة.
جاء سقوط بورصة مشوبًا بكل ما درجت عليه غزوات جحافل تيمورلنك من فظائع، حيث النهب مستشرٍ، والدماء تسيل، والخراب يعمّ، فلا ينجو من سطوتهم حيّ ولا تُصان لهم حرمة، وتحولت المدارس والمساجد إلى إسطبلات. ربط التتار خيولهم في مساجد بورصة وجعلوها اسطبلات، بينما كانوا ينهبون المدينة بحثًا عن كنوزها وفتياتها الصغيرات. حاول التتار هدم الجامع الكبير ببورصة «أولو جامع» فأضرموا فيه النار وخَرَّبوا الواجهات الخارجية ولكنهم فشلوا في هدم الجامع فتركوه بعد حرق الواجهات الخارجية، ولم يتم إصلاح أو إعادة إعمار الجامع إلا بعد 19 عاماً بعد انتهاء عهد الفترة العثماني، ومازال الجامع قائما حتى اليوم.
استولى المغول على المكتبة البيزنطية والخزانة العثمانية التي جُمعت حتى ذلك التاريخ، وبعد أن قام اثنان من أمناء تيمورلنك بجرد الخزانة العامة، ترك محمد سلطان المدينة لتنهب وتحرق، مما تسبب في ضياع كافة الأرشيفات العثمانية التي تعود إلى زمن السلاطين عثمان الأول وأورخان غازي ومراد الأول، وأرسلوا ما نالوه إلى تيمورلنك. وبعد أن نهب التتار بورصة، أشعلوا الحرائق في المدينة التجارية الكبرى.
أحرق تيمورلنك الأرشيف العثماني الذي كان يحوي تفاصيل السلاطين العثمانيين السابقين والوثائق والمراسلات.

### تعامل المغول مع شيوخ الإسلام

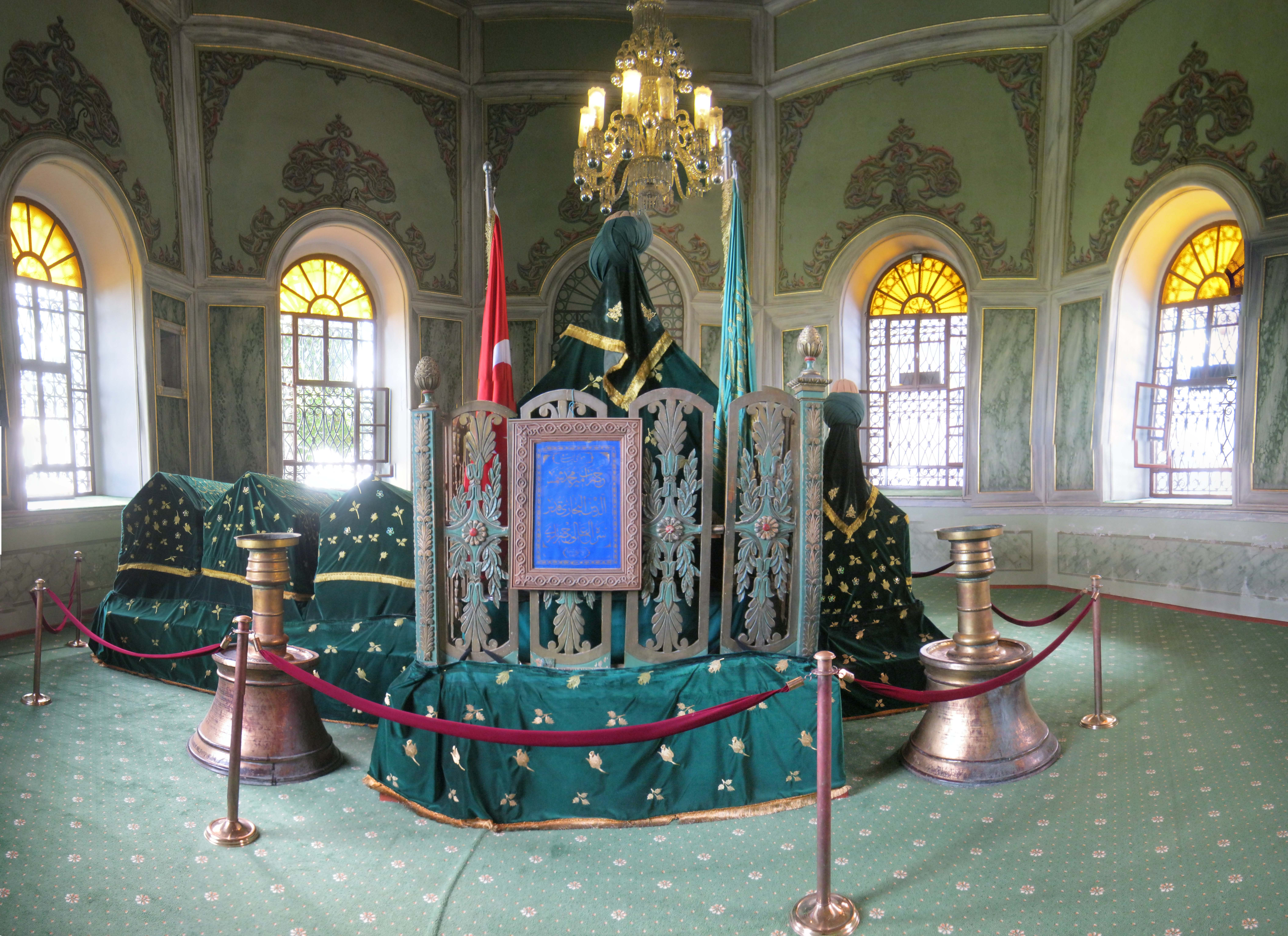
قبر أمير سلطان، الشيخ محمد بخاري زوج ابنة السلطان بايزيد الأول، خارج فناء جامع أمير سلطان في بورصة، ومعه قبور زوجته وابنهما وابنتيهما.
قبض عليه المغول عند دخولهم بورصة ثم حلوا قيده وأرسلوه مع المشايخ إلى تيمورلنك في كوتاهية. هناك عالمان كبيران عمِلا على فتح القسطنطينية، أحدهما، الشيخ «أمير سلطان» الذي وضع اللبنة الحسنة في الدولة قبل وفاته عام 1429م واستمرت في جيل من العثمانيين شبّ على تعاليم الإسلام الحنيف والعمل به؛ والثاني، العالم الكبير «آق شمس الدين» الذي ربى السلطان محمد الفاتح بالفعل، ورافقه واشترك معه في الفتح عام 1453م.

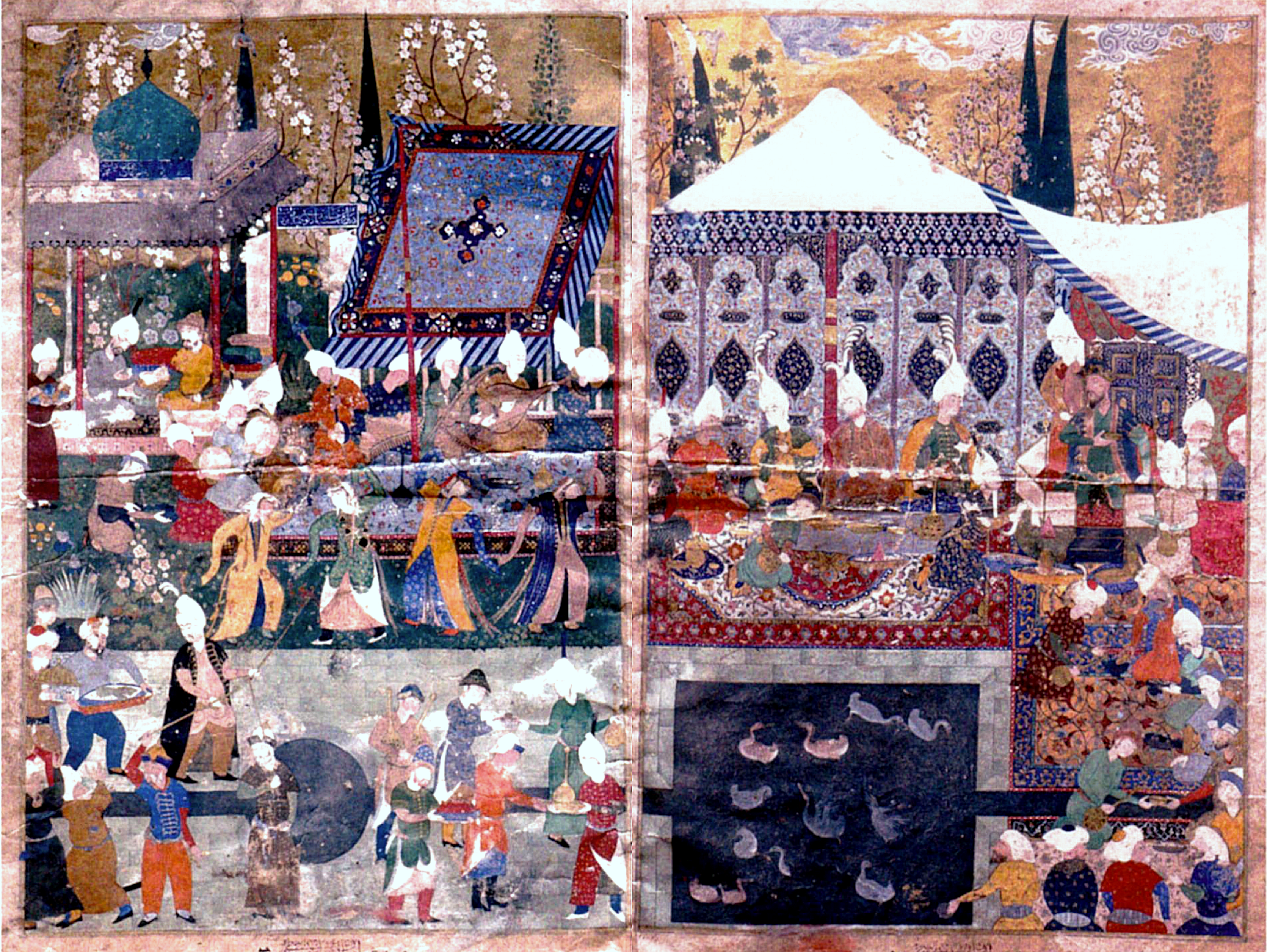
احتفالات زفاف أبناء وأحفاد تيمورلنك: محمد سلطان ميرزا، وپير محمد بن جهانكير، وشاه رخ، سمرقند، من كتاب: "ظفرنامه".

لاحقا في بورصة، أُسر الشيخ العلامة محمد البخاري (أمير سلطان) زوج ابنة السلطان بايزيد الأول، والفقيه الحنفي العالم والقاضي المُلا شمس الدين الفناري، والعلامة مُفسر القرآن وشيخ شيوخ القرّاء الإمام الحافظ الشافعي المشهور في علوم التجويد وفنون القراءات محمد ابن الجزري، أثناء فرارهم. وأُحضروا هؤلاء الثلاثة المشهورون أمام "نور الدين أول" والي التتار وقائد بورصة، فأطلقهم من قيودهم وأرسلهم مع ما لهم من الاحترام الواجب إلى تيمورلنك في كوتاهية.
رحب تيمورلنك بالأسرى الثلاثة الأعلام ترحيباً حاراً ودعاهم إلى اللحاق به في سمرقند، ولكن أجاب دعوته فقط الشيخ محمد ابن الجزري. لم يقبل الشيخ أمير سلطان أو المُلا شمس الدين الفناري الذهاب إلى سمرقند لأنهما كانا يتوقعان أن ترجع الدولة العثمانية لسابق قوتها خلال 30 أو 40 سنة.
عاد تيمورلنك إلى سمرقند وأراد تعيين الشيخ محمد الجزري سفيرًا إلى سلطان مصر. وفي وطنه سمرقند، عُيِّن محمد الجزري بصفته "الملا الأكبر للتتار"، لقراءة عقود الزواج علنًا أثناء احتفالات زواج أحفاد الإمبراطور وحفيداته.

### نهب باقي المدن العثمانية
أرسل تيمورلنك السلطان حسين والشاه زاده سليمان شاه ورستم توقاي بوجا إلى قونية وآق شهير وقلعة قره حصار  لملاحقة القوات العثمانية واحتلال هذه المناطق. بعد ذلك، توجه تيمورلنك إلى سيڤري حصار ثم إلى كوتاهية حيث نظم احتفالًا وقدم هدايا متنوعة للسلطان بايزيد، ووعده بإعادة دولته إليه.
دخل الشيخ نور الدين بورصة ونهبها وأسر ابنة السلطان أحمد جلائر، وأوليفيرا ديسپينا خاتون زوجة السلطان بايزيد وأخت أسطفان لازاريڤيتش حاكم صربيا، كما أسر ابنتي السلطان بايزيد. زوَّج تيمورلنك ابنة السلطان بايزيد الكبرى لحفيده أبي بكر ميرزا، وابنته الصغرى "پاشا مَلَك" لجلال الدين شمس الدين محمد. وانتشرت قوات تيمورلنك في مناطق الأناضول تُمعن فيها السلب والنهب.

### محاولات إنقاذ بايزيد
انتقل تيمورلنك إلى ألتن طاش  بعد أن مكث في كوتاهية لمدة شهر أو شهرين.
أرسل محمد چلبي، ابن السلطان بايزيد، جواسيس إلى ألتن طاش بهدف إنقاذ أبيه من الأسر، ولكن قُبض عليهم أثناء حفر الأنفاق التي تؤدي إلى خيمة السلطان بايزيد، وأُعدموا. أُعدم أيضًا خوجا فيروز قائد قلعة أنقرة الذي كان يُعتقد أنه متورط في محاولة تحرير السلطان بايزيد.
وبعد الحادثة، تم تشديد التدابير الأمنية لمنع أي محاولة لتحرير السلطان بايزيد.

### رواية القفص الحديدي

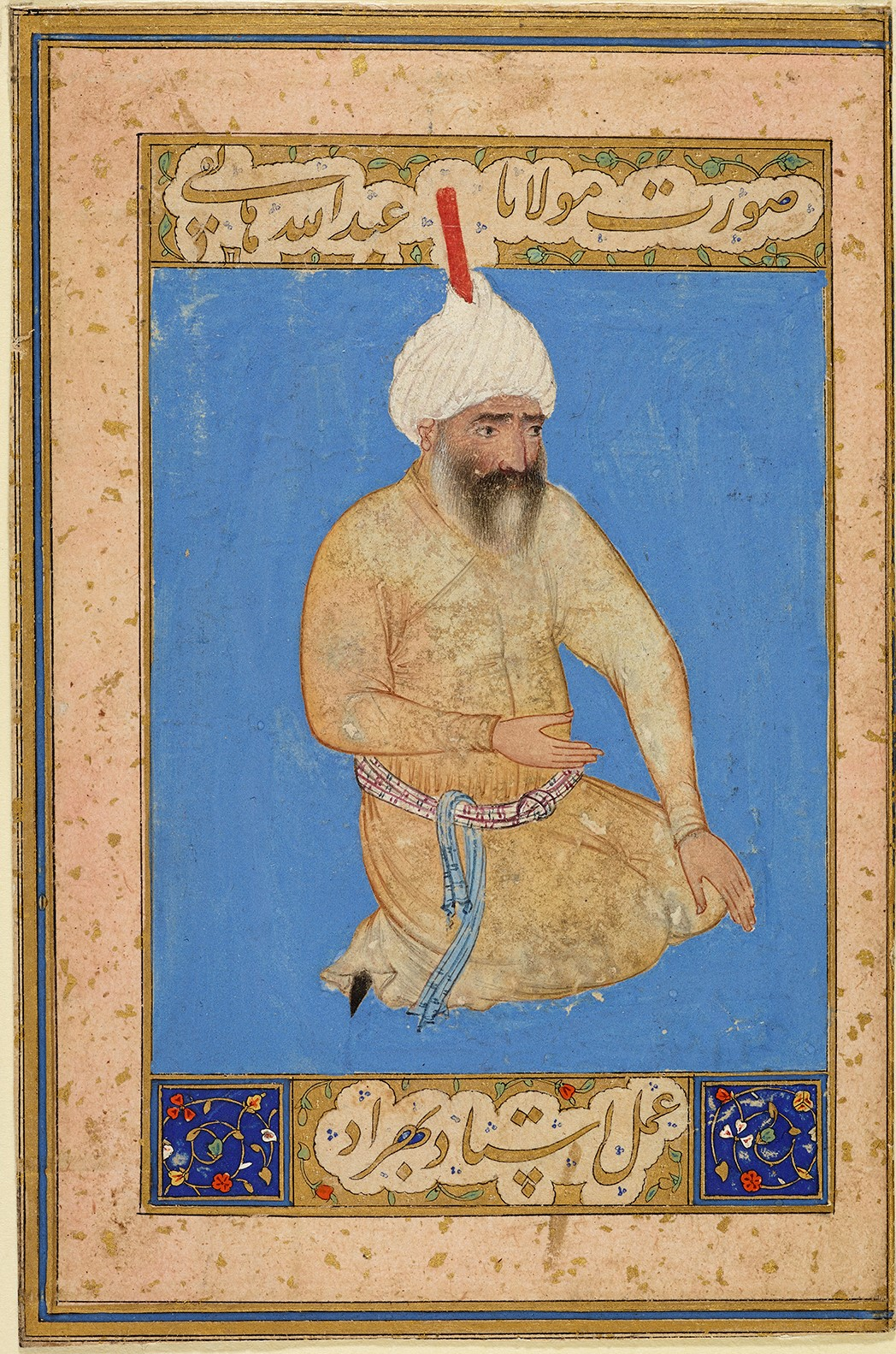
الشاعر الفارسي الملحمي العلوي التيموري الصفوي، عبد الله هاتفي، مؤلف "تيمورنامه" ذكر الترحيب الحسن الذي لقيه السلطان بايزيد من تيمورلنك ولم يذكر أي شيء عن وجود قفص حديدي.

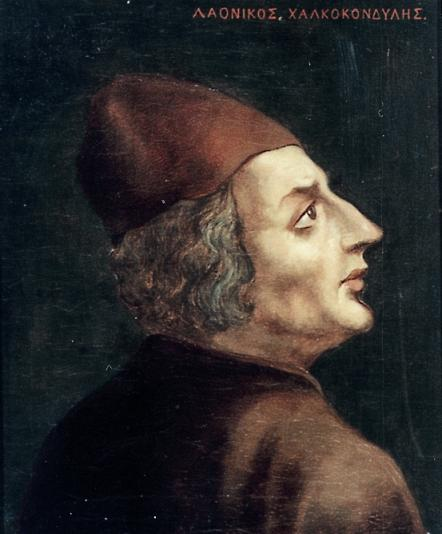
المؤرخ البيزنطي لاونيكوس شالكونديل لم يذكر إلا القيود التي كان يُكبَّل بها السجين الرفيع، ولم يذكر شيئا عن حبس السلطان بايزيد في قفص حديدي، وشاركه المؤرخ البيزنطي دوكاس، ولم يذكر القفص الحديدي إلا مؤرخ بيزنطي واحد هو جورج فرانتز استُعبد عند العثمانيين ولم يكن دقيقا في النقل.

ترددت شائعات بأن تيمورلنك بنى قفصًا حديديًا لحماية بايزيد ولحمله داخل هذا القفص، ولم يذكر ذلك إلا مؤرخ بيزنطي واحد لم يكن دقيقا في سرد الأحداث، هو المؤرخ البيزنطي جورج فرانتز، كما سيأتي بيانه.
وحقيقة هذا الأمر أن تيمورلنك حمل معه السلطان بايزيد الأول وعاملوه بكل إجلال واحترام رغم الرسائل المهينة التي تبادلوها مؤخرًا قبل المعركة. وأمر بفك أغلاله وأجلسه بجانبه، وأكد له أنه سيحافظ على حياته. وأصدر تعليماته بنصب ثلاث خيام فخمة لحاشية السلطان، ولكن عندما حاول السلطان بايزيد الهرب احتُجز في خيمة نوافذها مسدودة بالحواجز. وأدت محاولات السلطان بايزيد للهروب من الأسر إلى تعامل تيمورلنك معه بصرامة.
يقول المؤرخ هامر إن قصة القفص الحديدي تعود إلى زمن غير موثوق فيه، وأن حكاية القفص الحديدي لا أساس لها تماما من الصحة مثل تلك القصة التي استخدم فيها تيمورلنك ظهر سجينه كمداس حتى يركب على حصانه.
المؤرخ الفارس الباڤاري يوحنا شيلدبرجر  (1380م-1440م)، الذي أُسر أول الأمر في معركة نيقوبوليس وسرد تفاصيل مذبحة الجيش الصليبي فيها، لم يذكر شيئًا يمكن أن يُشير إلى وجود قفص حديدي وُضع فيه السلطان بايزيد. فلا يمكن افتراض أن هذا المؤرخ تجاهل حقيقة كهذه، إذا كانت صحيحة، وهو الذي أُسر مرة ثانية بعد معركة أنقرة، وانتقل إلى خدمة تيمورلنك وتابَعَهُ إلى سمرقند وأرمينيا وجورجيا، ثم بعد وفاة تيمورلنك أصبح عبداً لشاه رخ أكثر أبناء تيمورلنك كفاءة، ثم لميران شاه شقيق شاه رخ ثم انتقل لخدمة أبي بكر ميرزا بن ميران شاه، ولم يغفل في روايته أي شيء يمكن أن يعطينا فكرة دقيقة عن تلك المعركة الشهيرة، بل إنه وصف الجبل الذي انسحب إليه السلطان بايزيد مع عشرة آلاف من الإنكشارية بكل دقة، ورصد جميع تفاصيل وأحداث أسر السلطان.
وما يجعل شهادة يوحنا شيلدبرجر غير قابلة للطعن هو أن المؤرخين البيزنطيين والمسلمين يتفقون معه تمامًا على تفاصيل المعركة وما سبقها وتلاها من أحداث.
تحدَّثَ ثلاثة مؤرخين بيزنطيين بتفصيل عن أَسْر السلطان، وهم:
1. دوكاس [مص 75] (ق.1400م-1462م)
2. لاونيكوس شالكونديل [مص 76] (ق.1430م-1470م)
3. جورج فرانتز [مص 77] (1401م-1478م).

أما دوكاس وشالكونديل، فلم يذكرا سوى القيود التي كان يُكبَّل بها السجين الرفيع، وأشار دوكاس إلى أن هذه القيود كانت تُوضع له فقط في الليل لمنعه من الهروب، ولا يوجد في تأريخهما أي إشارة لسجن أو قفص حديدي. أما المؤرخ البيزنطي الثالث، جورج فرانتز الذي استعبده العثمانيون المنتصرون في فتح القسطنطينية، والذي غالبًا ما كان غير دقيق في سرد الأحداث التي جرت في الشرق، فهو الوحيد الذي تحدث عن قفص حديدي، نتيجة سوء الترجمة.

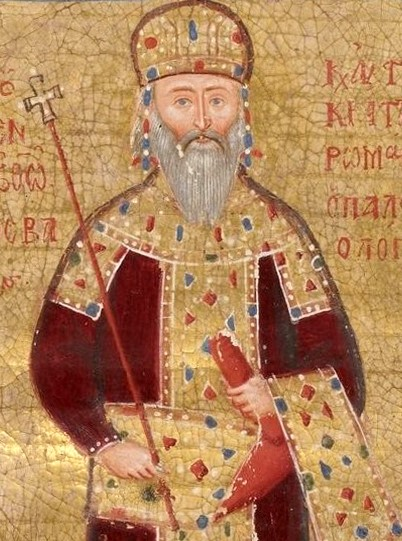
مانويل الثاني پاليولوجاس.
في عام 1390م، أُجبر مانويل على الذهاب كرهينة فخرية إلى بلاط السلطان العثماني بايزيد الأول في بورصة. خلال إقامته، أُرغم على المشاركة في الحملة العثمانية ضد آخر جيب بيزنطي في الأناضول. بعد وفاة والده الإمبراطور في فبراير 1391م، سارع مانويل إلى القسطنطينية لتسلم مقاليد الحكم كإمبراطور بيزنطي. حاصر السلطان بايزيد الأول القسطنطينية من عام 1394م إلى عام 1402م، ولكنه فك الحصار قبل توجهه إلى معركة أنقرة في 1402م، حيث أبرم معاهدة مع الإمبراطور مانويل الثاني. بعد هزيمة السلطان في المعركة، أعلن مانويل الثاني خضوعه لتيمورلنك اعترافا بقوته. أصيب بالشلل في عام 1422م، وأُجبر في عام 1424م على دفع الجزية مجددا للعثمانيين، توفي في يوليو/تموز 1425م.

المؤرخون الفرس، سواء كانوا ناثرين أو شعراء، مثل:
1. شرف الدين علي اليزدي المؤرخ الفارسي لبلاط تيمورلنك مؤلف كتاب "ظَفَرنامه"، أي الغلبة والظفر، بأمر من تيمورلنك نفسه وقدمه إليه قبل وفاته سنة 1405م.[76]
2. الشاعر الفارسي الملحمي العلوي التيموري الصفوي، عبد الله هاتفي [مص 78] (1454م-1521م)، مؤلف "تيمورنامه".[75]
3. المؤرخ الفارسي مصلح الدين لاري (1510م-1572م) صاحب كتاب التاريخ "مرآة الأفعال ومرقاة الأخبار".

فقد ذكروا الترحيب الحسن الذي لقيه السلطان السجين من تيمورلنك ولم يذكروا شيئا البتَّة عن وجود قفص حديدي، رغم أن اليزدي وهاتفي قد كلفهما تيمورلنك شخصيا في حياته بتدوين التفاصيل الدقيقة لأقواله وأعماله بتدقيق بالغ.
وكذلك كتب المؤرخ العثماني مصطفى الجنَّابي (المتوفي سنة 999هـ/1590م)، وهو يتمتع بمصداقية كبيرة: «وقُبض على السلطان وأُحضر إلى بين يدي تيمور، فلما رآه نهض تيمور له قائماً وعظّمه وأجلسه معه على مقعده. وكانت هذه الوقعة في ذي الحجة من سنة أربع وثمانمائة هجري / 1402م ، ثم لم يزل السلطان في أسر تيمور وفي قصده أن يطلقه إذا وصل إلى حدود تبريز ويعطيه عسكراً وأموالا، فعاجل السلطان الأجل فتوفي بمدينة آق شهر يوم الخميس رابع عشر شعبان سنة خمس وثمانمائة هجري / 1403م، ثم نقل إلى مدينة بروسا فدُفن بالتربة التي أُعدت له.».
قال المؤرخ الفارسي من القرن 15 شرف الدين اليزدي (توفي 858هـ / 1454م)، في تاريخه، أن تيمورلنك لما سمع بوفاته تأسف عليه جداً وذكر أنه كان يريد الخير له وأن يفوض إليه مقاليد بلاده.
المؤرخون المعاصرون لم يؤكدوا رأي فرانتز حول القفص الحديدي، مثل:
1. ابن حجر العسقلاني، الذي كتب سيرة مشاهير القرن الثامن الهجري في "الدرر الكامنة في أعيان المئة الثامنة".[77]
2. محب الدين محمد أبو الوليد ابن الشحنة الحلبي (1348م-1412م)،[78][79] الذي التقى تيمورلنك في دمشق،

صَمْتُ هؤلاء المؤرخين ينفي بوضوح ادعاء المؤرخ السوري أحمد بن محمد بن عبد الله، الدمشقي، العجمي، المعروف باسم شهاب الدين بن عربشاه، الذي كان يبدأ كل فصل من كتابه بإهانة تيمورلنك، ويضحي بالحقيقة من أجل جمالية نثره المسجوع، فكتب: "ووقع ابن عثمان في قنص ... وصار مقيدا كالطير في القفص"، وليس على ذلك دليل.
إن مؤلفي سيرة تيمورلنك المعترف بهم عمومًا هم علي اليزدي، المعروف باسم شرف الدين، مؤلف كتاب ظفرنامه بالفارسية، الذي ترجمه "فرانسوا پوتي دو لا كروا"  عام 1722م، ومن الفرنسية إلى الإنجليزية بواسطة "ج. داربي"  في العام التالي؛ وابن عربشاه الذي ترجمه المستشرق الهولندي "يعقوب يوليوس" (1596م-1667م) في عام 1636م. يلاحظ المستشرق البريطاني السير ويليام جونز (1746م-1794م) الآتي بين الكتابين:
1. في عمل الأول، علي اليزدي، "يُصوَّر الفاتح التتري على أنه أمير متحرر وخَيِّر ولامع".
2. وفي عمل الثاني، ابن عربشاه، يُصوَّر تيمورلنك "مشوهًا ودنئ وغير تقيّ، ومنحدر من أصل وضيع ومبادئ بغيضة".
3. لكن الرواية الإيجابية كُتبت تحت الإشراف الشخصي لإبراهيم حفيد تيمورلنك، بينما كانت الرواية الأخرى من تأليف ألد أعدائه.[81]

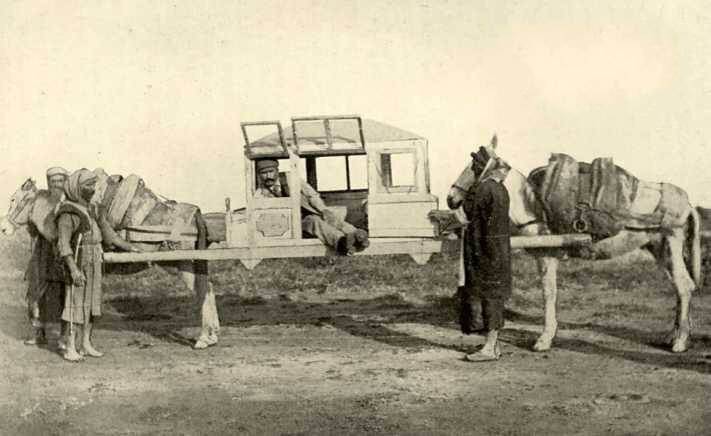
طلب السلطان بايزيد نقله داخل تختروان كما في الصورة، يشبه قفصا أو غرفة بين حصانين يحملانه. لم يفهم المؤرخ البيزنطي ذلك المصطلح وترجمه إلى قفص.

أخيرًا، يقول المؤرخ العثماني عاشق پاشا زاده، نقلاً عن شاهد عيان خدم في حرس الشرف للسلطان بايزيد وأصبح لاحقًا حاكم أماسية، أن السلطان نُقل في محفة مشبكة كالقفص بين حصانين. ويروي المؤرخ العثماني محمد نشري  تلك الحادثة بقوله: "أمر تيمورلنك بصنع محفَّة نُقل فيها السلطان بايزيد كأنه في قفص بين حصانين". هذا الفهم الخاطئ للمصطلح باللغة التركية "تختروان"  هو الذي أدى إلى أسطورة القفص الحديدي. فإن "تختروان" تعني بيت مثل المحمل والمحفة يُحمل على البغال والجمال بواسطة أعمدة وهو يكون في الوسط، ولهذا البيت محارة كما سماها ابن بطوطة، ذراعان من أمام ومثلهما من الخلف تحمله دابتان، من البغال أو الجمال أو الخيل، وهي لا تعني قفصاً، بل تشير أيضًا إلى غرفة نسائية ذات نوافذ مشبكة، وحتى مساكن الأمراء العثمانيين في السراي بإسطنبول. والتختروان يختلف عن الهودج الذي يحمله جمل واحد. ويشمل التختروان أيضًا المحفات المشبكة التي تستخدمها نساء الحريم للتنقل، وكان هذا هو نوع المحفة التي نُقل فيها السلطان بايزيد.
بعض المؤرخين العثمانيين، الذين هم غالبًا غير موثوقين، حوّلوا المحفة المشبكة إلى قفص بناءً على كلام المؤرخ السوري شهاب الدين بن عربشاه. ومع ذلك، لم يؤكد أي مؤرخ تركي ذو وزن هذه الادعاءات. يذكر المؤرخ العثماني سعد الدين أفندي (1536م-1599م)، أحد أكثر الكتاب احترامًا، في كتابه "تاج التواريخ": "ما يقوله بعض القصاصين في العديد من القصص التركية عن سجن بايزيد في قفص حديدي هو محض اختلاق. لو كان السلطان قد تعرض لهذا النوع من المعاملة، لكان مولانا شرف الدين على يازدي، مدَّاح تيمورلنك، قد استخدم كل موهبته لمدحه على هذه الخطوة. ونظرًا لأن منظر التتار البغيض كان يثير غضب السلطان بايزيد باستمرار، فقد طلب أن يُنقل في محفة. وكل من يحاول أن يضع نفسه في مكانه سيفهم لماذا فضل السفر بهذه الطريقة، ولماذا كان من المستحيل عليه، بحكم طبيعته الحادة، تحمُّل رؤية أعدائه. أولئك الذين لا يستطيعون التمييز بين محفة وقفص هم من بين الذين يخلطون بين السماء والأرض".

### خضوع سليمان چلبي ومانويل الثانيلتيمورلنك

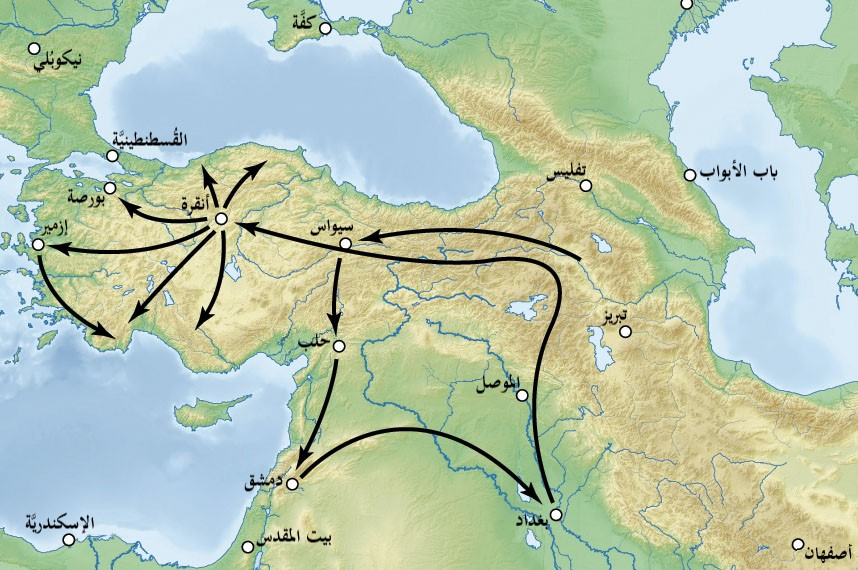
حملات تيمورلنك في الأناضول وتوغله بعد انتصاره في معركة أنقرة 1402م.

أعلن الإمبراطور البيزنطي مانويل الثاني پاليولوجاس وسليمان چلبي خضوعهما وتبعيتهما لتيمورلنك.
أرسل تيمورلنك هدايا متنوعة إلى سليمان چلبي في إدرنة بأوروپا كمظهر من مظاهر التقدير والدعم، بوصفه تابعاً له، وبالفعل حضر سليمان إلى معسكر تيمورلنك محملا بالهدايا وقدم له الولاء والطاعة ورجاه أن يعفو عن والده السلطان بايزيد وأن يعامله معاملة حسنة، وسلّم تيمورلنكُ سليمانَ كتاب توليته الأملاك العثمانية الواقعة في الجانب الأوروپي.

### حملات تيمورلنك في الأناضول
بعد ذلك، سافر تيمورلنك إلى دنيزلي ومنها إلى إزمير، وهناك علم بوجود قلعة تحت سيطرة المسيحيين لم يتمكن أحد من الاستيلاء عليها حتى ذلك الوقت، فأرسل پير محمد ميرزا والشيخ نور الدين كسفيرين إلى أصحاب القلعة، ولما رفض النصارى الذين دُعُوا إلى الإسلام هذه الدعوة، حاصر القلعة وبدأ ببناء منصات فوق الماء، وكان يغطي مهندسيه بستار من النبال والقذائف النفطية، ثم أخذ في بناء رصيف حاجز لإغلاق الممر البحري الضيق للخليج. وبعد أسبوعين من هذا العمل رأى المدافعون الأوروپيون أن يبادروا إلى الخروج من قلعتهم ليشقوا طريقهم إلى قوادسهم قبل أن يغلق تيمورلنك طريقهم إلى البحر. استطاع بضعة آلاف أن يصلوا إلى سفنهم، رادين بالسيوف والمجاديف سكان المدينة البائسين الذين حاولوا أن يتبعوهم في الهروب والفرار. استُولي تبمورلنك على القلعة وأسر من فيها، ثم قُتل فرسانها بالسيف، وعندما انسحب جيشه من إزمير تركوا خلفهم، كمذكر بأعمالهم، هرمين من الرؤوس المقطوعة.
ثم توجَّه تيمورلنك بعد ذلك نحو قلعة فوتشا  واستولى عليها بعد استسلام أهلها.

### خضوع عيسى چلبي لتيمورلنك
بعد دخول تيمورلنك إزمير، أعلن عيسى چلبي ابن السلطان بايزيد، تبعيته أيضًا لتيمورلنك عن طريق إرسال الهدايا إليه، ثم تولى عيسى چلبي إدارة بورصة التي احتلها بإذن تيمورلنك.

### وفاة السلطان بايزيد

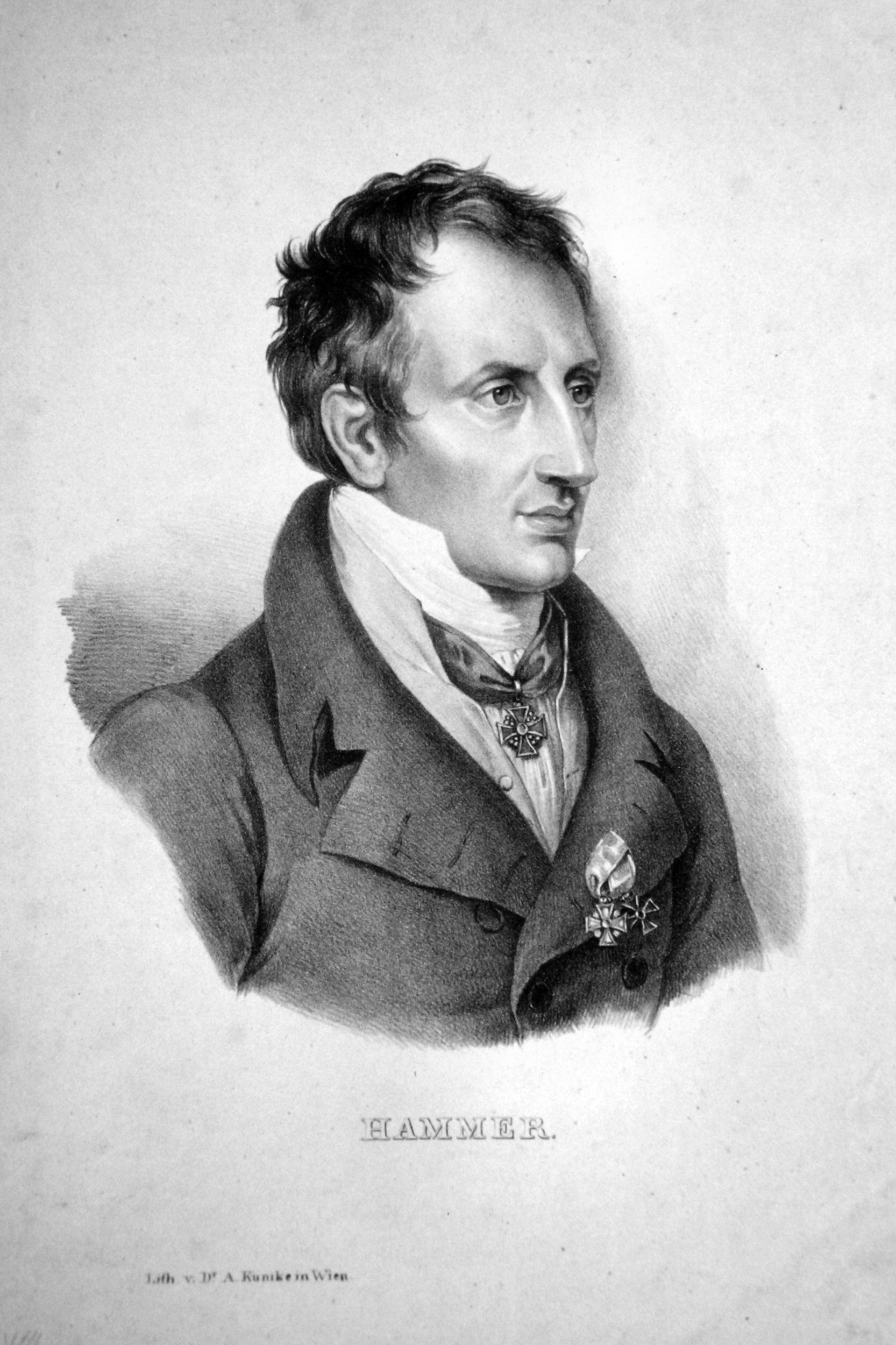
تتفق سجلات الأحداث من القرن 16 وسجلات الأحداث العثمانية اللاحقة بالإضافة إلى المؤرخ النمساوي جوزيف فون هامر بورغستال 1774م-1853م (في الصورة) والمؤرخ الأمريكي هربرت آدامز غيبونز 1880م-1934م على أن السلطان بايزيد وافاه الأجل وتوفي وفاة طبيعة.

عندما قام أبناء السلطان بايزيد، أثناء أسر والدهم، بتقسيم المقاطعات العثمانية في آسيا وأوروپا، سأل تيمورلنك ذات يوم السلطان بايزيد عما إذا كان أبناؤه سيظلون يعترفون به كسلطان في حالة إطلاق سراحه. فقال له السلطان بايزيد: "اكسر قيودي، وسأعرف كيف أجعلهم يدخلون في طاعتي". عند هذه الكلمات التي أثبتت أن الطموح لا يزال حيًا في قلب السلطان، قال له تيمورلنك: "لتكن شجاعاً يا خان، أريد فقط أن آخذك إلى سمرقند، ومن هناك سأعيدك إلى دولتك سلطاناً". فهم السلطان بايزيد المعنى الحقيقي لكلام الإمبراطور وأنه يريد أن يعرضه على العامة في العاصمة كعلامة انتصاره، ثم يُعيد إليه السلطنة العثمانية أما الناس والتاريخ تفضلا منه، فدخل منذ تلك اللحظة في حزن عميق ساهم بشكل غير قليل في التعجيل بوفاته.
مرض السلطان بايزيد الأول، فدعا تيمورلنك خيرة الأطباء لعلاجه، وأرسل من يحرسه ويواسيه، لكن هذه الرعاية لم تجد ما يبث فيه القوى الحيوية. وتوفي السلطان المنكسر بايزيد الأول بالسكتة الدماغية في العام التالي من هزيمته، في يوم 14 شعبان 805هـ الموافق 8 مارس/آذار 1403م بمدينة آق شهير، وكان عند وفاته في سن 43.
سمح تيمورلنك لموسى چلبي بنقل جثمان والده ليُدفن في مدينة بورصة، عاصمة الدولة العثمانية، حيث مازال قبره باقيا هناك.
عاش السلطان بايزيد في الأسر مدة 7 أشهر و 12 يوما، ثم وافته المنيَّة.
قال المؤرخ العثماني مصطفى الجنَّابي (وفاة:999هـ/1590م) إن تيمورلنك قد أطلق سراح السلطان بايزيد ثلاثة أيام قبل وفاته.
تختلف الروايات حول سبب وفاة السلطان بايزيد:
- يعتقد بعض المؤرخين العثمانيين الأوائل مثل أوروچ بك [مص 84] (عاش في القرن 15 و16) كاتب "تواريخ آل عثمان"، وحديدي (بالتركية: Hadîdî) (توفي 1533م) كاتب "وقائع نامه سى" بنفس الاسم، أن السلطان بايزيد قد تناول السم الذي كان يحفظه في خاتمه مخافة أن ينقله تيمورلنك إلى عاصمته سمرقند، مما دفعه للانتحار. ذكر العديد من المؤرخين بوضوح أن هذه الرواية غير صحيحة وأن إسناد هذا التصرف الحرام لسلطان متدين مثل يلدرم بايزيد ليس إلا محض افتراء.[71] وفد قيّم الروايات المتداولة المؤرخ "عالي أفندي" (1541م-1600م) الذي يُعد عملاقا في التاريخ العثماني وكذلك المؤرخ الشيخ "خوجة سعد الدين أفندي" (1536م-1599م) وخلصا إلى أن رواية تناول السلطان السم كذب وافتراء على السلطان.[71]
- وتشير وجهة نظر أخرى إلى أنه توفي بسبب مرض النقرس أو حُمَّى شديدة وضيق في التنفس وأمراض أخرى ألمت به نتيجة الغم الشديد والحزن العميق.[71]
- وهناك ادعاءات بأن تيمورلنك قتل السلطان بايزيد بأن سقاه السم عن طريق أطباءه، وهذه الادعاءات ضعيفة وغير مؤكدة وغير صحيحة، لأن الثابت أن تيمورلنك عامل السلطان معاملة جيدة وأكرمه، وكان يريد أخذه إلى سمرقند وإعادة تنصيبه سلطانا على الدولة العثمانية، كما تقدَّم.[71]

تتفق سجلات الأحداث من القرن السادس عشر وسجلات الأحداث العثمانية اللاحقة بالإضافة إلى المؤرخين الغربيين مثل المستشرق النمساوي "هامر"  (1774م-1856م) والمؤرخ الأمريكي "غيبونز" (1880م-1934م) والمؤرخين العثمانيين الأوائل أمثال "شكر الله أنوري" (1388م-1488م) والصدر الأعظم "محمد پاشا القرماني" (توفي 1481م) و"مولانا حامِدي الأصفهاني" (المولود 1439م) و"محمد بن الحاج خليل القونيوي" و"إدريس البتليسي" (1452م أو1457م – 1520م) وجميع المؤرخين الرسميين للدولة العثمانية في عهد تيمورلنك وعلى رأسهم المؤرخ "شهاب الدين بن عربشاه" (1389م-1450م) الذي كتب تاريخ عهد تيمورلنك، بأن السلطان بايزيد وافاه الأجل وتوفي وفاة طبيعة، ويشاركهم المؤرخون الإيرانيون في هذا الرأي أيضًا.
يقول الشاعر والمؤرخ وحكيم البلاط العُثماني زمن السُلطان بايزيد الأوَّل تاج الدين "إبراهيم بن خِضر" الشهير بِلقب "أحمدي" (1334م- 1413م) في كتابه "تواريخ ملوك آل عثمان": «لقد كان السلطان بايزيد سلطانا عادلا وكاملا مثل والده وجدِّه يحب أهل العلم ويكرمهم ويكن لهم التقدير، وكان يُسعد الزهاد والعباد، فكان زهده واضحا، وكان مشغولا بالزهد ليلا ونهارا، ولم يتناول بيده كأس خمر قط، ولم يستمع إلى المعازف. لقد كان سلطانا يتصف بعدالة عمر».
وكان السلطان بايزيد هو أول سلطان عثماني يرسل موكب الصرة الهمايونية إلى الأراضي الحجازية المباركة، التي اتخذها السلاطين العثمانيون من بعده عادة.

### بعد وفاة السلطان بايزيد
بعد وفاة السلطان بايزيد، أعلن تيمورلنك أن الأراضي التي كانت تابعة للسلطان بايزيد ومن بينها أراضي الأمراء الذين كانوا يُوالونه قد أصبحت تحت سيطرته الآن.
وهكذا، دخلت الإمبراطورية العثمانية في فترة فراغ من السلطة اسمها "عهد الفترة العثماني"  حيث تفرقت الدولة العثمانية وتنازعها أكثر من شخص، واستمر الحال 11 عاماً إلى أن استطاع محمد چلبي بن السلطان بايزيد إعادة توحيد الدولة العثمانية في كيان واحد عام 1413م.
تقلصت حدود الدولة العثمانية باستثناء چوروم وأماسية وتوقاد، إلى حدودها خلال فترة السلطان أورخان غازي جدّ السلطان بايزيد الأول. وبسبب حملات تيمورلنك العسكرية في الأناضول والمناطق المحيطة بها، تعطل تدفق التجارة في الأناضول.
تولت جمهورية البندقية وجمهورية جنوة التجارة البحرية في شرق البحر الأبيض المتوسط، بينما كان الهيكل الديموغرافي للأناضول يتغير جزئيًا بهجرة سكانها إلى أرض الروملي والبلقان.

## نتائج معركة أنقرة

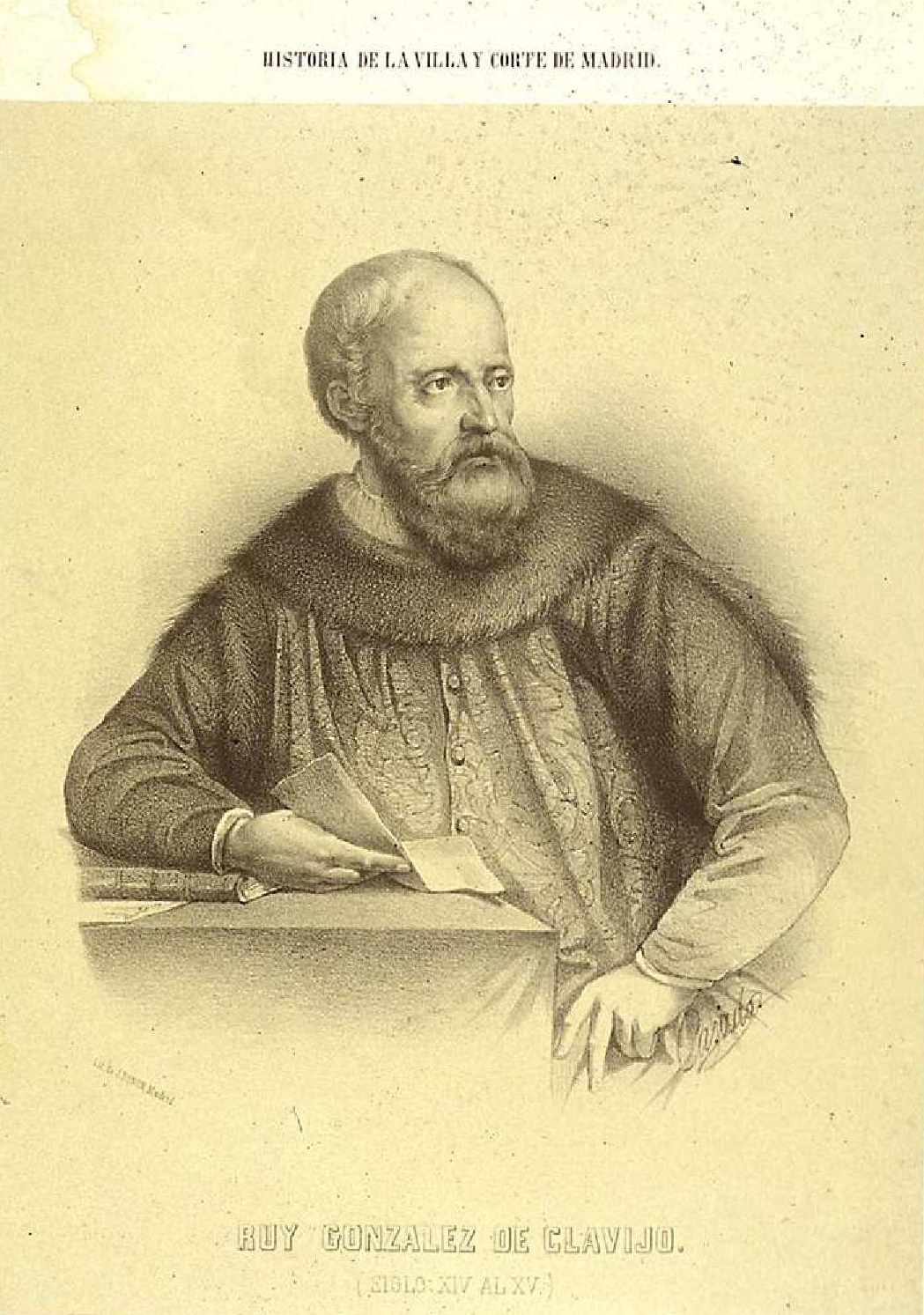
صورة تخيلية مرسومة في القرن 19 لسفير قشتالة: رُويْ غونزاليس دي كلاڤيخو الذي قام برحلة طويلة إلى سمرقند عاصمة الدولة التيمورية بعد معركة أنقرة، ووصف سمرقند بالتفصيل فيما بعد في أوروپا.

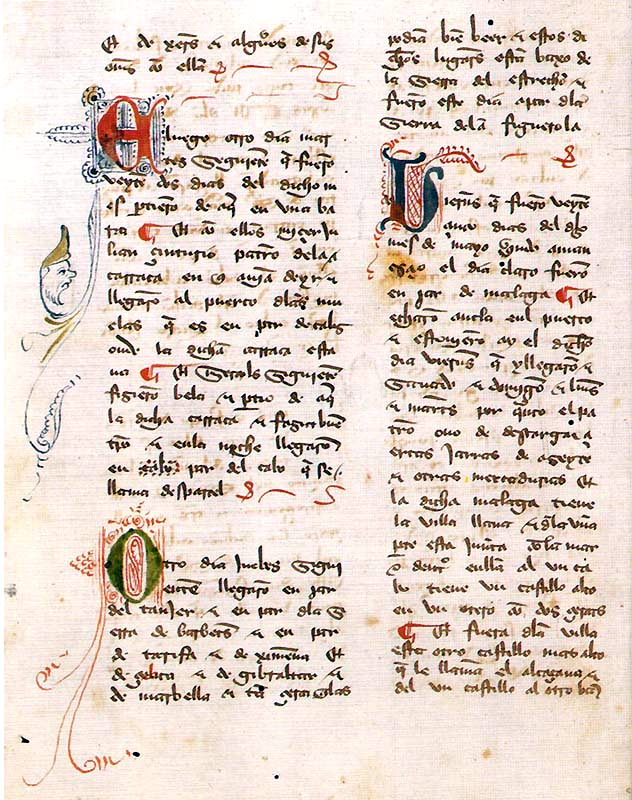
مخطوطة رحلة غونزاليس دي كلافيخو. "حياة وأفعال تيمورلنك العظيم".

معركة أنقرة كانت الحدث الوحيد خلال القرون الثلاثة الأولى في التاريخ العثماني التي شهدت هزيمة لجيش الدولة العثمانية وأسر حاكمها. ومع ذلك، لا يمكن اعتبارها من المعارك الفاصلة الكبرى التي غيّرت مجرى التاريخ لأنها لم تؤثّر تأثيرًا جوهريًا لا على مصير الأمة المنتصرة أي تيمورلنك والمغول، ولا على مصير الأمة المهزومة أي الدولة العثمانية، فهي لم تكن مثل معركتي قوصوه ونيقوپوليس اللتين كان لهما أثر عميق واستراتيجي في التاريخين العثماني والأوروپي. وبحسب المؤرخ غيبونز، فإن هذه المعركة لم تؤثر في مصير الأمم كما حدث في معركتي قوصوه ونيقوپوليس، إذ لم تغير مسار التاريخ بشكل كبير، ورجعت الأمور إلى نصابها بعد عقد من الزمان،  كما أنها الحادثة الوحيدة التي تم فيها أسر سلطان من آل عثمان.

### وصفسمرقندعاصمة تيمورلنك
بعد الانتصار تلقى تيمورلنك التهنئة من ملوك إنجلترا وفرنسا وقشتالة. وقام سفير قشتالة "رُويْ غونزاليس دي كلاڤيخو"  برحلة طويلة إلى سمرقند عاصمة دولة تيمورلنك، ووصفها بالتفصيل فيما بعد في أوروپا.

### حملات النهب والتخريب المغولية في الأناضول
بعد تفكك القوات العثمانية في المعركة نتيجة الخيانات المتتابعة للّحاق بتيمورلنك، قام أمراء ينتمون إلى تيمورلنك بإكمال غزو الأناضول بأكملها لصالحه. فاستولت قواته على آسيا الصغرى بأكملها.
سيطر المغول على أنحاء مختلفة من الأناضول باستخدام فروع متنوعة من قواتهم العسكرية، وقضوا فصل الصيف والشتاء من عام 1402م إلى 1403م في مناطق إزمير، مانيسة، دنيزلي، أولوبورلو ، وكوتاهية. خلال هذه الفترة، انتشرت قوات تيمورلنك في جميع أنحاء الأناضول وشنت حملات نهب وتخريب في مناطق مختلفة.
ذكر المقريزي وابن إياس أن التتار تفرقوا في الأناضول يعبثون ويفسدون وينهبون، وتنوع العذاب على الناس، وأحرقوا مدينة بورصة، ومكثوا 6 أشهر يقتلون ويأسرون وينهبون ويفسدون.
حاول تيمورلنك تبديد الاستياء الذي أثاره في نفوس المسلمين بعد الضربة التي وجهها للعثمانيين، عبر توجيه ضربات قاسية للمواقع الصليبية، فاستولى على مدينتي إزمير وفوتشا (بالتركية: Foça) بأقصى غرب الأناضول من أيدي المسيحيين وسلمهما للمسلمين.

### نشوة تيمورلنك بالنصر والدمار ووفاة حفيده

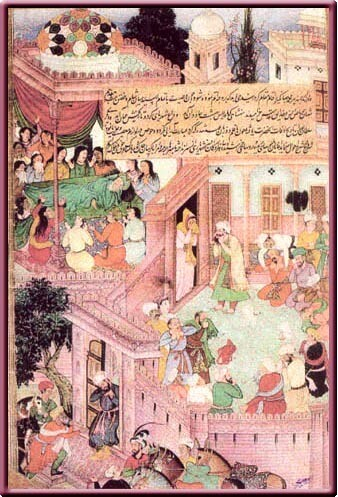
ورقة من المخطوطة النادرة المصورة المسماة تاريخ "خاندان التيمورية" المعروفة بلوحاتها المنمنمة عالية الدقة لفنانين من بلاط "أكبر". تُصور هذه اللوحة وفاة تيمورلنك.

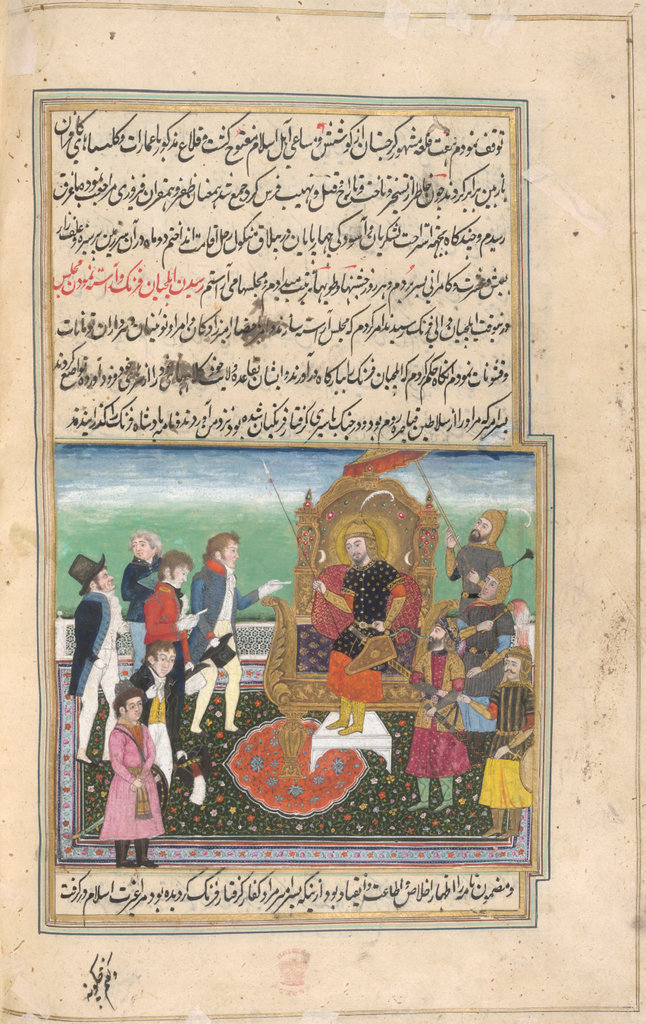
وصول البعثة القشتالية برئاسة رُويْ غونزاليس دي كلافيخو. صفحة من مخطوطة "ملفوظات تيمور"، سلطنة مغول الهند، القرن 19.

بعد انتصار تيمورلنك على الدولة العثمانية، أصبح مُتعباً من آسيا الصغرى والحملة الغربية. لم يكن لديه سياسة بناءة، ولم يحاول أبداً نظم فتوحاته في إمبراطورية عالمية مثل الفاتحين التتار السابقين. كان تيمورلنك مُغيرًا، شغوفا بالدمار والنصر يكتفي بالغزو فقط، لذلك أدار ظهره للقسطنطينية والإمكانيات البراقة لغزو أوروپا وأراد العودة إلى عاصمته سمرقند للاستمتاع بثمار انتصاراته.
بعد أربعة أيام من وفاة السلطان بايزيد في آق شهير في 14 شعبان 805هـ الموافق 8 مارس/آذار 1403م، تُوفي محمد سلطان ميرزا أحب أحفاد تيمورلنك إلى قلبه إثر إصابته بسكتة دماغية، وكانت قد ظهرت شجاعته المبكرة في أكثر من مناسبة وهو في التاسعة عشرة من عمره. حزن تيمورلنك بمرارة على وفاة حفيده، ولم يفعل سوى ترديد كلمات القرآن التي نطق بها عند سماعه خبر وفاة السلطان بايزيد: إِنَّا لِلَّهِ وَإِنَّا إِلَيْهِ رَاجِعُونَ الآية 156 من سورة البقرة، وأمر الجيش بأكمله بارتداء ملابس داكنة حدادًا عليه. فُجع الجيش بأكمله بوفاته وعمّ الحزن أرجاءه وارتدى أمراء الإمبراطورية وكبار رجال الدولة وعظماؤها ثيابًا سوداء وزرقاء بقلائد يزيّنها اللباد بدل الفراء، وتمرغت النساء في التراب وملأن أثوابهن بالحجارة ليضربن بها صدورهن حزنًا حتى تدمي.
أقام تيمورلنك مأدبة تأبينية لحفيده، وجعل القرّاء يتلون آيات من القرآن بصوت مرتفع، فيما يدق الطبل التركي الكبير دون انقطاع وسط صرخات النساء، ثم جرى تمزيق الطبول وفق العادة القديمة للمغول. وُضع النعش في محفة وحُمل بواسطة سبعة من الأمراء يرافقهم مئتا فارس إلى ما وراء نهر جيحون، حيث دُفن في ضريح العائلة الإمبراطورية.
ثم أذن تيمورلنك للأمير موسى چلبى أن ينقل جثمان والده إلى مدينة بورصة، العاصمة العثمانية، وقد رقّ قلبه متأثرًا بمصيبة فقدان حفيده، بعدما كان جثمان السلطان بايزيد قد وُري الثرى مؤقتًا في آق شهير. وقبل رحيل موسى چلبى، ألبَسه تيمورلنك بنفسه ثوب شرف، وشد على وسطه حزامًا فاخرًا، وسلّحه بسيف وجعبة مرصعة بالماس، ومنحه وثيقة تحمل بصمة يده المغموسة بالحبر الأحمر.
من هذه اللحظة نسي تيمورلنك كل شيء عن العثمانيين. وبعد إقامة قصيرة في قونية، غادر آسيا الصغرى، وخلال عامين توفي تيمورلنك في 17 شعبان 807 هـ / 19 فبراير 1405م بسبب الحُمَّى أثناء رحلته لغزو الصين،  بعد أن أصابته حمى هائجة استسلم لها وهو في الحادية والسبعين من عمره، بعد حكم دام ستاً وثلاثين سنة.
كان عدم اكتراث تيمورلنك بالأناضول، أو بإسقاط الدولة العثمانية، عاملاً أساسيًا في الحفاظ على هذه الدولة وفي قدرتها على الظهور قوية مرة أخرى على الرغم من الاضطرابات الداخلية الشديدة التي عاشتها في أعقاب تلك الهزيمة لعقد من الزمان.
لم ينزل في أوروپا أي جندي مغولي، وكان فرسان تيمورلنك يتطوفون في السهول وعلى سواحل البحر متطلعين بفضول إلى قباب القسطنطينية المُذهَّبة دون أن يستطيعوا عبور المضيق البحري للوصول إلى المدينة، ولا حاولوا ذلك، فتيمورلنك لم يكن يفكر في أوروپا، وكان جل تفكيره منصرفا إلى حملته القادمة في الصين.
كانت أوروپا مفتوحة أمام طريق تيمورلنك، لكنه لم يبذل أي جهد لدخولها. ولم يكن لديه أي حافز للقيام بذلك؛ وكان الجيش يتوق للعودة إلى مواطنه، وحققت مدن العثمانيين ثروات كبيرة لهم، وكان تيمورلنك يفكر دائمًا في الصين. وعندما توفي حفيده الحبيب الشجاع محمد سلطان محبوب الجيش متأثراً بجراحه التي أصيب بها في معركة أنقرة، عندئذ دق الطبل الكبير إيذانا بالعودة إلى سمرقند.
لم يهتم تيمورلنك بكون الأهالي في البلدان التي دخلها مسلمين، بل استعمل فيهم الظلم كثيرًا ولم يترك ظُلما لم يفعله في المال والملك والعرض والشرف وغيرها.

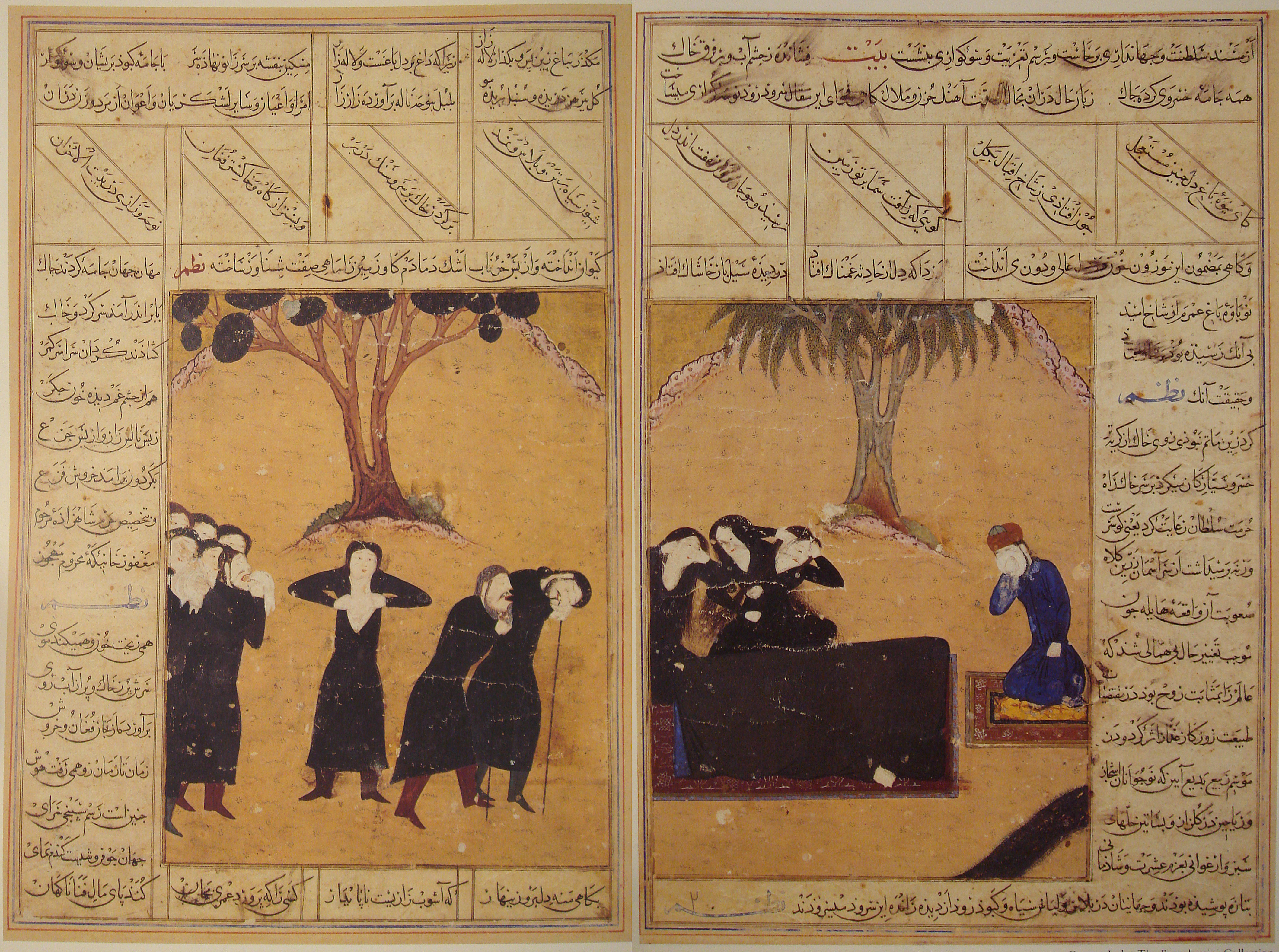
الحداد على تَابُوت محمد سلطان ميرزا بن جهانجير ابن تيمورلنك محمول على محفة بين حصانين.

يُعد إرث تيمور إرثاً مختلطاً. ففي حين ازدهرت آسيا الوسطى في عهده، تعرضت أماكن أخرى مثل بغداد ودمشق ودلهي ومدن عربية وفارسية وهندية وتركية أخرى للنهب والحرق والتدمير. وعلى هذا، ففي حين لا يزال تيمورلنك يحتفظ بصورة إيجابية في آسيا الوسطى، إلا أن الكثيرين في المجتمعات العربية والفارسية والهندية يذمونه.

### إحياء الإمارات التركمانية لتفتيت الدولة العثمانية
جرد تيمورلنك الدولة العثمانية من معظم أراضيها في الأناضول، بهدف إضعافها وتجنب خطر صعودها من جديد.
وأحيا تيمورلنك الإمارات التركمانية التي سلب العثمانيون استقلالها وضموها إلى دولتهم، وهي قرمان، وكرمايان، وجندرلي، وصاروخان وتكة ومنتشا وآيدين. كما ثبَّتَ تابعه المخلص مطهرتن على حكم إرزنجان وزاد في ممتلكاته، وفعل الشيء نفسه مع تابعه الآخر قره يولوق عثمان بك حاكم ديار بكر وزعيم قبيلة آق قوينلو.

### مآل الحكام المستنجدين بالسلطان بايزيد

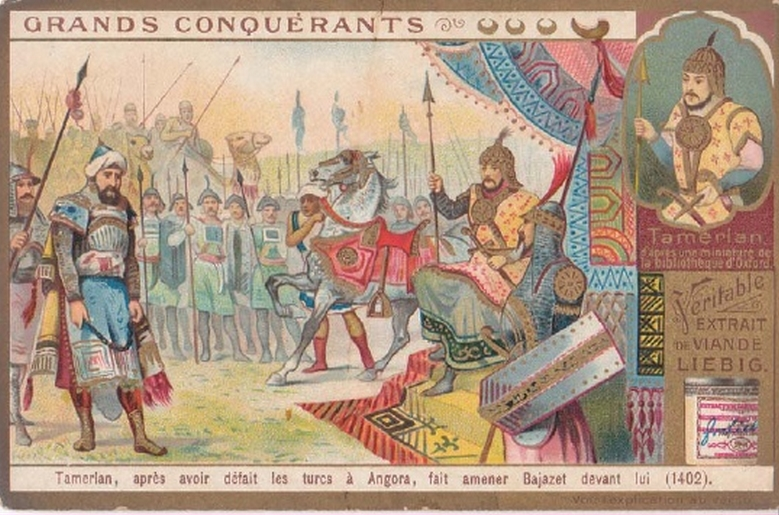
بطاقة إعلانية مطبوعة في أوروپا تصور السلطان بايزيد الأول أسيرا أمام الأمير تيمورلنك.

كان قره يوسف، زعيم تركمان الخراف السوداء قره قويونلو، والسلطان أحمد جلائر سلطان بغداد السابق، لاجئين سياسيين عند السلطان بايزيد. وبعد الهزيمة في أنقرة، تمكنا من الفرار قبل ذلك بفترة، واضطرا إلى البحث عن ملجأ جديد.
هرب سلطان بغداد السابق إلى بلاط المماليك في مصر، واختار قره يوسف ملجأً له في الصحراء العربية. وتبين فيما بعد أن الصحراء كانت أكثر أمانا من البلاط المصري، إذ سارعت مصر، المفتوحة الآن لاجتياح تيمورلنك، إلى إرسال خضوعها واستعدادها لتقديم الجزية له، وقرأت اسم تيمورلنك في خطبة الجمعة، وسكّت عملات معدنية باسمه، واعتقلت أحمد جلائر البائس، ووضعته في السجن مغلول اليدين والقدمين.

### تقلص الدولة العثمانية

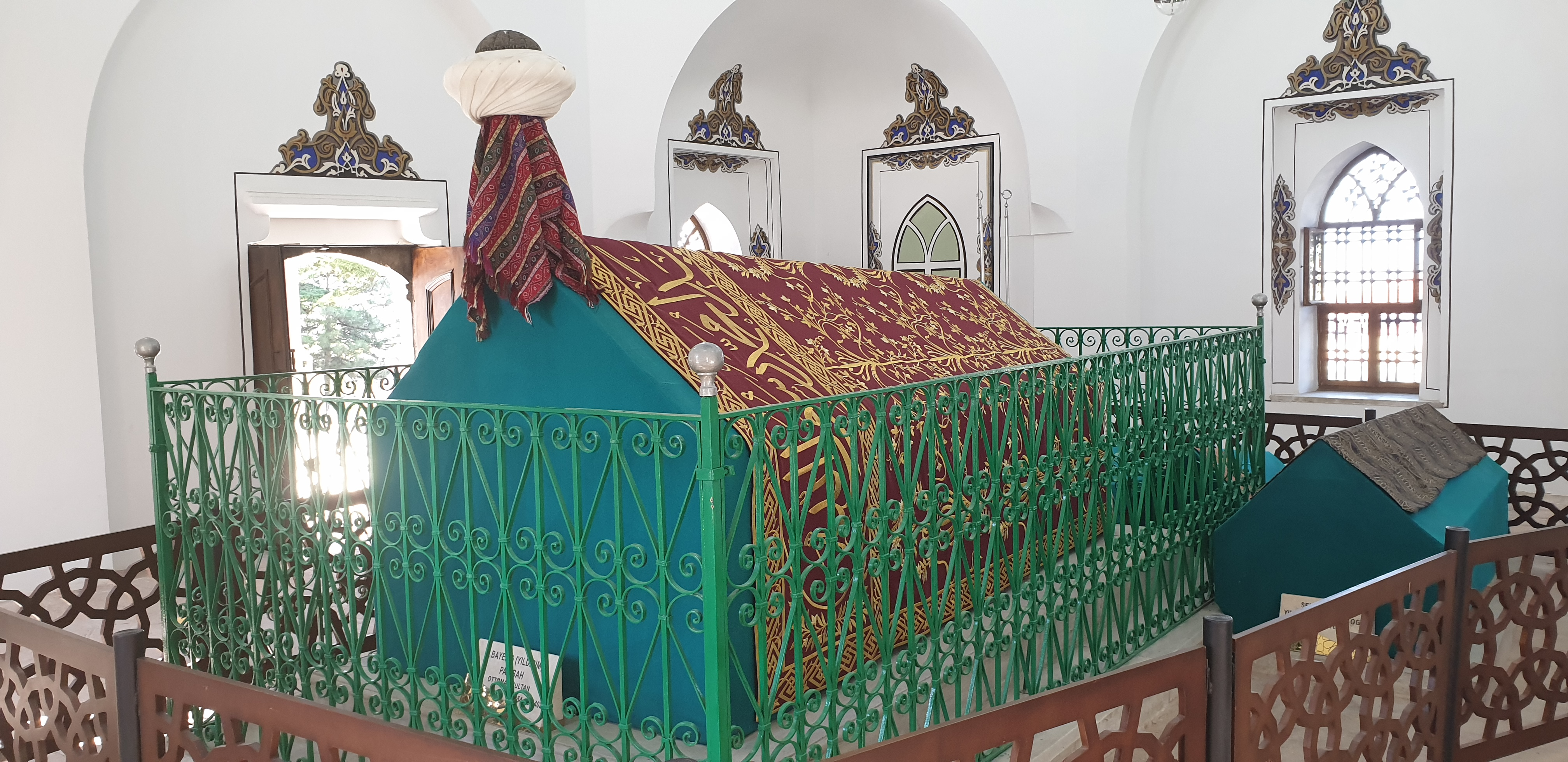
قبر السلطان بايزيد الأول في مدينة بورصة بتركيا.
سمح تيمورلنك لموسى چلبي بنقل جثمان والده ليُدفن في مدينة بورصة عاصمة الدولة العثمانية، حيث مازال قبره باقيا هناك.

أدت الهزيمة إلى انهيار الدولة العثمانية، ورافقها اقتتال داخلي بين أبناء السلطان بايزيد الأول، وتقلصت حدود الدولة العثمانية إلى حدود عهد السلطان أورخان غازي بن عثمان غازي بن أرطغرل، ثاني سلاطين الدولة العثمانية، باستثناء چوروم  وأماسية  وتوقاد.
عندما رأى تيمورلنك أن أبناء السلطان بايزيد الأربعة مستعدون للتنازع حول خلافة والدهم، بدأ يتفاوض مع أبناءه عيسى، وموسى، ومحمد، مشجعاً كلاً منهم على الأمل في الاعتراف به كوريث وحيد للدولة العثمانية، وأرسل إلى سليمان تفويضاً، منحه بموجبه ممتلكات العثمانيين في أوروپا يحكمها كتابع للإمبراطورية التتارية.
تقاسم أولاد السلطان بايزيد الجزء الباقي من الأراضي العثمانية بعد أن أقروا بسيادة تيمورلنك، ولكن بعد وفاته، خاضوا صراعا مكثفا لأجل استعادة السيطرة على الأراضي التي كانت لهم.
عاشت الدولة العثمانية فترة من عدم الاستقرار والحرب الأهلية استمرت لمدة 11 عامًا بدون سلطان يحكم الدولة، وذلك بعد سقوط السلطان بايزيد أسيراً في هذه المعركة. تُعرف فترة خلو العرش هذه باسم عهد الفترة، حيث ضعفت هيمنتها السياسية وتعرضت لتفكك مؤقت.
تأثرت الدولة العثمانية بشكل سلبي سياسيًا بعد معركة أنقرة وتأخر دخولها لعصر الإمبراطورية مترامية الأطراف.

### التحولات الاستراتيجية للعثمانيين
على الرغم من هزيمة الجيش العثماني في المعركة، إلا أن العديد من القوات تمكنت من الانسحاب إلى مناطق مختلفة في الأناضول. واضطرت الدولة العثمانية بعد هذه الهزيمة إلى اتخاذ موقف دفاعي في الروملي.
انتهت الحملات العثمانية غربًا باتجاه أوروپا، ولم يتمكن العثمانيون من تطبيق قانون "پنچيك"  الذي يسمح بتجنيد بعض أسرى الحرب في الجيش العثماني بعد اختبارات مختلفة، لأنهم لم يتمكنوا من أخذ أسرى في المعركة الأخيرة ولأن الفتوحات العثمانية في الغرب قد توقفت تماما ولم تدخل الدولة في حروب وتأخذ أسرى.

### نجاة الجيش العثماني وسط التدمير والمطاردة

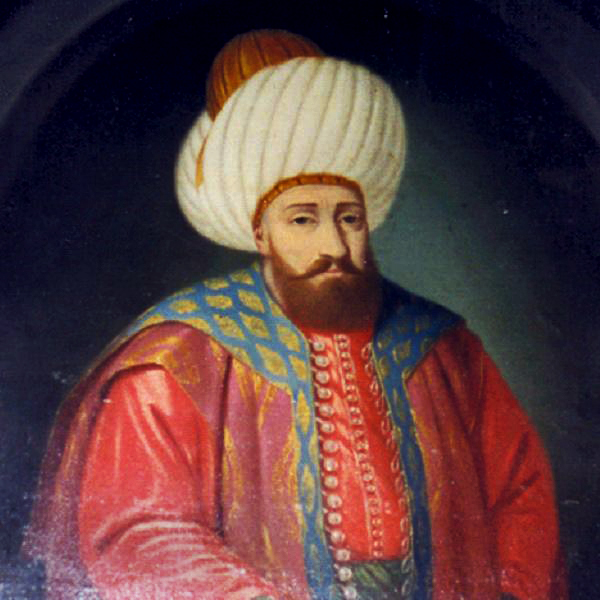
صورة تخيلية للسلطان بايزيد الأول، سلطان الدولة العثمانية (1389م-1402م)، معروضة إلى جانب صور أخرى لسلاطين عثمانيين على جدران قاعة المرايا في متحف قصر المَنْيَل بالقاهرة، مصر. أخضع السلطان بايزيد الصاعقة إمارات الأناضول المتمردة وفتح فيلادلفيا، آخر مستعمرة يونانية مسيحية بيزنطية مستقلة في غرب الأناضول، وحاصر القسطنطينية، ثم هزم التحالف الصليبي الذي شكله فرسان أوروپا في معركة نيقوپوليس عام 1396م، ثم انتصر في معركة "آق تشاي" ضد القرمانيين عام 1397م ثم انتزع ملاطية من المماليك عام 1399م.
نال السلطان بايزيد لقب "سلطان إقليم الروم" بتصديق من الخليفة العباسي في القاهرةوأعلن نفسه إمبراطورا على روما.

بعد معركة أنقرة، أراد تيمورلنك إبادة الجيش العثماني الذي انسحب من المعركة، فأرسل التتار المنتصرين في إثر الجيش العثماني. لم يتابع جنود التتار فقط انسحاب سليمان چلبي إلى بحر مرمرة بل تابعوا الوحدات العسكرية العثمانية التي انسحبت إلى مضيق البوسفور، وطاردوا أيضًا الجزء الرئيسي من الجيش الذي كان يبلغ عدده حوالي أربعين ألفًا، والذين انسحبوا على طول خط المسيرة المعتاد إلى مضيق الدردنيل. هناك، تنافس اليونانيون واللاتين في مساعدة اللاجئين على عبور المضيق البحري. كتب شاهد عيان بندقي أن البنادقة عرضوا على الجنويين أن يرفضوا معاً نقل العثمانيين الذين كانوا مكتظين على الشاطئ الآسيوي. لكن الجنويين بدأوا في نقلهم في سِرِّيَّة إلى الجانب الأوروپي بمساعدة اليونانيين. فبدأ البنادقة، خوفًا من فقدان الحظوة مع العثمانيين، في تقديم المساعدة. هذه الشهادة مؤكدة من قِبَل "روي غونزاليس دي كلاڤيخو" سفير قشتالة الذي زار القسطنطينية في العام التالي. وأضاف، أن تيمورلنك كان مستاءً من الطريقة التي فشل بها اليونانيون واللاتين في التعاون معه لتدمير الجيش العثماني.
ذكر المقريزي أن سليمان چلبي عبر إلى برّ القسطنطينية. قطع سليمان چلبي البحر واستقر في العاصمة العثمانية إدرنة وضبط ممالكه واجتمع الناس عليه.
لم يبذل اليونانيون، والبنادقة، والجنويون أي جهد للاستفادة من هذه الفرصة الكبيرة في القضاء على الجيش العثماني. كما أنهم لم يحركوا ساكنًا، سواء بشكل جماعي أو منفرد، لطرد العثمانيين من أوروپا خلال السنوات العشر من الحرب الأهلية التي أعقبت وفاة السلطان بايزيد، بل أنشأ البنادقة والجنويون مع سليمان چلبي في إدرنة نفس العلاقات الودية التي كانوا حريصين على الحفاظ عليها مع والده.

### تعطل التجارة في الأناضول
تعطلت حركة التجارة الداخلية في الأناضول بسبب حملات تيمورلنك العسكرية في تلك المنطقة والمناطق المجاورة، واستولت البندقية وجنوة على التجارة البحرية في شرق البحر الأبيض المتوسط.
كانت معظم التجارة البرية بين آسيا وأوروپا تمر عبر الطرق الممتدة في الأناضول. تسببت حملات تيمورلنك في تعطيل تلك التجارة الدولية أيضا.
وبالإضافة إلى ذلك، بعد أن وقعت أراضي الدولة العثمانية تحت سيطرة إمبراطورية تيمورلنك، بدأت فترة من الفوضى والحرب الأهلية في البلاد العثمانية، تُعرف بـ"عهد الفترة". تسببت هذه الفوضى المحلية في عرقلة أعمال التجارة والنقل الداخلي والدولي وأعمال التموين في الأناضول.
نتيجة لكل تلك لأسباب مجتمعة، تأثرت التجارة والاقتصاد في الدولة العثمانية والدول المجاورة تأثرا سلبيا. وبالإضافة لما سبق، أدت الفدية التي دفعتها معظم المدن لتيمورلنك إلى تفاقم أزمة اقتصادية كبرى في الدولة العثمانية.

### تغير البنية الديموغرافية للأناضول

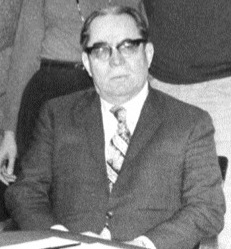
ذكر المؤرخ التركي خليل إينالجك أن غزو تيمورلنك للأناضول أدى إلى تدفق السكان الأتراك إلى البلقان.

شهدت الأناضول تغييرات ديموغرافية كبيرة بعد المعركة:
- هاجر العديد من السكان غرباً إلى الروملي والبلقان، مما سرَّع من تتريك تراقيا البلقانية وإضفاء الطابع الإسلامي عليها بسبب نزوح الأتراك المسلمين إليها بعد هزيمة الدولة العثمانية. وفقًا للمؤرخ التركي خليل إينالجك (1915م-2016م)، فإن غزو تيمورلنك للأناضول أدى إلى تدفق السكان الأتراك إلى البلقان.
- تم ترحيل التتار السود في وسط الأناضول إلى آسيا الوسطى، وانتقل التركمان والأكراد والعرب الذين كانوا يعيشون في المدن الكبيرة أو المناطق الريفية إلى الروملي بعد المعركة.
- أدت الحروب الداخلية إلى تقليل عدد السكان، وتدهور تنظيم الجيش العثماني وأصبحت القوات المتبقية غير كافية للحفاظ على الأمن الداخلي.
- كما أن نقل الحرفيين والعلماء من الأناضول إلى سمرقند عاصمة تيمورلنك، أثر سلبًا على الدولة العثمانية في مجالات الصناعة والعلم.

بعد المعركة، أعاد تيمورلنك تسليم الأراضي التي استولى عليها في الأناضول إلى الأمراء المحليين السابقين، ومنهم بينهم حاكم صاروخان الذي دخل مانيسة بموكب احتفالي بعد ثلاثة أسابيع من نهاية المعركة، في 17 أغسطس/آب 1402م. وبذلك، تم إعادة تأسيس جميع إمارات الأناضول القديمة من إرزينجان إلى إمارة بني منتشا في إقليم كاريا.
ادَّعَى حاكم إمارة قرمان في قونية، العاصمة السابقة للسلاجقة، أن لهم الحق في السيادة في الأناضول باعتبارهم الورثة الشرعيين للسلاجقة، واستقروا في المناطق ما بين سيڤري حصار  وباي پازاري ، التي تشمل أنقرة وبورصة. كما سيطروا على مناطق قيصرية وقِرشهر وأنطاليا، مما منحهم منطقة نفوذ أكبر من حدودهم السابقة.

### حاكم الصربأسطفان لازاريڤيتش

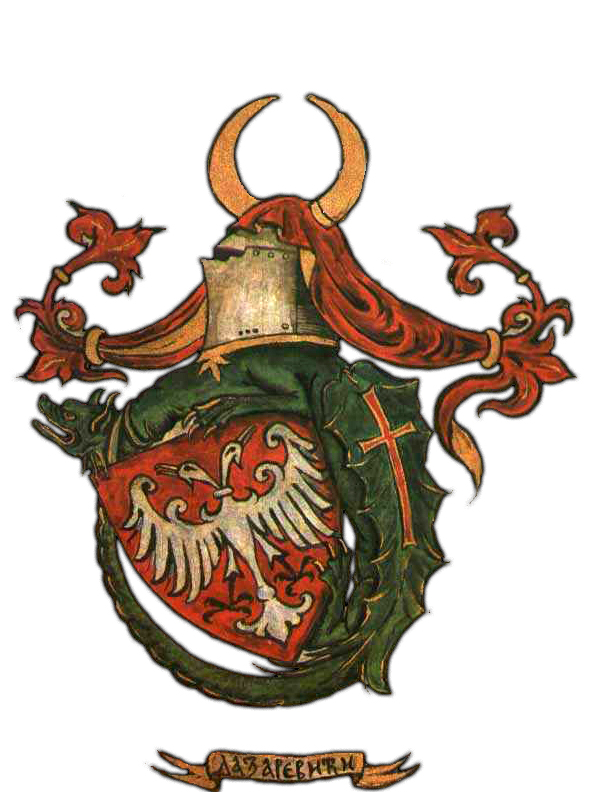
شعار أسطفان لازاريڤيتش، ديسپوت الصرب وصهر السلطان بايزيد الأول. كان أحد الأسباب التي دفعت أسطفان إلى الوفاء بالتزاماته التابعة للسلطان بايزيد ومشاركته بقواته الصربية في معركة أنقرة 1402م هو الرغبة في الحفاظ على قوة التحالف الصربي-العثماني تحت ضغط مملكة المجر الذي بدأ يلوح في الأفق، ولسبب الآخر هو أن أوليڤيرا دسپينة خاتون أخت أسطفان كانت متزوجة من السلطان بعد معركة قوصوه مباشرة عام 1389م كاتفاقية سلام بين عائلة لازاريڤيتش والإمبراطورية العثمانية.

بعد عودة أسطفان لازاريڤيتش إلى صربيا مع الجنود المتبقين، منحه الإمبراطور البيزنطي لقب ديسپوت الصرب (الحاكم) وهو ثاني أعلى منصب في الحُكم بعد الإمبراطور.

### خروج العثمانيين من القسطنطينية وقطع الجزية
بمجرد أن علم الإمبراطور البيزنطي مانويل الثاني باليولوجوس من مجلس الشيوخ البندقي خبر هزيمة السلطان بايزيد في أنقرة، عاد مسرعاً إلى القسطنطينية من أوروپا ونفى الوصي المؤقت على القسطنطينية يوحنا السابع باليولوجوس إلى جزيرة لمنوس، وطرد السكان العثمانيين من القسطنطينية، وأغلق محكمتهم بالمدينة.
اعتبر سليمان چلبي بن السلطان بايزيد الإمبراطور البيزنطي مانويل الثاني بمثابة "أبٍ" له، وسَلَّمَ إليه شقيقه الأصغر "قاسم چلبي" وشقيقته "فاطمة خاتون" أبناء السلطان بايزيد كرهائن فخريين. كما قطع البيزنطيون الجزية التي كانوا يدفعونها للعثمانيين وأخرجوا العثمانيين من القسطنطينية.

### الإمبراطورية البيزنطية
كان سكان القسطنطينية، الذين كانوا تحت الحصار العثماني، ينوون تسليم المدينة إلى السلطان بايزيد بسبب سنوات الحصار الطويل والجوع، ولكن مع بدء معركة أنقرة، رفع العثمانيون الحصار عنهم.
منحت هزيمة العثمانيين بيزنطة، التي كانت قد خسرت كل أراضيها تقريباً، فرصة استفادة الإمبراطور يوحنا السابع باليولوجوس من رفع الحصار العثماني المضروب على القسطنطينية منذ سنوات، فاستعاد الساحل الأوروپي لبحر مرمرة وسالونيك مرة أخرى، فانخفض بذلك تدفق المستوطنين الأتراك بعد انتقال ساحل بحر مرمرة إلى بيزنطة نتيجة للضعف المؤقت للدولة العثمانية وتفتتها.
وفي المقابل، تقدمت القبائل التركمانية المحتشدة في آسيا الصغرى تحت ضغط المغول إلى بحر إيجة، فحرموا المسيحيين اليونانيين هناك من ميزة الأغلبية الديموغرافية في المنطقة. ففي عشية المعركة، بدأ الأتراك بالعبور هاربين إلى أوروپا عبر غاليبولي الخاضعة للسيطرة العثمانية منذ عام 1352م، مما أدى إلى زيادة عدد السكان في وادي نهر ماريتسا وتراقيا، ولجأ الكثير منهم إلى العاصمة العثمانية الأوروپية آنذاك إدرنة وكانت عاصمة العثمانيين منذ عام 1365م وحتى فتح القسطنطينية 1453م.
تسبب نزوح الأتراك المسلمون غربا بعد الهزيمة وتحت الضغط العسكري لتيمورلنك إلى انعزال القسطنطينية اليونانية عن مجموعة الأمم المسيحية المجاورة، حيث وجدت القسطنطينية نفسها محاطة من جميع الجهات بسكان غالبيتهم من الأتراك ولم يُترك لها أي فرصة للحفاظ على استقلالها.

### استعادة الدول الأوروپية لقوتها
أدت الحروب الأهلية المستمرة إلى إضعاف القوة العثمانية بشكل دائم، فاستعادت الدول الأوروبية مثل إمارات رومانيا، البندقية، النمسا، والمجر قوتها من جديد.
كما تُرِكت سالونيك، وثيساليا، والمناطق المحيطة بالقسطنطينية، والسواحل الشمالية للبحر الأسود، وجُزُر إسكييري وسكوبيلوس وإسكادوس في بحر إيجة للإمبراطورية البيزنطية بعدما ملكها العثمانيون.
استولى أنطونيو الأول أكيولي  على دوقية أثينا عام 1402م، وهاجم جزيرة إغريبوز المتحالفة مع العثمانيين، وأخذ أراضٍ بطول 8 كيلومترات تقريبًا على البر الرئيسي المقابل للجزر كإقطاعية له تحت اسم جمهورية البندقية. وهكذا، أصبحت القرى التي كان يسكنها العثمانيون تحت سيطرة البندقية.
وفي البلقان، تراجع العثمانيون من سواحل البحر الأدرياتيكي إلى شرق سلسلة جبال بيندوس، واستعادت البندقية وجنوة السيطرة على التجارة البحرية في شرق البحر الأبيض المتوسط.

### الموقف الأوروبي من الهزيمة العثمانية
سجل المؤرخ هربرت آدامز غيبونز (1880م-1934م) أنه بعد الهزيمة "المذهلة" في معركة أنقرة وخلال فترة الحروب الأهلية بين الأمراء، لم يتخذ البيزنطيون ولا البندقيون ولا الجنويون موقفًا عدائيًا تجاه العثمانيين. فقد أثبتت معركة أنقرة أن الدولة العثمانية قد تجذرت بقوة في الأناضول وشبه جزيرة البلقان وفي شمال غرب آسيا الصغرى، كعرق أصلي وكأمة، بحيث لا يمكن تدميرهم بسبب المحن، وأنهم قادرون على التغلب على مختلف الصعوبات.
على الرغم من الانقسامات الداخلية، مرَّ عقد الحرب الأهلية بين أبناء السلطان بايزيد دون تدخل من العالم الخارجي، ودون انتفاضة واحدة من المسيحيين البلقانيين الذين كانوا تحت سيطرة آل عثمان.
حاولت بعض القوى الأوروپية استغلال الصراع الأُسري بين أبناء السلطان بايزيد للقيام بالثورة على الحكم العثماني، مثل الپولنديين والبلغار والأفلاق وغيرهم، ونأى يوحنا هونياد بنفسه عن هذا التوجه.

### إعادة توحيد الدولة العثمانية

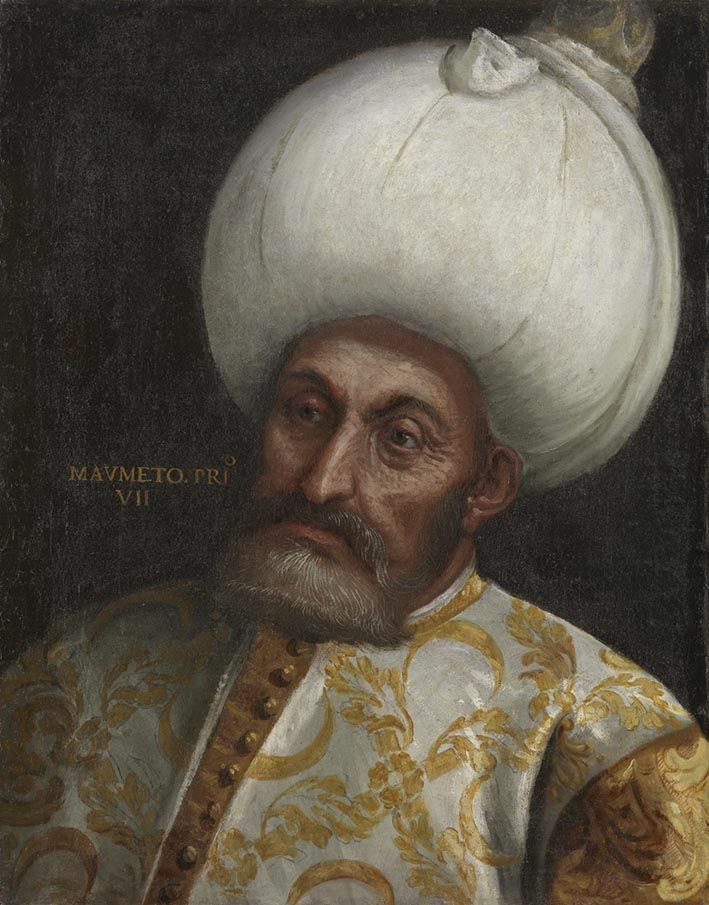
رسم للسلطان محمد الأول - من مجموعات الرسم في ولاية باڤاريا.عمل محمد چلبي، ابن السلطان بايزيد الأول، الذي أصبح لاحقاً السلطان محمد الأول، على إعادة توحيد الدولة العثمانية وعاصمتها بورصة بعد فترة طويلة من الحروب الأهلية العثمانية التي استمرت 11 عاماً، وتولى الحكم كسلطان للدولة العثمانية بنجاح لتستمر مسيرة الدولة بعد انقطاعها عقب معركة أنقرة.

وعلى الرغم من الخسارة في معركة أنقرة، وعلى الرغم من قساوتها، إلا أنها لم تكن الضربة القاضية. فقد وقعت في وقت كانت فيه الدولة العثمانية لا تزال في دور التكوين والفتوة، مما يُعطي الدولة الناشئة القدرة على تلقي الضربات وامتصاصها ثم معاودة النهوض حتى في ظروف داخلية صعبة.
ففي عام 1413م، أصبح محمد چلبي، بعد أن انتصر على إخوته، الحاكم الوحيد للعثمانيين وانتهت الأزمة، واستؤنفت مسيرة الفتوحات التي توقفت مؤقتًا بسبب تيمورلنك.
انتصر محمد چلبي، حاكم أماسية، على إخوته وأعاد توحيد الدولة، فاستعادت الدولة العثمانية شرعيتها، وتولى محمد چلبي لقب السلطان محمد الأول، واستمرت الدولة العثمانية بعد توقف 11 عاما منذ هزيمة معركة أنقرة 1402م.
سرعان ما تمكن العثمانيون من استعادة مواقعهم في البلقان والأناضول عام 1415م، ثم حققوا الطموحات الإمبراطورية للسلطان بايزيد الأول بفتح القسطنطينية عام 1453م،  فقد حاصر السلطان بايزيد القسطنطينية أربع مرات، وأنه عندما أتى السفراء الأجانب لتهنئة بجلوسه على العرش، قال لهم: "سأتقدم حتى روما!.."، وهذا يُظهر الأفق الكبير الذي رسمه لنفسه في سبيل عزة وقوة الإسلام.

### اضطرابات داخلية وتمردات
بعد وفاة تيمورلنك، عاد مصطفى چلبي ابن السلطان بايزيد إلى الأناضول، وكان قد أُسر في المعركة ونُقل إلى سمرقند. حاول مصطفى اكتساب أنصار له لكي يطالب بالعرش، فساندته أولاً إمارة القرمان، ثم تلقى دعم البيزنطيين والأفلاق في البلقان.
وبسبب طموحاته للوصول إلى الحُكم، عانت الدولة العثمانية في عهد السلطان محمد الأول ثم ابنه السلطان مراد الثاني من ثورته الأولى والثانية على التوالي، واتبعت سياسة حذرة تجاه مصطفى چلبي المدعوم من البيزنطيين.
أثار حلفاء مصطفى چلبي، بوركلوجي مصطفى  وتورلاك كمال ، اضطرابات في الأناضول ببدء التمرد عام 1416م. ثم في عهد السلطان مراد الثاني، أعلن مصطفى چلبي نفسه حاكمًا في إدرنة عام 1421م، لكنه أُسر وأُعدم لاحقًا.

## تعداد الجيشين

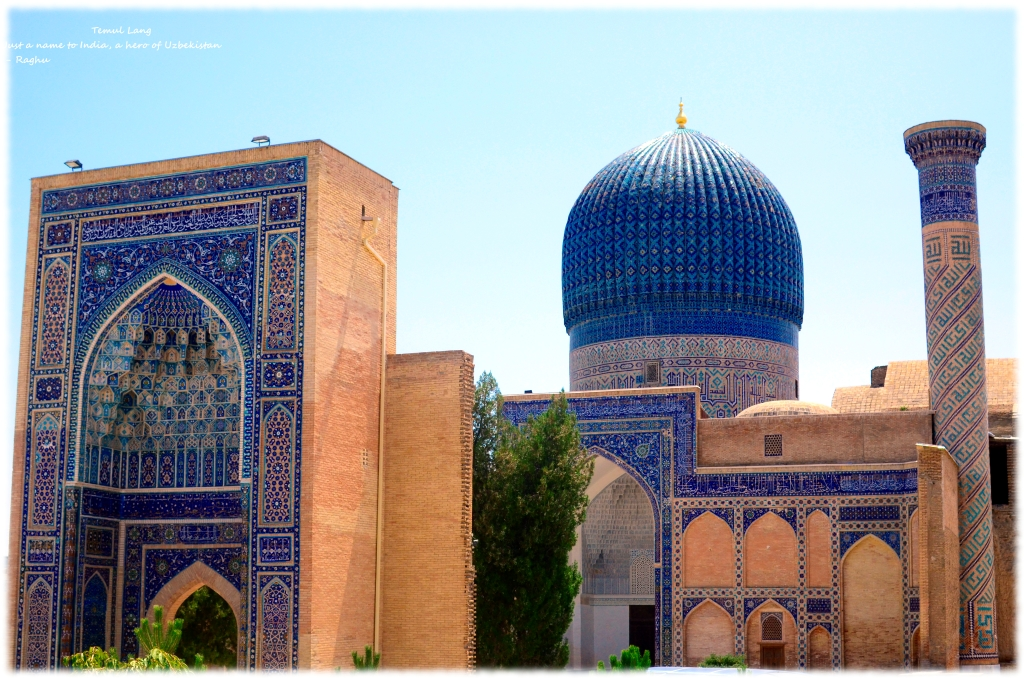
قبر تيمورلنك في "كور أمير" (وتُعني بالفارسية: قبر الملك) في سمرقند بأوزبكستان.
خلال عامين من معركة أنقرة، توفي تيمورلنك في 17 شعبان 807 هـ / 19 فبراير 1405م بسبب الحُمَّى أثناء رحلته لغزو الصين، بعد أن أصابته حمى هائجة استسلم لها وهو في الحادية والسبعين من عمره، بعد حكم دام ستاً وثلاثين سنة. يحتوي هذا المجمع المعماري ذو القبة الزرقاء على مقابر تيمورلنك وأبنائه شاه رخ وميران شاه وأحفاده أولوغ بك ومحمد سلطان ميرزا.

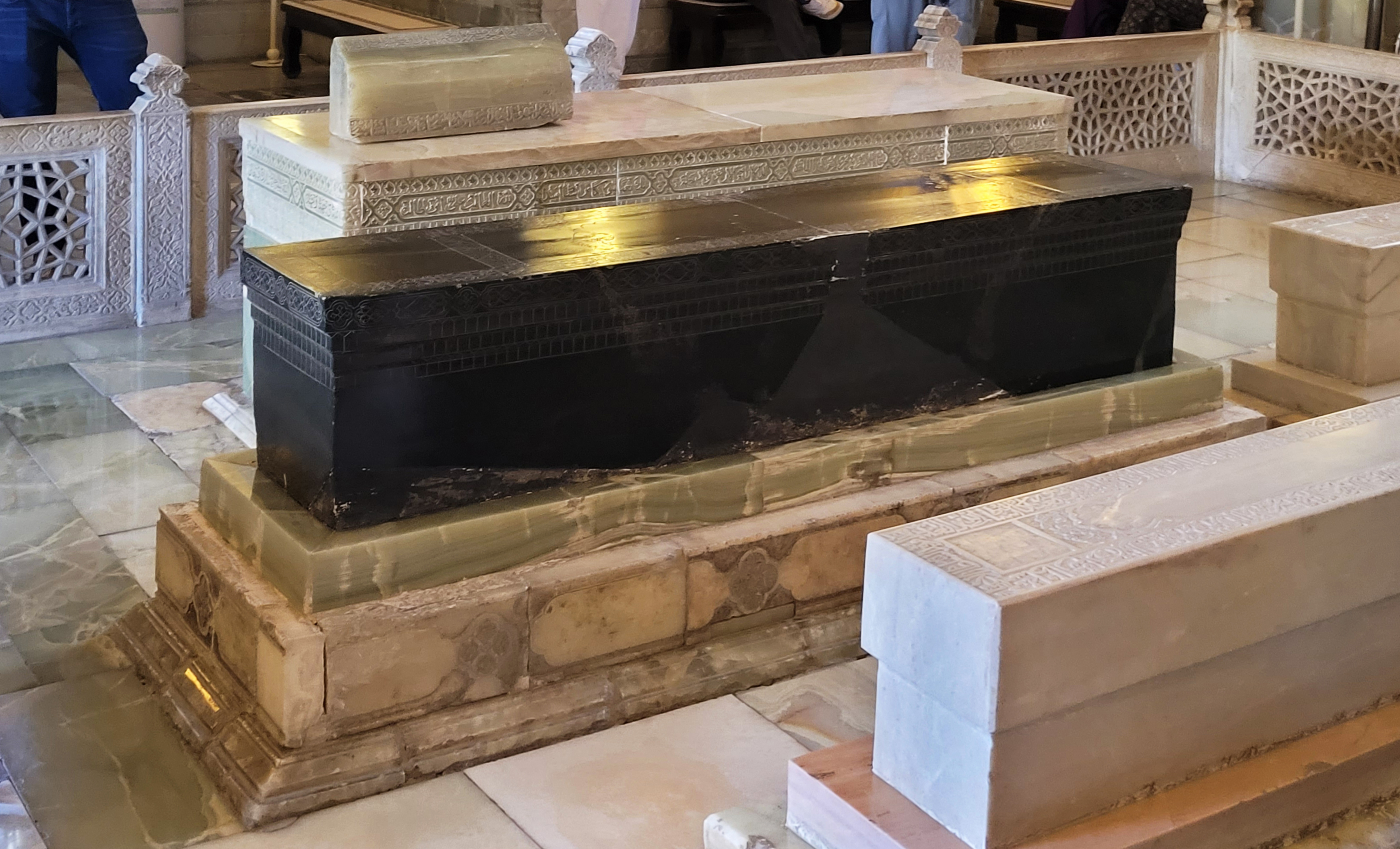
قبر تيمورلنك في سمرقند في تابوت من خشب الأبنوس الأسود، وبجانبه قبر حفيده المحبب محمد سلطان ميرزا.

مال الكثير من المؤرخين إلى الإفراط في أعداد المقاتلين من الجيشين، فيذكر المؤرخ الفرنسى البارز رينيه جروسيه  (1885م-1952م) أن حوالي مليون مقاتل اشتركوا في المعركة. ويذكر الفارس المؤرخ الباڤاري يوحنا شيلدبرجر الذي عاصر هزيمة المسيحين في نيقوپوليس وانتقل إلى خدمة العثمانيين، أن جيش بايزيد الأول كان حوالي مليون وأربعمائة ألف مقاتل وأن تيمورلنك كان يفوقه بمائتي ألف مقاتل إلا أن هذه الرواية مستبعدة.
ذكر المقريزي أن جيش العثمانيين بلغ 700,000 فارس و 300,000 راجل، وأن السلطان حين عرضهم مات يوم العرض تحت الأقدام في الازدحام 25 رجلاً، وأنه قُتل في المعركة ما مجموعه 80 ألف رجل بحسب ما قيل، وأن سليمان چلبي يوم خرج من أرض المعركة قاصدا بورصة، كان معه 100,000 رجل.
وذكر السياسي والمؤرخ التركي يلماز أوزتوتا (1930م-2012م) أن تيمورلنك كان لدية 300,000 جنديا و 32 فيلا مدرعا، بينما كان مع السلطان بايزيد 120,000 جندي.
أكثر الأرقام اعتدالا بحسب رأي المستشرقين والمؤرخين الأوروپيين هو حوالي 200,000 ألف لكل جانب، ويستند أصحاب هذا الرأي إلى أن القوات التي تزيد عن هذه الأرقام لا يمكنها التحرك عبر الأناضول بالسهولة التي تحرك بها الجيشان. ولكن هناك رواية ذكرها المؤرخ الدكتور تامر بدر في كتابه «قادة لا تُنسى» أن جيش تيمورلنك كان تعداده أربعة اضعاف الجيش العثماني وأن الكفة كانت مرجحة لجيش تيمورلنك من قبل بدء المعركة وكانت المعركة بين 800,000 ضد 120,000 مقاتل فقط.
تذكر المصادر العثمانية أن القوة الصربية التي شاركت العثمانيين كانت قرابة 20,000 شخص، وأن جيش تيمورلنك بلغ 160,000 وبه 30 فيلاً، بينما كان الجيش العثماني 70,000 أو 90,000 رجلا. وهناك مصادر ذكرت أن الجيش العثماني تألف من 120,000، كان منه 20,000 من الفرسان الصرب المدرعين.
وبجمع المصادر المختلفة، فقد تراوحت تقديرات حجم جيش تيمورلنك ما بين 140,000 - 800,000 رجلا، وجيش بايزيد في المقابل ما بين 70.000 - 300.000 رجلا.
هناك ادعاءات مختلفة حول عدد جنود الجيشين في المعركة، وتباينت تقديرات الجيش العثماني كما يلي:
- وفقًا للمؤرخ التركي لإسماعيل حقي أوزون تشارشيلي (1883م-1939م) [مص 100]، كان عدد الجيش العثماني 70,000.
- ووفقًا لعمر خالص بيكطاي [مص 101] كان 74,000.
- وطبقاً لمحمد صولاق زاده حمديمي (1590م-1658م) [مص 102] كان 90,000.[94]
- وطبقاً لهوجا سعد الدين أفندي (1536م-1599م) [مص 103] كان 90,000.[95]
- وطبقاً لإدريس بيتليسي (1452م-1457م) [مص 104] كان 90,000.
- وطبقاً لجوزيف فون هامر بورغستال [مص 85] كان 120,000.
- وطبقاً لعاشق پاشا زادة (1400م ؟ ـ 1484م ؟) ومحمد نشري (1450م-1520م) كان 130,000.
- وكان 300,000 وفقًا لخير الله أفندي (1818م-1866م).[مص 105][96]

ويقبل يلماز أوزتونا رقم هامر باعتباره "الأكثر منطقية". ويرى أحمد شيمشيركيل (1959م - )  أن العثمانيين كان لديهم قوة قوامها 80,000 جندي وأن قوة الجيش التي بلغت مائة ألف جندي لم تتحقق إلا في عهد السلطان سليم الأول. وقد ذُكر في كتاب تيمورلنك "فتح نامة"  الذي كُتب بعد معركة أنقرة أن القوات العثمانية كانت تتألف من 70,000 فارس وراجل.
وتباينت تقديرات جيش تيمورلنك كما يلي:
- بلغ عدد الجنود في جيش تيمورلنك 140,000 جندي وفقًا لعمر خالص بيكطاي.[99]
- و200,000 - 300,000 وفقًا لإرنست لاڤي (1842م-1922م) [مص 108] وألفريد رامبو (1842م-1905م).[مص 109][100]
- و700,000 وفقًا لكاتب چلبي (1609م-1657م).[مص 110][100]
- و840,000 وفقًا لهوجا سعد الدين أفندي [مص 111] وهامر.
- و850,000 وفقًا لخير الله أفندي.[مص 105][100]

يدّعي يلماز أوزتونا أن خير الله أفندي قد كتب عدد جنود الجيشين بعدد "مبالغ فيه". ويذكر أيضًا أن هوجا سعد الدين أفندي  قد بالغ في عدد الجنود لكي يعزو هزيمة العثمانيين إلى كثرة عدد قوات العدو، وأن هامر الذي تأثر به في أعماله كتب أيضًا عدداً "مبالغًا فيه".
يؤيد أوزتونا وجهة نظر رامبو ويوافق على أن الرقم "الأكثر منطقية" هو 250,000 جندي. ويذكر أيضًا أن بيكطاي قد قلل من عدد جنود الجيشين.

## مصطلحات
1. ↑  (بالتركية: Yıldırım Bayezid)
2. ↑  (بالإنجليزية: Manuel II Palaiologos)
3. 1 2  (بالتركية: Akçay Muharebesi)
4. ↑  (بالتركية: Konya)
5. ↑  (بالتركية: Niğde)
6. ↑  (بالتركية: Aksaray)
7. ↑  (بالتركية: Karaman)
8. ↑  (بالتركية: Develi)
9. 1 2 3 4 5  (بالتركية: Dulkadiroğulları Beyliği)
10. ↑  (بالتركية: II. Yakub Bey)
11. ↑  (بالتركية: Menteşeoğlu İlyas Bey)
12. ↑  (بالتركية: Hızıroğlu İsa Bey)
13. ↑  (بالتركية: Hızır Şah)
14. ↑  (بالتركية: Pasinler)
15. ↑  (بالتركية: Kara Yülük Osman Bey)
16. ↑  (بالتركية: Eretna Beyliği)
17. ↑  (بالتركية: Ahi Ayna Bey)
18. ↑  (بالتركية: Pir Hüseyin)
19. ↑  (بالتركية: Mutahharten)
20. ↑  (بالتركية: Kadı Burhâneddin)
21. ↑  (بالتركية: Şarkikarahisar أو Şebinkarahisar)
22. ↑  (بالتركية: Ahlat)
23. ↑  (بالتركية: Kara Yulük Osman Bey)
24. ↑  (بالتركية: Akkoyunlular)
25. ↑  (بالتركية: Kara Yusuf)
26. ↑  (بالتركية: Karakoyunlular)
27. ↑  (بالتركية: Sultan Ahmed Celâyirî)
28. ↑  (بالتركية: Çandarlı Ali Paşa)
29. ↑  (بالتركية: Pera)
30. ↑  (بالتركية: Beyoğlu)
31. ↑  (بالتركية: Kemah)
32. ↑  (بالتركية: Avnik)
33. ↑  (بالتركية: Kapıkulu)
34. ↑  (بالتركية: Kızılırmak)
35. ↑  (بالتركية: Kadışehri)
36. 1 2  (بالتركية: Akdağmadeni)
37. ↑  (بالتركية: Akdağ)
38. ↑  (بالتركية: Yıldız Dağı)
39. ↑  (بالتركية: Delice Irmağı)
40. ↑  (بالتركية: Yerköy)
41. ↑  (بالتركية: Kara Timurtaş Paşa)
42. 1 2  (بالتركية: Karesi Sancağı)
43. ↑  (بالتركية العثمانية: جراخور)(بالتركية: Cerehor)
44. ↑  (بالتركية: Mire Dağı)
45. 1 2  (بالتركية: Çataltepe)
46. ↑  (بالتركية: Böyrek)
47. ↑  (بالتركية: Kara Tatarlar)
48. ↑  (بالتركية: Ak Tatarlar)
49. ↑  (بالتركية: Yabani Tatarlar)
50. ↑  (بالتركية: Yozgat)
51. ↑  (بالتركية: Delice Vadisi)
52. ↑  (بالتركية: Kalecik)
53. ↑  (بالتركية: Eymir Gölü)
54. ↑  (بالتركية: Mogan Gölü)
55. ↑  (بالتركية: Ankara Çayı)
56. ↑  (بالتركية: Çubuk Çayı)
57. ↑  (بالتركية: Kızılcaköy)
58. ↑  (بالتركية: İncesu)
59. ↑  (بالتركية: Bent)
60. ↑  (بالتركية: Emir Burunduk)
61. ↑  (بالتركية: Sevincek Bahadır)
62. ↑  (بالتركية: Emir Bisteri)
63. ↑  (بالتركية: İsen Buga)
64. ↑  (بالتركية: Ravlı)
65. ↑  (بالتركية: Melikşah)
66. ↑  (بالتركية: Bahadırtepe)
67. ↑  (بالتركية: Eyalet askerleri)
68. ↑  (بالتركية: Sığırlıhacı)
69. ↑  (بالتركية: Mahmutoğlan)
70. ↑  Mouhalidj أو Mikhalitch
71. ↑  (بالتركية: Saray Mülk Hanım)
72. ↑  (بالتركية: Karahisar)
73. ↑  (بالتركية: Altıntaş)
74. ↑  (بالألمانية: Johann Schiltberger)
75. ↑  (بالإنجليزية: Doukas)
76. ↑  (بالإنجليزية: Laonicus Chalcocondyles)
77. ↑  (بالإنجليزية: George Sphrantzes)
78. ↑  (بالتركية: Mevlana Abdullah Hatifi)
79. ↑  (بالفرنسية: François Pétis de la Croix)
80. ↑  (بالإنجليزية: J. Darby)
81. ↑  (بالتركية: Mehmed Neşrî)
82. ↑  (بالتركية: Tahtırevan)
83. ↑  (بالتركية: Foça Kalesi)
84. ↑  (بالتركية: Oruç Bey)
85. 1 2  (بالألمانية: Joseph von Hammer-Purgstall)
86. ↑  (بالإنجليزية: Herbert Adams Gibbons)
87. ↑  (بالتركية: Interregnum)
88. ↑  (بالإسبانية: Ruy González de Clavijo)
89. ↑  (بالتركية: Uluborlu)
90. ↑  (بالتركية: Çorum)
91. ↑  (بالتركية: Amasya)
92. ↑  (بالتركية: Tokat)
93. ↑  (بالتركية: Pençik Kanunu)
94. ↑  (بالتركية: Sivrihisar)
95. ↑  (بالتركية: Beypazarı)
96. ↑  (بالإيطالية: Antonio I Acciaiuoli)
97. ↑  (بالتركية: Börklüce Mustafa)
98. ↑  (بالتركية: Torlak Kemal)
99. ↑  (بالفرنسية: René Grousset)
100. ↑  (بالتركية: İsmail Hakkı Uzunçarşılı)
101. ↑  (بالتركية: Ömer Halis Bıyıktay)
102. ↑  (بالتركية: Solakzade Mehmed Hemdemî)
103. 1 2  (بالتركية: Hoca Sâdeddin Efendi)
104. ↑  (بالتركية: İdris-i Bitlisî)
105. 1 2  (بالتركية: Hayrullah Efendi)
106. ↑  (بالتركية: Ahmet Şimşirgil)
107. ↑  (بالتركية: Fetihnâme)
108. ↑  (بالفرنسية: Ernest Lavisse)
109. ↑  (بالفرنسية: Alfred Nicolas Rambaud)
110. ↑  (بالتركية: Kâtip Çelebi)
111. ↑  (بالتركية: Sâdeddin Efendi)

### فهرس المراجع
المنشورات
عربية
1. ↑  Facts On File, Incorporated (2009). Encyclopedia of the Peoples of Africa and the Middle East. Infobase Publishing. ص. 31. ISBN:9781438126760. مؤرشف من الأصل في 2020-12-09.
2. ↑  Yaşar Yüce; Ali Sevim (1991). Türkiye tarihi (بالتركية). İstanbul: AKDTYKTTK Yayınları. Vol. 1. p. 226.
3. 1 2  Nicolle 1983، صفحة 29.
4. ↑  Creasy 1878، صفحة 47.
5. 1 2 3 4 5 6 7 8 9 10 11 12 13 14 15 16 17  ابن إياس الحنفي (1983)، ج. 1، ص. 659.
6. 1 2 3 4 5 6 7 8 9  المقريزي (1441)، ص. 973.
7. ↑  صفا (1990)، ص. 5.
8. ↑  شاكر (2000)، ج. 8، ص. 75-86.
9. 1 2 3 4 5 6 7 8 9 10 11 12 13 14 15 16 17 18 19 20 21 22 23 24 25 26 27 28 29 30 31 32 33 34 35 36 37 38 39 40 41 42 43 44 45 46 47 48 49 50 51  داهموس (1983)، ص. 169-193.
10. 1 2 3 4 5 6 7 8 9 10 11 12 13 14 15 16 17 18 19 20 21  ابن عربشاه (1285)، ص. 126-142.
11. ↑  Gibbons (1916), p. 246.
12. 1 2 3  Gibbons (1916), p. 254.
13. 1 2 3  طوباش (2016)، ص. 80.
14. 1 2 3 4 5 6 7 8 9 10 11 12 13 14 15 16  Gibbons (1916), p. 259-262.
15. 1 2 3 4 5 6 7  الجنابي (2010)، ص. 83.
16. ↑  Jannabi، Mustafa ibn Hasan (19 يونيو 2020). "العيلم الزاخر في أخبار الأوائل والأواخر : مجلد اول". manuscript.iium.edu.my. مؤرشف من الأصل في 2024-07-16. اطلع عليه بتاريخ 2024-07-12.
17. 1 2 3 4 5 6 7 8 9 10 11 12 13 14 15 16 17 18 19 20 21 22 23 24  أوزتونا، يلماز؛ ترجمة: عدنان محمود سلمان (1431هـ - 2010م). موسوعة تاريخ الإمبراطوريَّة العُثمانيَّة السياسي والعسكري والحضاري، المُجلَّد الأوَّل (ط. الأولى). بيروت - لُبنان: الدار العربيَّة للموسوعات. ص. 100. {{استشهاد بكتاب}}: تحقق من التاريخ في: |سنة= (مساعدة)
18. ↑  طوباش (2016)، ص. 79.
19. 1 2 3 4 5 6 7 8 9 10 11 12 13 14 15 16 17 18 19 20 21 22  Gibbons (1916), p. 250-253.
20. ↑  "Gur Emir Mausoleum in Samarkand". pagetour.org. مؤرشف من الأصل في 2023-10-02. اطلع عليه بتاريخ 2024-07-06.
21. 1 2  صفا (1990)، ص. 184.
22. 1 2 3 4 5 6 7 8 9 10 11 12 13 14 15 16 17 18 19 20  محمد أسد الله صفا (1990). أعلام الحرب(4): تيمورلنك.
23. ↑  السخاوي (1992)، ج. 4، ص. 35.
24. ↑  ʻInāyat Khān, Muḥammad Ṭāhir Āšnā ʿInāyat Ḫān (1990). The Shah Jahan Nama of 'Inayat Khan: An Abridged History of the Mughal Emperor Shah Jahan, Compiled by His Royal Librarian: the Nineteenth-century Manuscript Translation of A.R. Fuller (British Library, Add. 30,777. Oxford University Press. ص. 11–17.
25. 1 2  Gibbons (1916), p. 243-244.
26. ↑  طوباش (2016)، ص. 77.
27. ↑  طوباش (2016)، ص. 65.
28. ↑  "السلطان مراد ثالث سلاطين الدولة العثمانية". موقع ترك بريس التركي. مؤرشف من الأصل في 07 يناير 2017. اطلع عليه بتاريخ 5/10/2018. {{استشهاد ويب}}: تحقق من التاريخ في: |تاريخ الوصول= (مساعدة)
29. 1 2 3 4 5 6  فريد بك، مُحمَّد؛ تحقيق: الدُكتور إحسان حقّي (1427هـ - 2006م). تاريخ الدولة العليَّة العُثمانيَّة (ط. العاشرة). بيروت - لُبنان: دار النفائس. ص. 135. مؤرشف من الأصل (pdf) في 9 مايو 2019. {{استشهاد بكتاب}}: تحقق من التاريخ في: |سنة= (مساعدة)
30. ↑  Dimitri Kantemir (çev. Özdemir Çobanoğlu), (1979) Osmanlı İmparatorluğunun Yükseliş ve Çöküş Tarihi, C.1 Ankara
31. ↑  Feridun Bey, Münşeattü's Selâtin, İstanbul, Hicri. 1274-1275
32. ↑  Dânişmend (1945), s. 82.
33. 1 2 3 4 5 6 7 8 9 10 11 12 13 14 15 16 17 18 19 20 21 22 23  تاريخ العثمانيين من قيام الدولة الى الانقلاب على الخلافة.
34. ↑  Yakupoğlu, Cevdet; Musalı, Namiq (30 Dec 2020). "Kastamonu Turnalı Camii'nde Candaroğulları Ve Osmanlılar Zamanına Ait Yeni Bulunmuş Vakıf Hatim Cüzleri". Vakıflar Dergisi (بالتركية) (54): 201–233. DOI:10.16971/vakiflar.704115. ISSN:1011-7474. Archived from the original on 2024-09-05.
35. ↑  تاريخ الدولة العلية العثمانية.
36. ↑  Gibbons (1916), p. 154.
37. ↑  Danişmend (1945), s. 112-115.
38. 1 2 3  Danişmend (1945), s. 126-127.
39. 1 2  فهمي (1894)، ج. 2، ص. 381.
40. ↑  Uzunçarşılı, Ord İsmail Hakkı (1 Jan 2015). Osmanlı Tarihi (1.cilt) (بالتركية). Türk Tarih Kurumu. ISBN:978-975-16-0011-0. Archived from the original on 2024-07-26.
41. ↑  "Türk Tarih Kurumu Kütüphanesi (2.01.0.2121)". kutuphane.ttk.gov.tr. مؤرشف من الأصل في 2024-09-19. اطلع عليه بتاريخ 2024-07-15.
42. ↑  İnalcık, Halil (19 Apr 2019). Devlet-i Aliyye Osmanlı İmparatorluğu Üzerine Araştırmalar - II (بالتركية). Türkiye İş Bankası Kültür Yayınları. ISBN:978-605-332-089-0. Archived from the original on 2024-07-15.
43. 1 2  Gibbons، Herbert Adams (1916). The foundation of the Ottoman empire;. The Library of Congress. Oxford, Clarendon press.
44. ↑  Emecen, Feridun M. (15 Jul 2016). İlk Osmanlılar ve Batı Anadolu Beylikler Dünyası (بالتركية). Timaş Yayınları. ISBN:978-605-08-0497-3. Archived from the original on 2024-07-15.
45. ↑  "Bayezid I" (PDF). İslam Ansiklopedisi. مؤرشف من الأصل (PDF) في 2024-07-18. اطلع عليه بتاريخ 2024-07-15.
46. ↑  Yezdî, Şerafeddin Ali. ZAFERNAME Emîr Timur: Zafernâme (2 bas.). SBN:978-9758-839-97-1.. مؤرشف من الأصل في 2024-07-15. {{استشهاد بكتاب}}: تأكد من قيمة |sbn=: حرف غير صالح (مساعدة)
47. ↑  Daş، Abdurrahman (1 ديسمبر 2004). "Ankara Savaşı Öncesi Timur İle Yıldırım Bayezid'in Mektuplaşmaları". Selçuk Üniversitesi Türkiyat Araştırmaları Dergisi ع. 15: 141–167. ISSN:1300-5766. مؤرشف من الأصل في 2024-07-25.
48. ↑  Osmanlı. Internet Archive. Ankara : Yeni Türkiye Yayınları. 1999. ISBN:978-975-6782-03-3.{{استشهاد بكتاب}}:  صيانة الاستشهاد: آخرون (link)
49. ↑  Danişmend (1945), s. 122.
50. 1 2 3 4 5 6 7 8 9 10 11 12 13 14 15 16 17 18 19 20 21 22 23 24 25 26 27 28 29 30  Hammer (1835), vol. 2, p. 119.
51. ↑  الجنابي (2010)، ص. 81.
52. 1 2 3 4 5  "MUTAHHARTEN BEYLIGI". www.enfal.de. مؤرشف من الأصل في 2020-08-08. اطلع عليه بتاريخ 2022-11-19.
53. ↑  http://www.rehberim.net/forum/tarih-cograyfa-418/62140-beylikler.html نسخة محفوظة 2020-09-28 على موقع واي باك مشين.
54. ↑  Beylikler نسخة محفوظة 03 مارس 2016 على موقع واي باك مشين.
55. ↑  History of Kemah district (بالتركية) نسخة محفوظة 08 مارس 2016 على موقع واي باك مشين.
56. ↑  Prof.Yaşar Yücel-Prof Ali Sevim:Türkiye tarihi I, AKDTYKTTK Yayınları, 1991, pp 260-310
57. ↑  ŞAHBAZ، Mehibe؛ TAŞKIRAN، Hasan (9.06.2020). "Timur Dönemi Hediye ve Hediyeleşme". DergiPark (ط. Yıl: 2020 Cilt:20 Sayı:1 e-ISSN 2564-6427). Çukurova Üniversitesi İlahiyat Fakültesi Dergisi. مؤرشف من الأصل في 13 نوفمبر 2022. اطلع عليه بتاريخ 11.11.2022. {{استشهاد ويب}}: تحقق من التاريخ في: |تاريخ الوصول= و|تاريخ= (مساعدة)
58. 1 2 3  Gibbons (1916), p. 246-248.
59. 1 2  صفا (1990)، ص. 210.
60. ↑  صفا (1990)، ص. 185.
61. ↑  الجنابي (2010)، ص. 82.
62. ↑  طوباش (2016)، ص. 78.
63. ↑  Gibbons (1916), p. 249.
64. ↑    - Marozzi، Justin (2012)، Tamerlane: Sword of Islam, Conqueror of the World، HarperCollins Publishers، ISBN:978-0-00-736973-7، مؤرشف من الأصل في 2022-09-20
65. ↑  "Читать онлайн «История ислама. Т. 1, 2. От доисламской истории арабов до падения династии Аббасидов в XVI веке», Август Мюллер". Литрес (بالروسية). Archived from the original on 2024-07-20. Retrieved 2024-07-15.
66. ↑  Muhammad (السبت، 10 مايو 2014). "أ.د. محمد البخاري: المؤرخ والمفكر الإسلامي نظام الدين عبد الواصي شامي". أ.د. محمد البخاري. مؤرشف من الأصل في 17 سبتمبر 2024. اطلع عليه بتاريخ 2024-07-22. {{استشهاد ويب}}: تحقق من التاريخ في: |تاريخ= (مساعدة)
67. ↑  "ANKARA SAVAŞI". TDV İslâm Ansiklopedisi (بالتركية). Archived from the original on 2022-09-22. Retrieved 2022-11-24.
68. 1 2  "TATARLAR". TDV İslâm Ansiklopedisi (بالتركية). Archived from the original on 2022-05-22. Retrieved 2022-11-24.
69. ↑  Стоян Николов ستويان نيكولوف (2020). Укритото и премълчаното в Българската история المخفي والمسكوت عنه في التاريخ البلغاري. صوفيا София. ج. Трета част الجزء الثالث. ص. ص 37.{{استشهاد بكتاب}}:  صيانة الاستشهاد: مكان بدون ناشر (link)
70. 1 2 3 4  تاريخ الدولة العثمانية من النشوء إلى الانحدار لخليل اينالجيك.
71. 1 2 3 4 5 6 7 8 9 10  الدولة العثمانية المجهولة.
72. ↑  "تيمورلنك : قاهر الملوك والسلاطين وغازي العالم | WorldCat.org". search.worldcat.org (بالإنجليزية). Archived from the original on 2024-07-14. Retrieved 2024-07-11.
73. 1 2 3 4    - Imber، Colin (1990)، The Ottoman empire: 1300-1481، The Isis Press، ISBN:978-975-428-015-9، مؤرشف من الأصل في 2023-08-16
74. 1 2 3 4 5 6 7 8 9  Gibbons (1916), p. 256-257.
75. 1 2  Hātifī، -1520 or 1521 هاتفى (1583). Tīmūrnāmah. [تيمورنامه]. University of Pennsylvania Libraries.{{استشهاد بكتاب}}:  صيانة الاستشهاد: أسماء عددية: قائمة المؤلفين (link)
76. 1 2 3  Letaief Adel (1952). لقاء ابن خلدون لتيمور لنك. والتر جوزيف فيشل دار مكتبة الحياة بيروت 1952.
77. ↑  الدرر الكامنة في أعيان المئة الثامنة.
78. ↑  "İBNÜ'ş-ŞIHNE, Ebü'l-Velîd". TDV İslâm Ansiklopedisi (بالتركية). Archived from the original on 2024-09-19. Retrieved 2024-07-12.
79. ↑  "وفاة العلامة محب الدين أبو الوليد ابن الشحنة". dorar.net. مؤرشف من الأصل في 2024-07-14. اطلع عليه بتاريخ 2024-07-12.
80. ↑  Yazdī, Sharaf al-Dīn ʻAlī (1723). The History of Timur-Bec: Known by the Name of Tamerlain the Great, Emperor of the Moguls and Tartars: Being an Historical Journal of His Conquests in Asia and Europe (بالإنجليزية). J. Darby. Archived from the original on 2024-07-26.
81. ↑  "Timur". richmond.emuseum.com (بالإنجليزية). Archived from the original on 2024-09-17. Retrieved 2024-07-23.
82. ↑  معجم المعاني_قاموس_عربي-تركي_تخت روان تاريخ الاطلاع 25 نوفمبر 2018. نسخة محفوظة 10 يناير 2020 على موقع واي باك مشين.
83. ↑  ابن بطوطة، تحفة النظار في غرائب الأمصار وعجائب الأسفار، ج1، ص79.
84. ↑  معجم المعاني_قاموس عربي-عربي_التختروان تاريخ الاطلاع 25 نوفمبر 2018. نسخة محفوظة 16 ديسمبر 2019 على موقع واي باك مشين.
85. ↑  سعد الدين محمد ابن حسن dit خوجة افندی Sâdeddīn Muḥammed ibn Ḥasan Hocā Efendī (1536-1599) (1601/1700). تاج التواریخ Tāc el-Tevārīḫ. {{استشهاد بكتاب}}: تحقق من التاريخ في: |تاريخ= (مساعدة)صيانة الاستشهاد: أسماء عددية: قائمة المؤلفين (link)
86. 1 2 3  صفا (1990)، ص. 218-219.
87. ↑  "HÂMİDÎ". TDV İslâm Ansiklopedisi (بالتركية). Archived from the original on 2024-09-17. Retrieved 2024-07-24.
88. 1 2  طوباش (2016)، ص. 81.
89. ↑  "معلومات عن أوليفيرا ديسبينا على موقع viaf.org". viaf.org. مؤرشف من الأصل في 2016-09-07.
90. ↑  "معلومات عن أوليفيرا ديسبينا على موقع id.loc.gov". id.loc.gov. مؤرشف من الأصل في 2019-12-09. {{استشهاد ويب}}: |archive-date= / |archive-url= timestamp mismatch (مساعدة)
91. ↑  "معلومات عن أوليفيرا ديسبينا على موقع aleph.nkp.cz". aleph.nkp.cz. مؤرشف من الأصل في 2019-12-09.
92. ↑  طوباش، ص. 66.
93. ↑  جبريل (23 يوليو 2023). "قادة لا تنسى تامر بدر ط. أقلام pdf". المكتبة المفتوحة. مؤرشف من الأصل في 2024-07-17. اطلع عليه بتاريخ 2024-07-15.
94. ↑  "SOLAKZÂDE MEHMED HEMDEMÎ". TDV İslâm Ansiklopedisi (بالتركية). Archived from the original on 2024-09-18. Retrieved 2024-07-25.
95. ↑  "HOCA SÂDEDDİN EFENDİ". TDV İslâm Ansiklopedisi (بالتركية). Archived from the original on 2024-09-18. Retrieved 2024-07-25.
96. ↑  "HAYRULLAH EFENDİ". TDV İslâm Ansiklopedisi (بالتركية). Archived from the original on 2024-09-18. Retrieved 2024-07-25.
97. ↑  "Otağ Iı: Emir Timur - Timaş Yayınları". timas.com.tr (بالتركية). Archived from the original on 2024-07-17. Retrieved 2024-07-15.
98. ↑  "Ocak 1981, Cilt XI - Sayı 15 | Belgeler". belgeler.gov.tr. مؤرشف من الأصل في 2024-09-17. اطلع عليه بتاريخ 2024-07-15.
99. ↑  Bıyıktay, Ömer Halis (15 Sep 2021). Yedi Yıl Harbi İçinde Timur’un Anadolu Seferi ve Ankara Savaşı (بالتركية). Panama Yayıncılık. ISBN:978-605-7739-88-9. Archived from the original on 2024-07-15.
100. 1 2 3 4 5  YILMAZ ÖZTUNA. 1402 ANKARA MUHAREBESİ Beyazıt ile Timur'un Ölümü ve Fetret Devri (بالتركية). Archived from the original on 2024-07-15.

تركية
1. 1 2  Uzunçarşılı (1972), s. 270.
2. ↑  Mısıroğlu (2014), der. 1, s. 199.
3. ↑  Dânişmend (1945), der. 1, s. 128.
4. 1 2 3 4 5 6 7 8 9 10 11 12 13 14 15 16 17 18 19 20 21 22 23 24 25 26 27 28 29 30 31 32 33 34 35 36 37 38 39 40  islamansiklopedisi (1991), s. 210-211.

إنجليزية

### بيانات المراجع (مُرتَّبة حسب تاريخ النشر)
الكتب:
العربية
- شهاب الدين ابن عربشاه، عجائب المقدور في أخبار تيمور، QID:Q12565319
- تقي الدين المقريزي (1441)، السُلُوك لمعرفة دُول المُلُوك، تحقيق: محمد عبد القادر عطا (ط. 1)، بيروت: دار الكتب العلمية، OCLC:4770686226، QID:Q119224838
- محمود باشا فهمي؛ محمود فهمى المهندس (1894). "البحر الزاخر في تاريخ العالم وأخبار الاوائل والاواخر". كتاب. بولاق. QID:Q133865648.
- ابن إياس (1984)، بدائع الزُهُور في وقائع الدُهُور (PDF)، القاهرة: الهيئة المصرية العامة للكتاب، ج. 1، القسم الثاني، QID:Q114442372
- جوزيف دهموس (1992)، سبع معارك فاصلة في العُصُور الوسطى، ترجمة: محمد فتحي الشاعر (ط. 2)، القاهرة: الهيئة المصرية العامة للكتاب، OCLC:4770455013، QID:Q123978256
- العقيد محمد أسد الله صفا (1990)، أعلام الحرب (4): تيمورلنك، بيروت: دار النفائس للطباعة والنشر والتوزيع، QID:Q135218266
- شمس الدين السخاوي (1992)، الضوء اللَّامع لأهل القرن التاسع (ط. 1)، بيروت: دار الجيل للطبع والنشر والتوزيع، OCLC:4770528447، QID:Q126364807
- محمود شاكر (2000)، التاريخ الإسلامي - العهد العثماني، ج. 8، QID:Q135485721
- عثمان نوري طوباش (2016). العثمانيون: رجالهم العظماء ومؤسساتهم الشامخة. ترجمة: محمد حرب. إسطنبول: مؤسسة دار الأرقم. ISBN:978-9944-83-525-1. QID:Q114356158.
- رابعة مزهر شاكر (مايو 2010)، المنتخب من تاريخ الجنابي. اختصار أحمد بن محمد ابن الملا. القرن (العاشر الهجري / السادس عشر الميلادي) دراسة وتحقيق، الجامعة الأردنية، QID:Q135747845

التركية
- İsmail Hami Danişmend (1945), İzahlı Osmanlı tarihi kronolojisi (بالتركية), İstanbul: Türkiye Yayınevi, vol. 2, OCLC:750693021, QID:Q134608837
- İsmail Hakkı Uzunçarşılı (1972), Osmanlı Tarihi (İsmail Hakkı Uzunçarşılı) (بالتركية) (3rd ed.), Ankara: Türk Tarih Kurumu, OCLC:6494197, QID:Q134605040
- Kadir Mısıroğlu (2014), Osmanlı Tarihi (Kadir Mısıroğlu) - c.I (بالتركية) (2nd ed.), İstanbul, QID:Q135207707{{استشهاد}}:  صيانة الاستشهاد: مكان بدون ناشر (link)

الإنجليزية
- Herbert Adams Gibbons (1916). "The foundation of the Ottoman empire". book (بالإنجليزية). Great Britain: The Century Company. QID:Q135525724.

الفرنسية
- Joseph von Hammer-Purgstall (1835), Histoire de L'Empire Ottoman (بالفرنسية), Paris, vol. 2, p. 526, QID:Q135720724

المقالات المحكمة:
التركية
- Yusuf Halaçoğlu (1991). "Ankara Savaşı (islamansiklopedisi)". TDV İslam Ansiklopedisi (بالتركية). 3: 210–211. QID:Q135261480.